# Église Saint-Pierre-et-Saint-Paul de Baron
Pour les articles homonymes, voir Église Saint-Pierre-et-Saint-Paul.
L'église Saint-Pierre-et-Saint-Paul est une église catholique paroissiale située à Baron, en France. Son clocher avec une flèche en pierre haute de 45 m date du XVe siècle. L'église proprement dite a été édifiée entièrement au XVIe siècle dans le style gothique flamboyant, et présente une rare homogénéité, encore plus à l'intérieur qu'à l'extérieur. La façade principale est celle du sud, et l'élément le plus soigné est le croisillon sud qui comporte le portail. Il n'y a pas de fenêtres hautes : les murs hauts de la nef et du chœur sont nus au-dessus des grandes arcades. L'intérieur est très sobre : il n'y a pas un seul chapiteau, et les moulures se concentrent sur les piles ondulées et les grandes arcades, mais les lignes claires et l'harmonie des proportions créent une impression d'élégance, soulignée par les boiseries du XVIIIe siècle provenant de l'abbaye de Chaalis. L'église a été classée très tôt au titre des monuments historiques par liste de 1840, et se trouve ainsi parmi les treize tout premiers monuments historiques du département de l'Oise. Elle est aujourd'hui affiliée à la paroisse Notre-Dame-de-la-Visitation du Haudouin.

## Localisation

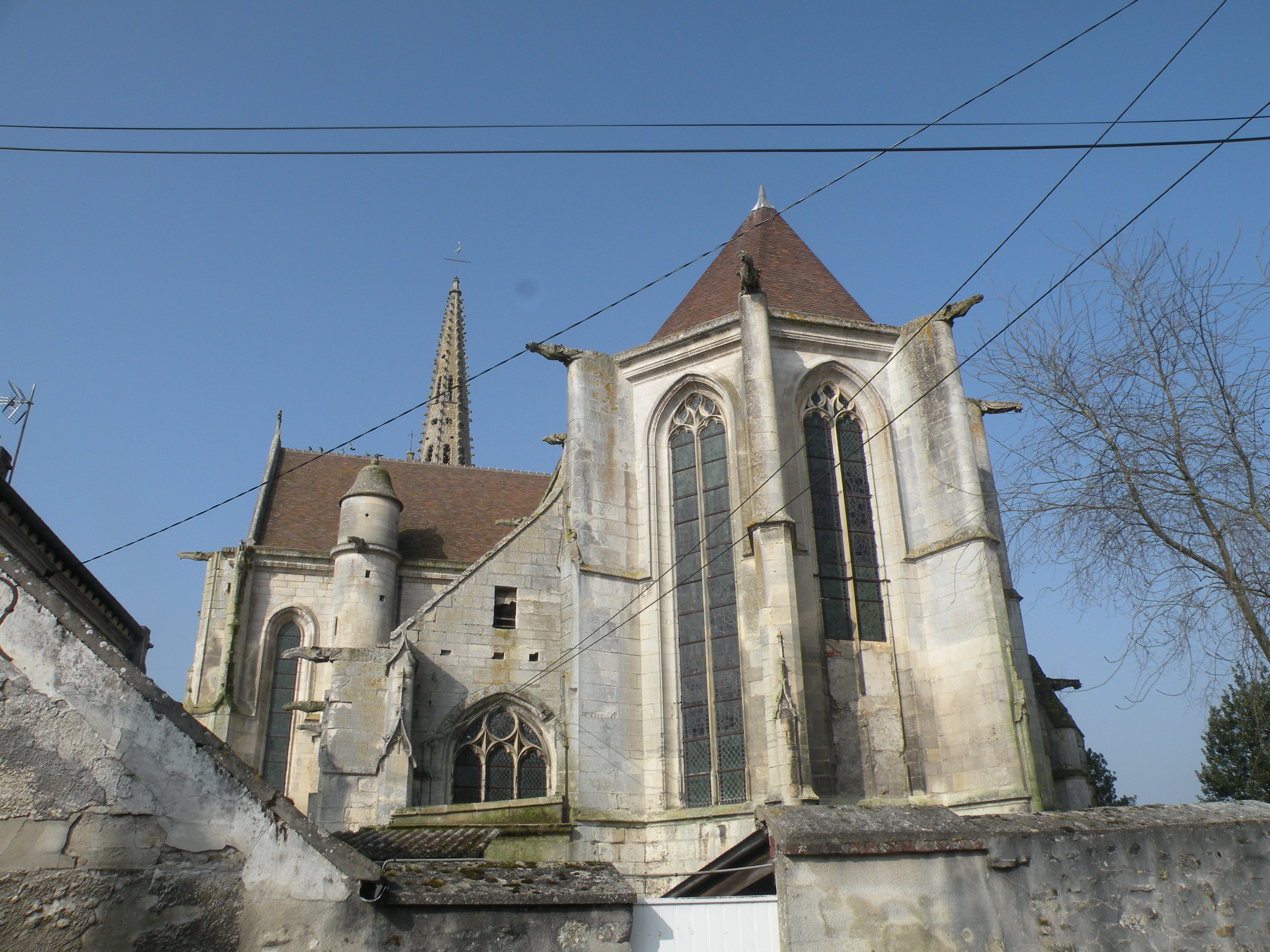
Vue depuis l'est.

L'église est située en France, dans la région Hauts-de-France et le département de l'Oise, dans le Parc naturel régional Oise-Pays de France, sur la commune de Baron, place Jeanne-d'Arc. Cette place correspond au petit parvis au sud de l'église, qui surplombe légèrement la rue des Fontaines (RD 330a) grâce à un mur de soutènement. C'est l'élévation méridionale de l'église qui donne sur la place, ainsi qu'une partie de la façade occidentale, presque cachée du fait de la proximité de la maison qui lui fait face. Une autre petite place se situe au sud-est de l'église. La rue aux Fouarres commence ici, et à l'est de la place, la RD 330a se nomme rue des Russons. Enfin, à l'est de l'ancienne poste devant le chœur de l'église, la rue du Cimetière part en direction du nord. Depuis cette rue, il est possible d'apercevoir le chevet de l'église, ainsi que, plus loin, l'élévation septentrionale. On ne peut pas faire le tour de l'église, et une partie de la façade occidentale, toute l'élévation septentrionale et tout le chevet sont enclavées dans des propriétés privées.

## Historique

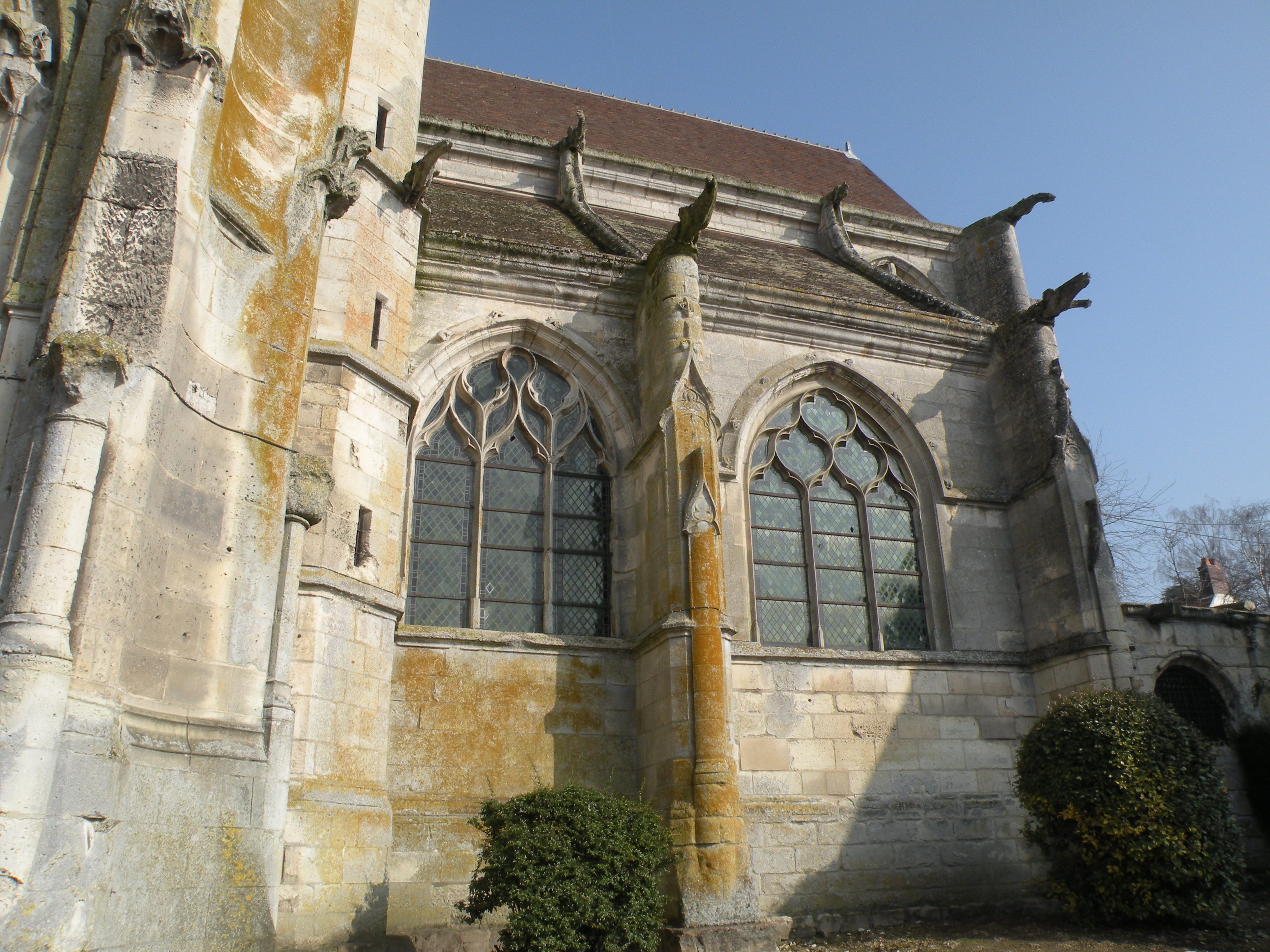
Chœur, côté sud.

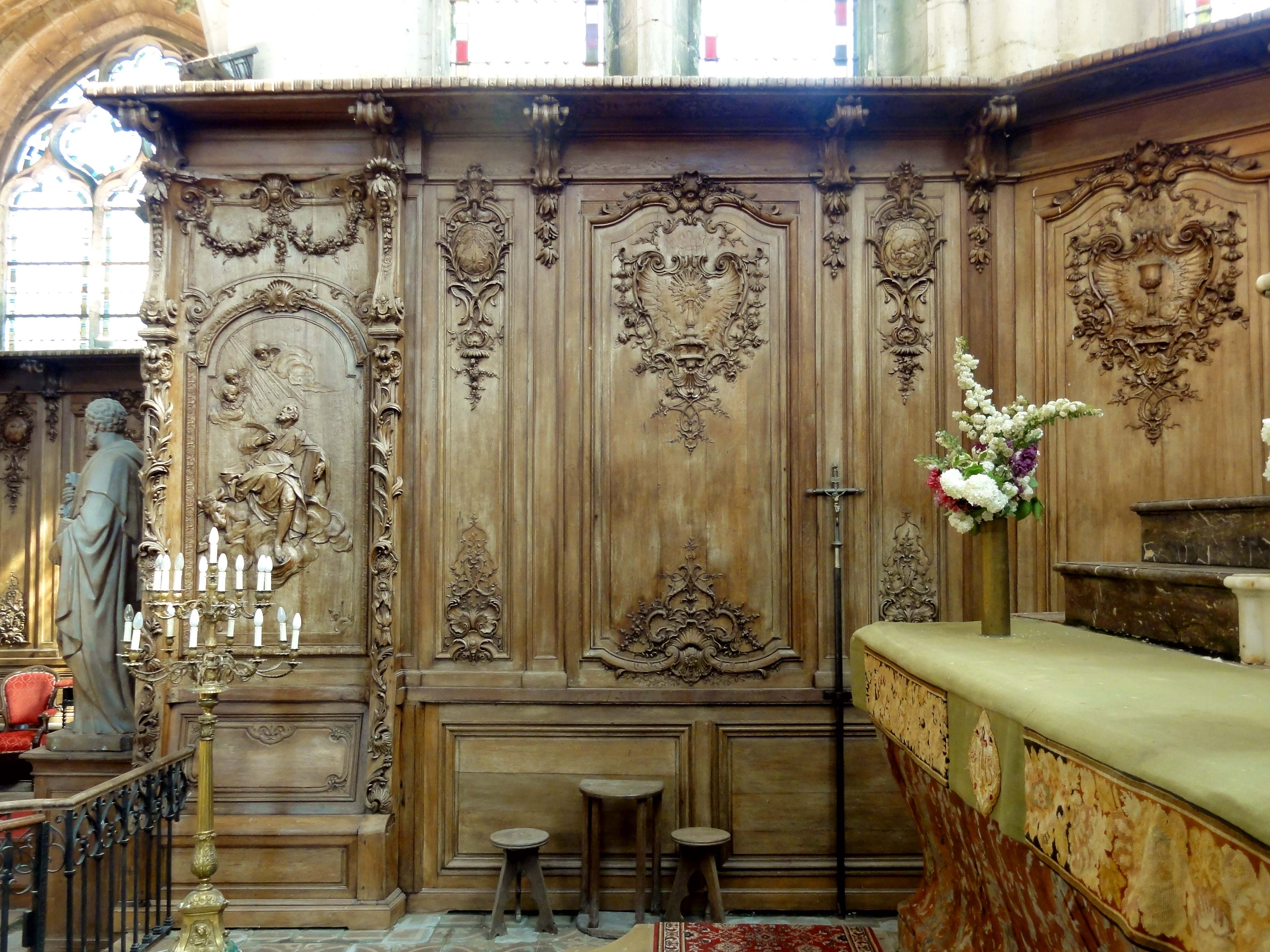
Boiseries de l'abside.

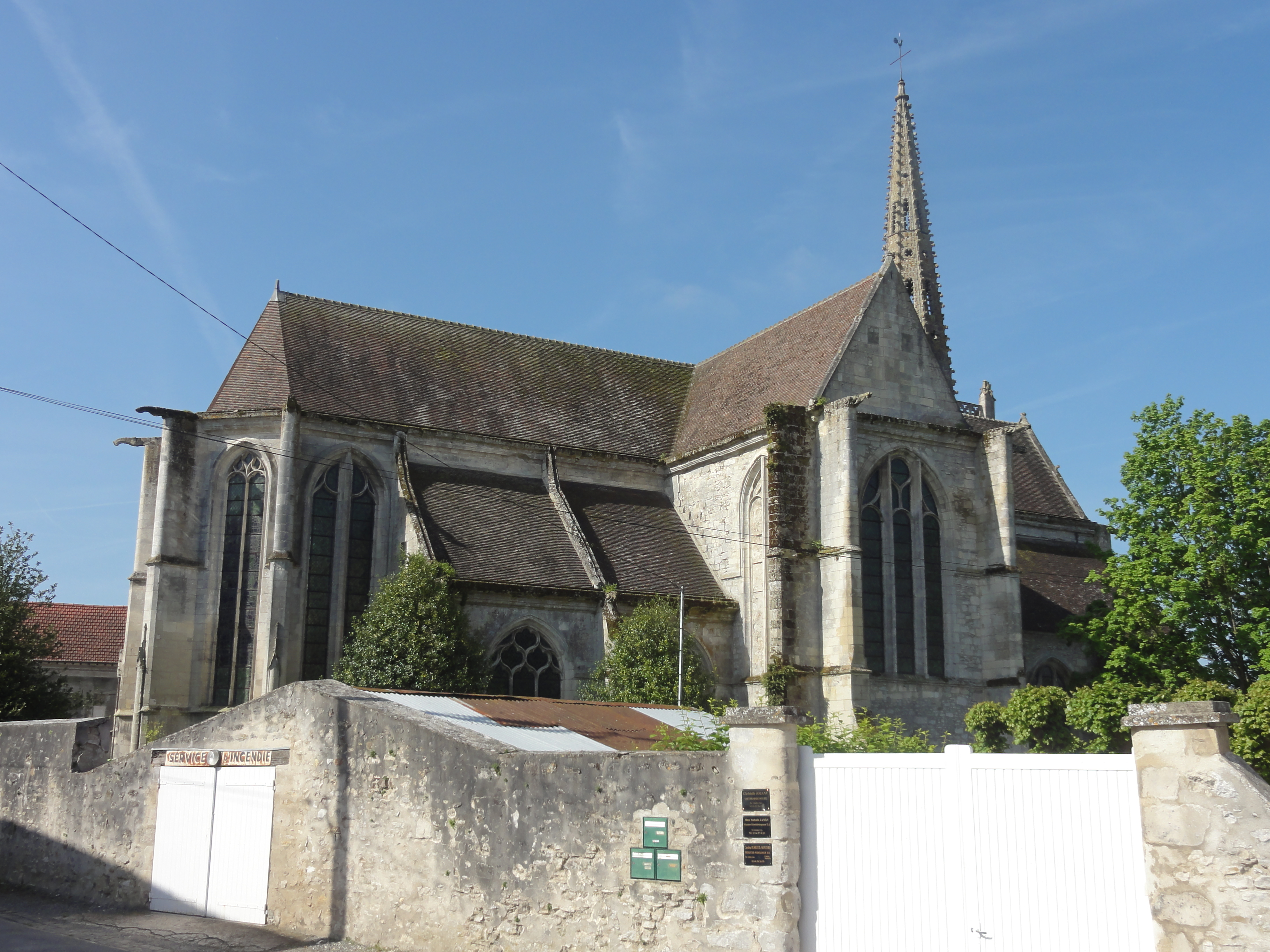
Vue depuis le nord-est.

Sous l'Ancien Régime, Baron relève du doyenné et du diocèse de Senlis. Le collateur de la cure est l'évêque de Senlis. Baron est un bourg d'une certaine importance, soulignée jadis par une enceinte avec des portes fortifiées, dont toute trace avait déjà disparu pendant le second quart du XIXe siècle. Jeanne d'Arc communie dans l'église de Baron la veille de l'Ascension de 1429, en compagnie du duc de Clermont et du duc Jean II d'Alençon. Il s'agit toutefois de la précédente église, à l'emplacement de laquelle l'église actuelle a été construite. Elle est dédiée aux saints Pierre et Paul. Très homogène, elle a été édifiée presque entièrement au XVIe siècle dans le style gothique flamboyant.
La datation que fournit le ministère de la Culture dans sa base Mérimée, à savoir les XIIe et XIIIe siècles, n'est fondée sur aucune source et n'est pas reprise par la littérature ; elle est également démentie par l'architecture de l'édifice. L'importance passée de Baron explique les dimensions considérables de l'édifice et sa qualité architecturale. Le chanoine Pihan écrit : « L'église de Baron ressemble un peu à une cathédrale ! ». Le clocher avec sa flèche octogonale en pierre daterait du XVe siècle et serait donc la partie la plus ancienne de l'église. Il a été restauré en 1615, ce qui parle effectivement en faveur d'une date de construction antérieure au reste de l'église. Les stalles et les boiseries du XVIIIe siècle proviennent de l'abbaye de Chaalis, dont l'abbatiale a été détruite après la Révolution française. À leur propos, le chanoine Pihan écrit : « Quel que soit le mérite architectural de ce monument, ce qui fixe surtout l'attention et captive l'admiration des visiteurs, c'est la magnifique boiserie qui règne autour du chœur » [...]. — Sous la Révolution française, le diocèse de Senlis est supprimé, et l'ensemble des paroisses sur le territoire du département de l'Oise sont rattachées au diocèse de Beauvais. Au moment du Concordat de 1801, celui-ci est annexé au diocèse d'Amiens, situation qui dure jusqu'en 1822. — Avec seulement dix-sept autres édifices sur l'étendue du département, l'église de Baron est classée très tôt au titre des monuments historiques, par la première liste de 1840,.
Pendant la Seconde Guerre mondiale, l'église est considérablement endommagée, et en dépit des réparations notamment sur le plan de la toiture, de la charpente et des voûtes, ces dernières restent dans un état fragile. En dépit de son classement précoce, l'église Saint-Pierre-et-Saint-Paul de Baron n'a jamais fait l'objet d'une monographie ou d'une étude détaillée. Son histoire n'est pas documentée, et une datation plus exacte de ses différents composants reste à faire. D'après le chanoine Pihan, le choix de l'église de Baron serait plus ou moins dû au hasard. Au moins en partie, il aurait été motivé par le souvenir de Jeanne d'Arc, car comme le montre la datation erronée dans la base Mérimée, la personne qui a inscrit l'église sur la liste des monuments historiques de 1840 la prenait pour une église médiévale. Le 5 décembre 1841, Louis Graves rédige un rapport émettant un avis sur la liste, qui est encore considérée comme provisoire. Il propose de rayer cinq églises classées à tort, et demande en même temps le classement de douze autres églises. Graves « blâme le mauvais goût de la construction et sa mauvaise exécution », le manque d'estime pour l'architecture flamboyante étant généralisé parmi les amateurs jusqu'au milieu du XXe siècle. Baron n'est à présent plus une paroisse indépendante. Elle est d'abord affilié au secteur paroissial d'Ermenonville, qui est à son tour rattaché à la paroisse Notre-Dame de la Visitation du Haudouin lors de la définition de quarante-cinq nouvelles paroisses à l'échelle du diocèse en 1996. Le service paroissial est en grande partie assuré par le curé à la retraite d'Ermenonville. Les messes dominicales sont célébrées en l'église Saint-Pierre-et-Saint-Paul un dimanche sur deux, avec une interruption en hiver, car l'église ne dispose d'aucun moyen de chauffage.

## Description

### Aperçu général

Plan de l'église.

Régulièrement orientée, l'église répond à un plan cruciforme, et se distingue par un chœur aussi long que la nef. Elle se compose d'une nef de trois travées accompagnée de deux bas-côtés ; d'un transept largement débordant dont chaque croisillon comporte deux travées successives ; et d'un chœur de trois travées, dont deux travées droites accompagnées de collatéraux, et une abside à cinq pans. Les collatéraux se terminent par des chevets plats. Le clocher de 45 cm de hauteur s'élève au-dessus de la première travée du bas-côté sud, qui ne communique pas avec la nef, et dont l'arcade vers le bas-côté est bouchée. La sacristie se situe dans l'angle entre le chevet du bas-côté sud et l'abside. Il y a des tourelles d'escalier extérieures à l'angle sud-ouest du clocher, et à l'est du croisillon sud. L'ensemble de l'église est voûtée d'ogives. Le portail principal est celui du croisillon sud, qui possède une double porte tournée vers la ville. Le portail occidental donne sur une courte et étroite impasse, et n'est généralement plus utilisée. Il y a également une petite porte dans le mur septentrional du croisillon nord, dont l'usage est réservé aux riverains, car elle n'est pas accessible par la voie publique. L'église possède des pignons aux deux extrémités du transept et en façade. Les collatéraux sont recouverts de toits en appentis.

### Extérieur

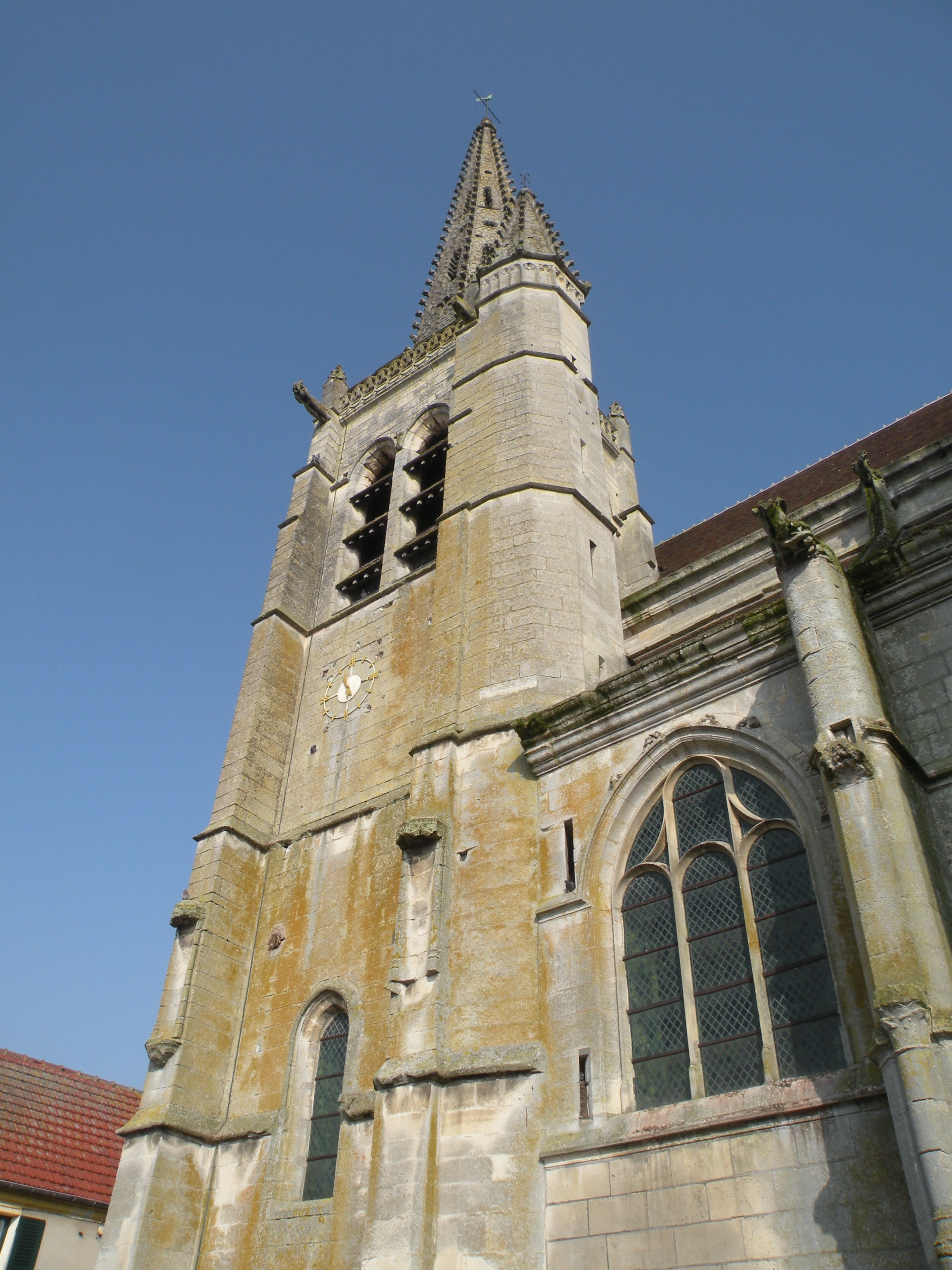
Clocher.

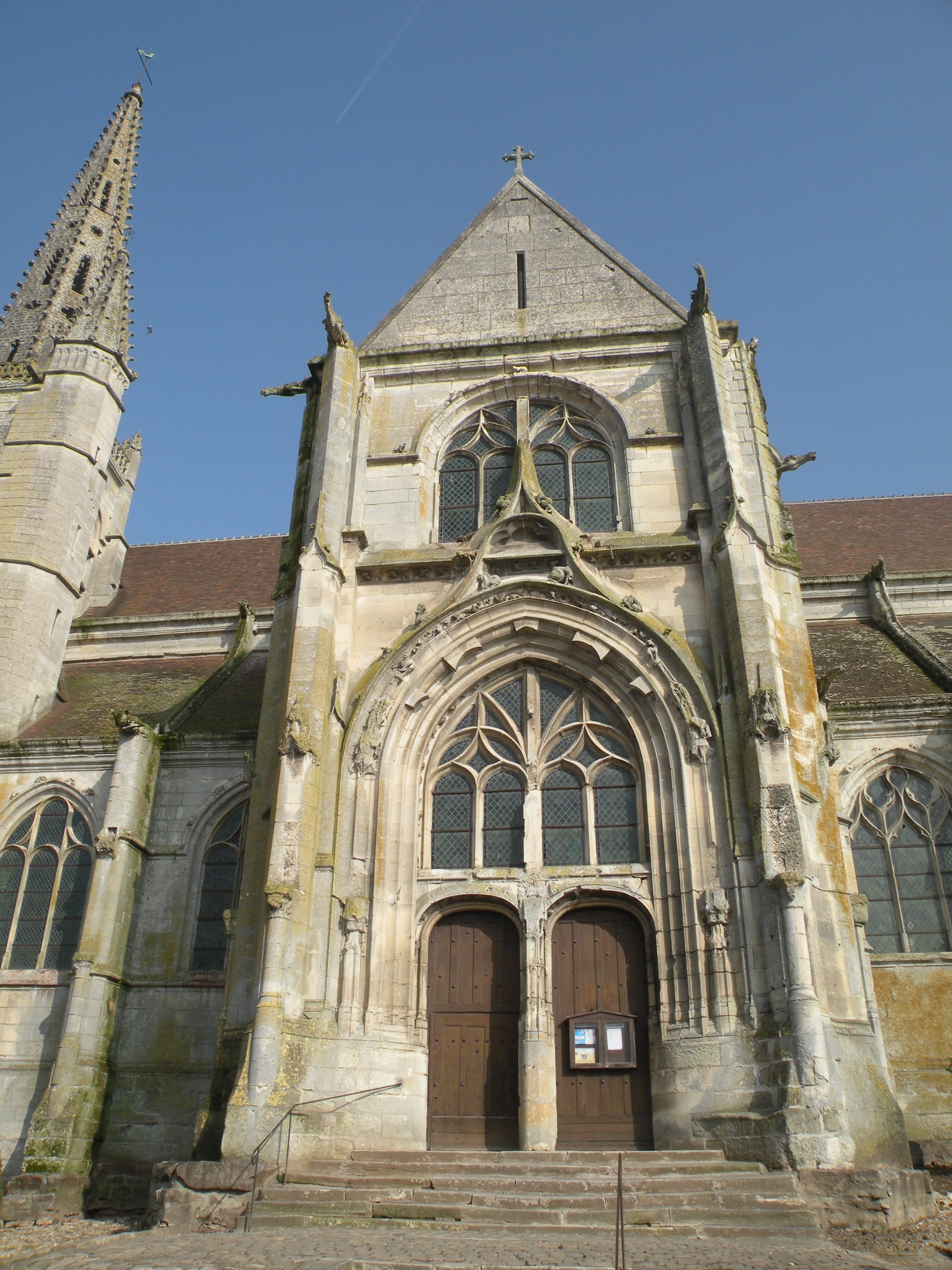
Croisillon sud.

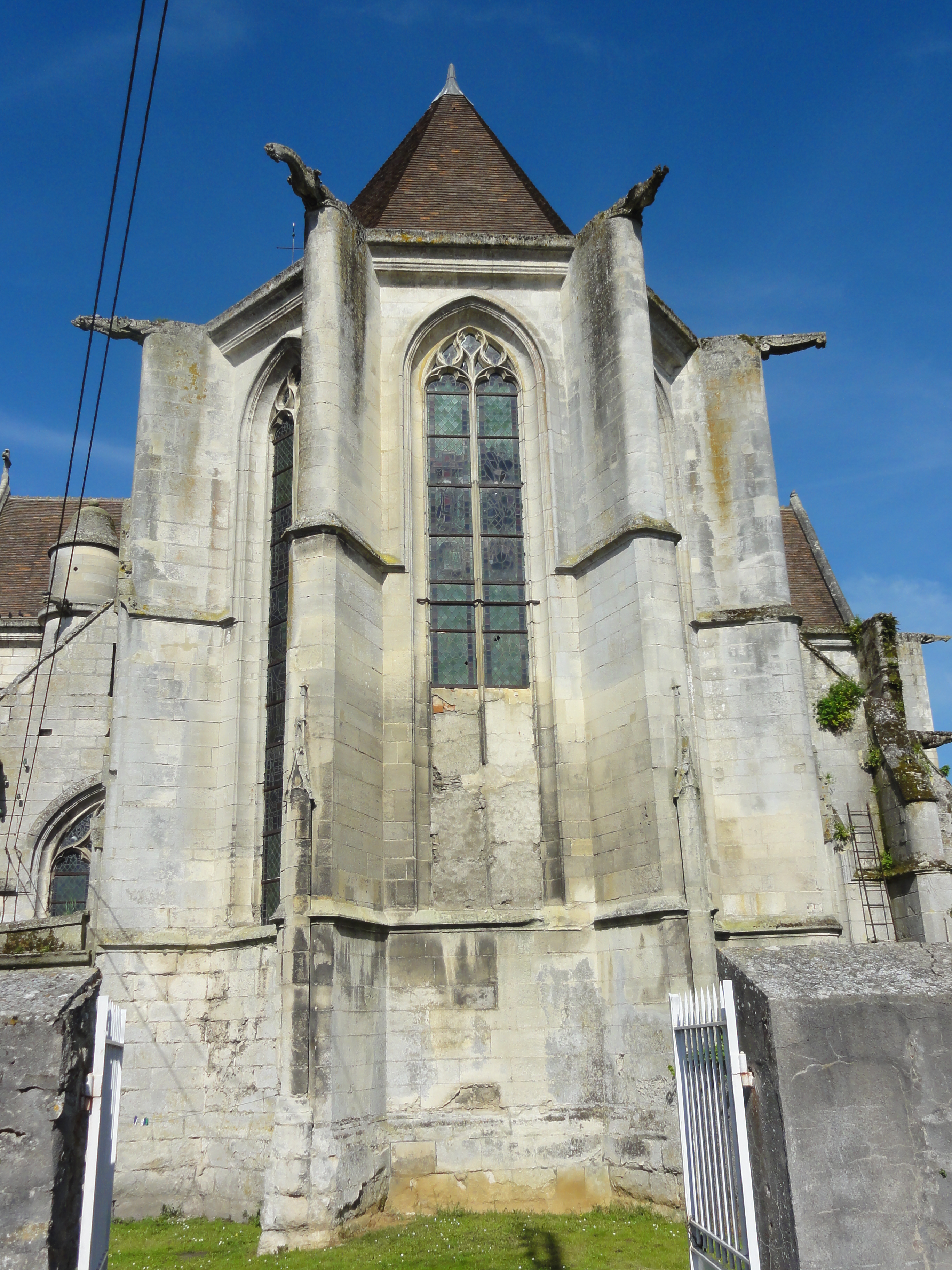
Chevet du vaisseau central.

En tant que seule façade donnant directement sur la voie publique, la façade méridionale a bénéficié de soins particuliers et a été décorée plus richement que le reste, nettement plus sobre. Les deux éléments déterminants de la façade sont le clocher et l'extrémité du croisillon sud du transept, influencé vaguement par la cathédrale Notre-Dame de Senlis, qui venait d'être équipée d'un transept avec portails à l'époque de la construction de l'église. Le clocher atteint à son sommet une hauteur de 45 m. L'angle sud-est du clocher est flanqué d'une tourelle d'escalier entre les deux contreforts d'angle. Ces contreforts sont presque verticaux, et ceux tournés vers le sud sont agrémentés chacun d'une niche à statue sous un dais, aujourd'hui vide. Les quatre niveaux du clocher sont séparés visuellement par des larmiers ; un larmier supplémentaire et un court glacis scandent en plus l'étage de beffroi. Ces larmiers incluent les contreforts et la tourelle d'escalier. Les deux premiers niveaux du clocher correspondent à la hauteur de la nef. Au sud, le larmier entre les deux niveaux est interrompu par une baie en arc brisé. Le troisième niveau est aveugle, alors que le dernier niveau est ajouré sur chaque face par deux grandes ouvertures abat-son gémelées, décorées simplement d'un sourcil. Au-dessus, les murs se terminent par des balustrades, et les contreforts chacun par un pinacle. Deux énormes gargouilles sous la forme de chimères regardent vers le sud. Une flèche octogonale en pierre s'élève au centre de la plate-forme, aux arêtes garnies de crochets et aux faces décorées d'écailles de poisson, décor reproduit par la petite flèche coiffant la tourelle d'escalier,.
La façade du croisillon sud présente deux contreforts orthogonaux aux extrémités ouest et est, reliés par un mur galbé. Chacun est précédé d'une colonne engagée supportant un chapiteau, destiné initialement à recevoir une statue, comme l'indiquent également les vestiges de dais un peu plus haut. Un pinacle plaqué à la fin du niveau du rez-de-chaussée complète le décor ; au-delà, les angles des contreforts sont biseautés. Sur la face sud, des contreforts secondaires apparaissent au niveau de l'étage, se terminant également par de petits pinacles. Le portail est particulièrement remarquable. Il est cantonné de multiples supports fasciculés, sans chapiteaux, se continuant sans rupture autour de l'archivolte. Ce dernier est surmonté d'une accolade peuplée par huit petits animaux. Sur les piédroits, l'on note des pinacles, puis les restes de niches à statues, et encore des pinacles curbilignes sur la partie inférieure de l'archivolte. Plus haut, une frise de feuillages prend le relais, dont le début et la fin sont marqués par un petit animal. Le portail proprement dit se compose de deux portes en anse de panier de taille modeste, qui laissent la place à un grand tympan ajouré par une fenêtre à trois meneaux, avec un remplage flamboyant tardif : deux paires de deux lancettes sont chacune surmontée d'une accolade, entrecoupée par un quart-de-cercle et s'inscrivant dans un arc brisé. L'accolade du portail continue vers le haut et sert de meneau central à la fenêtre de l'étage, qui est en plein cintre, mais reproduit sinon le remplage du tympan. De petits animaux garnissent ici aussi l'extrados et les impostes. Enfin, une gargouille règne sur l'extrémité supérieure de chaque contrefort. Les faces latérales du croisillon sont elles aussi éclairées par des fenêtres, hautes et étroites, sans remplage. Une tourelle d'escalier occupe l'angle entre le croisillon et le chœur,.
L'extérieur des collatéraux présente des contreforts semblables à ceux du croisillon sud, mais les colonnes engagées sont moins saillantes. Devant le chœur, elles se terminent par une petite accolade au lieu d'un chapiteau, et plus haut suit un chaperon au niveau des impostes, dont le gâble est décoré et se termine par un petit pinacle en bas-relief. La partie supérieure des contreforts est arrondie, et chacun se termine par une gargouille, alimentée par un chéneau sur l'extérieur des arcs-boutants. Ces arcs-boutants sont dissimulés dans les toitures et manquent par ailleurs au nord de la nef. Une autre gargouille occupe le sommet de chaque arc-boutant. Les fenêtres sont en arc brisé ; tout comme sur le croisillon sud, les moulures sur la voussure se continuent au niveau des impostes et sont peuplées de petits animaux fantastiques. Si chaque baie possède un remplage sur la base de trois lancettes, l'on note des réseaux flamboyants à soufflets et mouchettes du côté du chœur, mais des remplages simplifiés du côté de la nef.
Sur le chevet, les fenêtres orientales des collatéraux arborent des réseaux flamboyants à trois formes, et l'abside se caractérise par cinq fenêtres à deux lancettes particulièrement élevées. Peu exposé aux regards, le décor de l'abside est déjà bien réduit par rapport à l'élévation méridionale, mais chacun des contreforts bénéficie quand même d'un pinacle et d'une gargouille en hauteur. Au nord, seulement les éléments purement fonctionnels ont été maintenus, et les murs ne sont pas appareillés en pierres de taille, mais bâtis en moellons irréguliers. Des gargouilles se trouvent uniquement sur le croisillon nord. Il est éclairé à son extrémité par une vaste et large baie à deux forts meneaux et par des baies étroites à l'ouest et à l'est. Une petite porte trouve place sous la fenêtre d'extrémité. Une troisième porte s'ouvre au centre de la façade occidentale. Flanquée de deux pilastres supportant un entablement, avec des médaillons dans les écoinçons, son décor affiche le style de la Renaissance. La nef n'est éclairée que par un oculus rond depuis l'ouest.

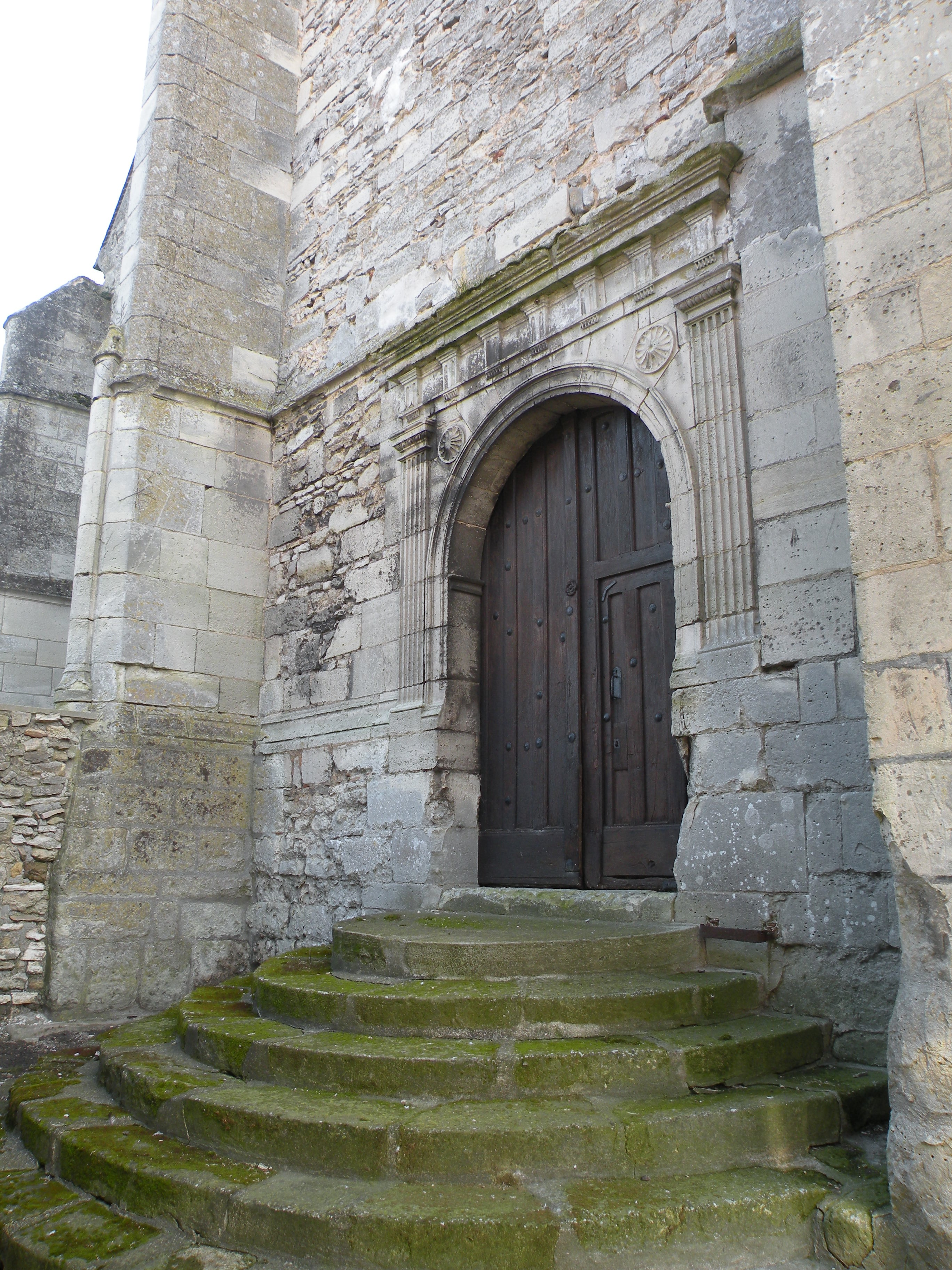
Portail occidental.
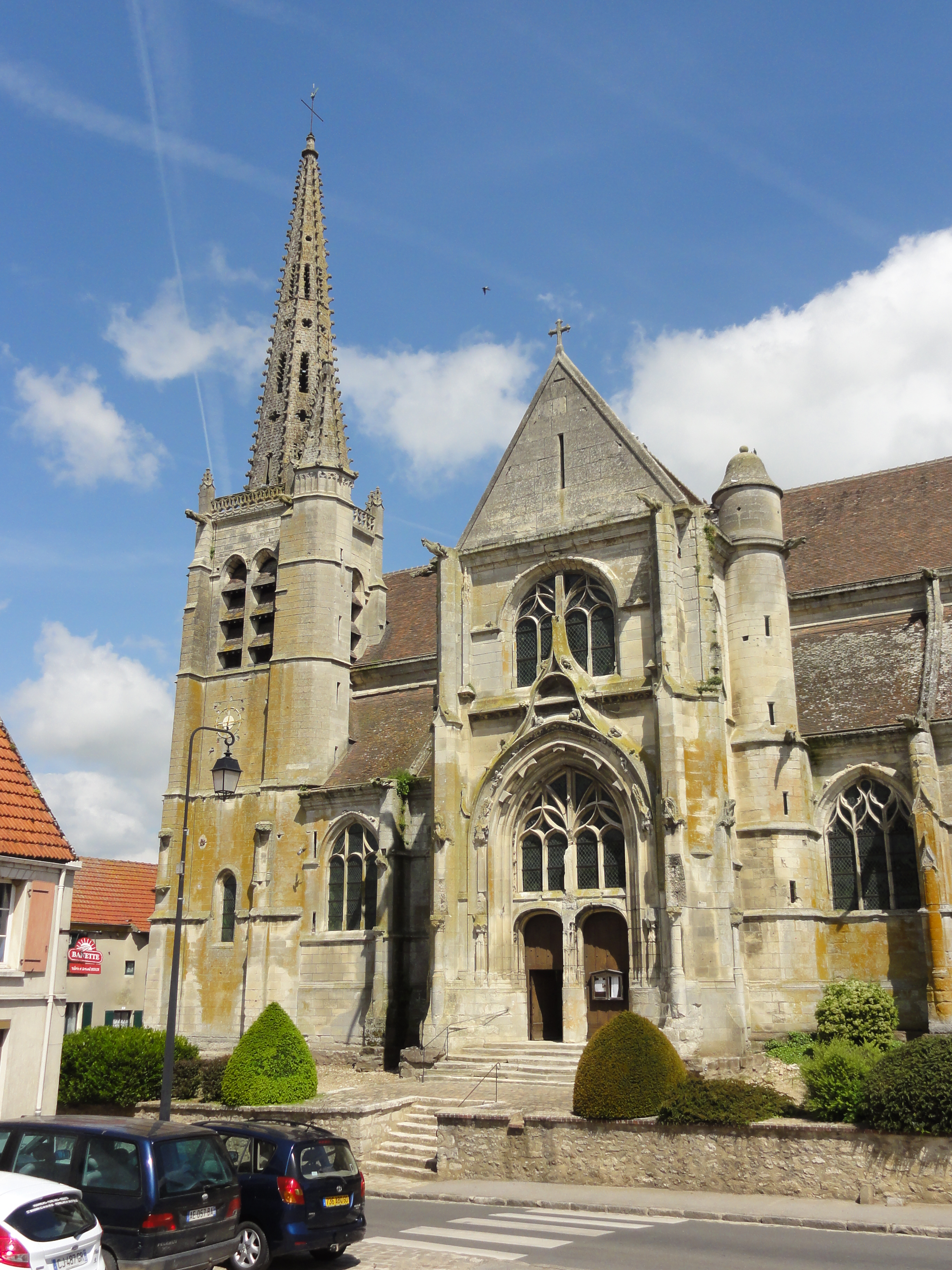
Clocher et croisillon sud.
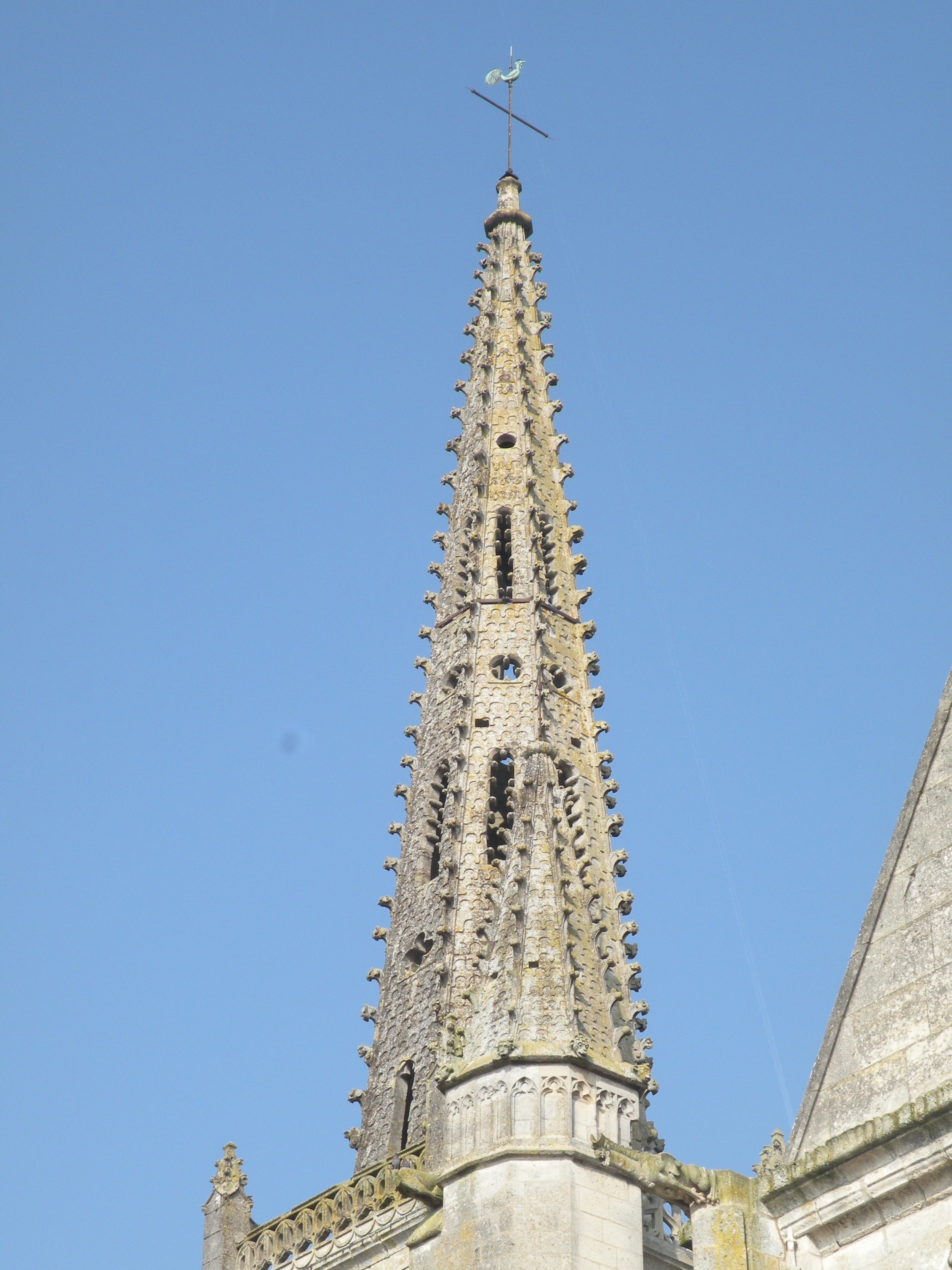
Flèche.
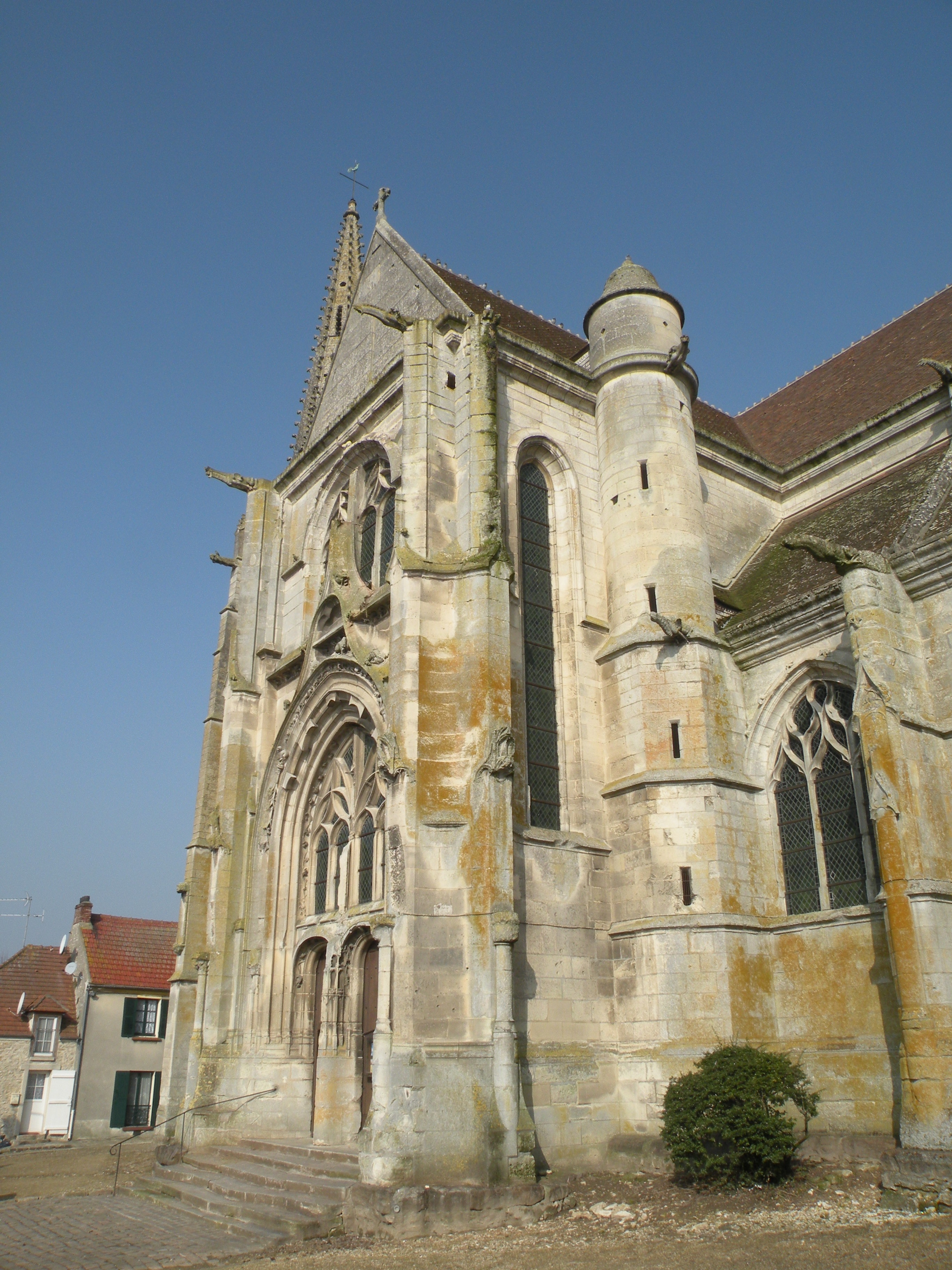
Croisillon sud.
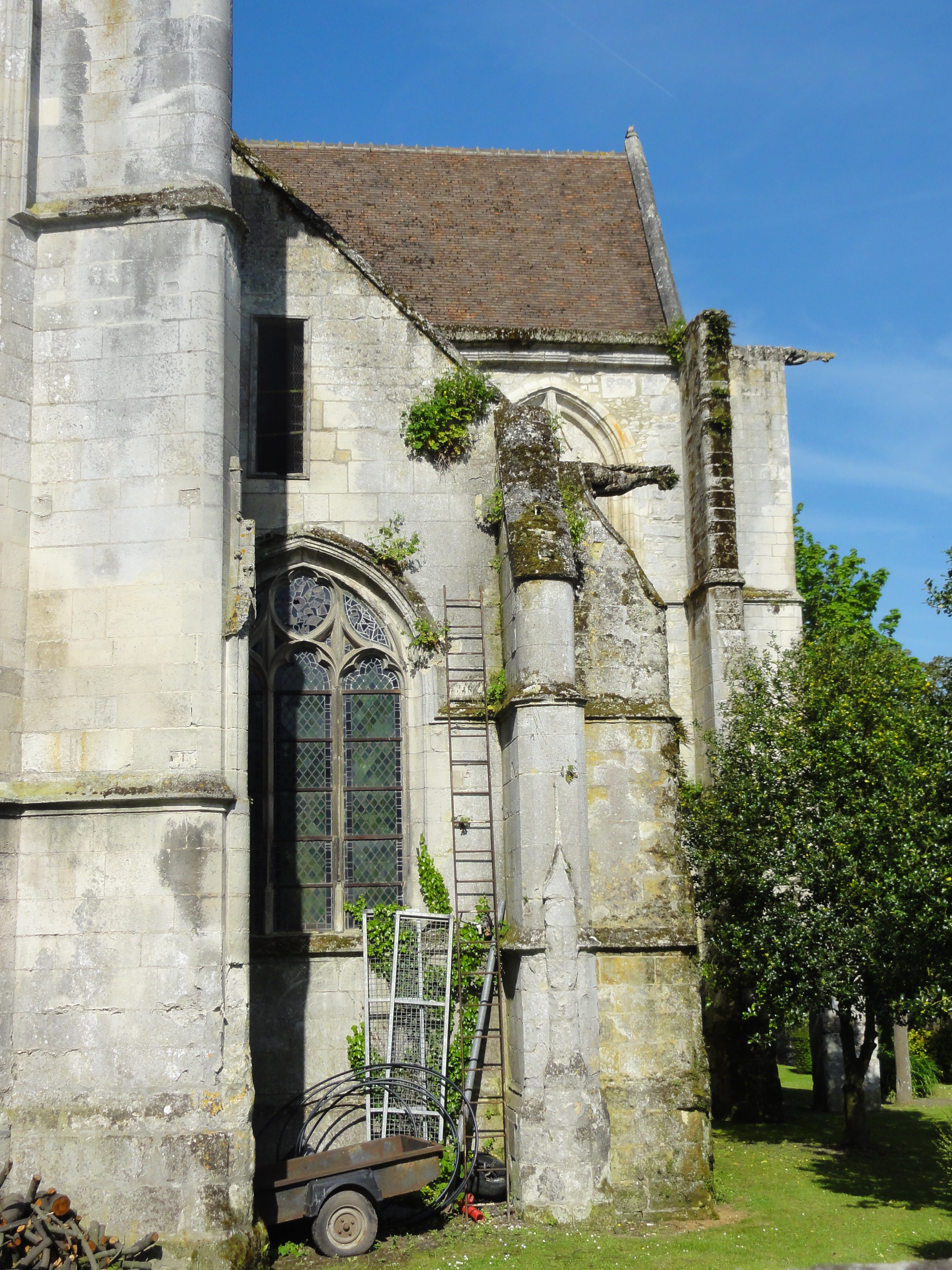
Chevet du collatéral nord.
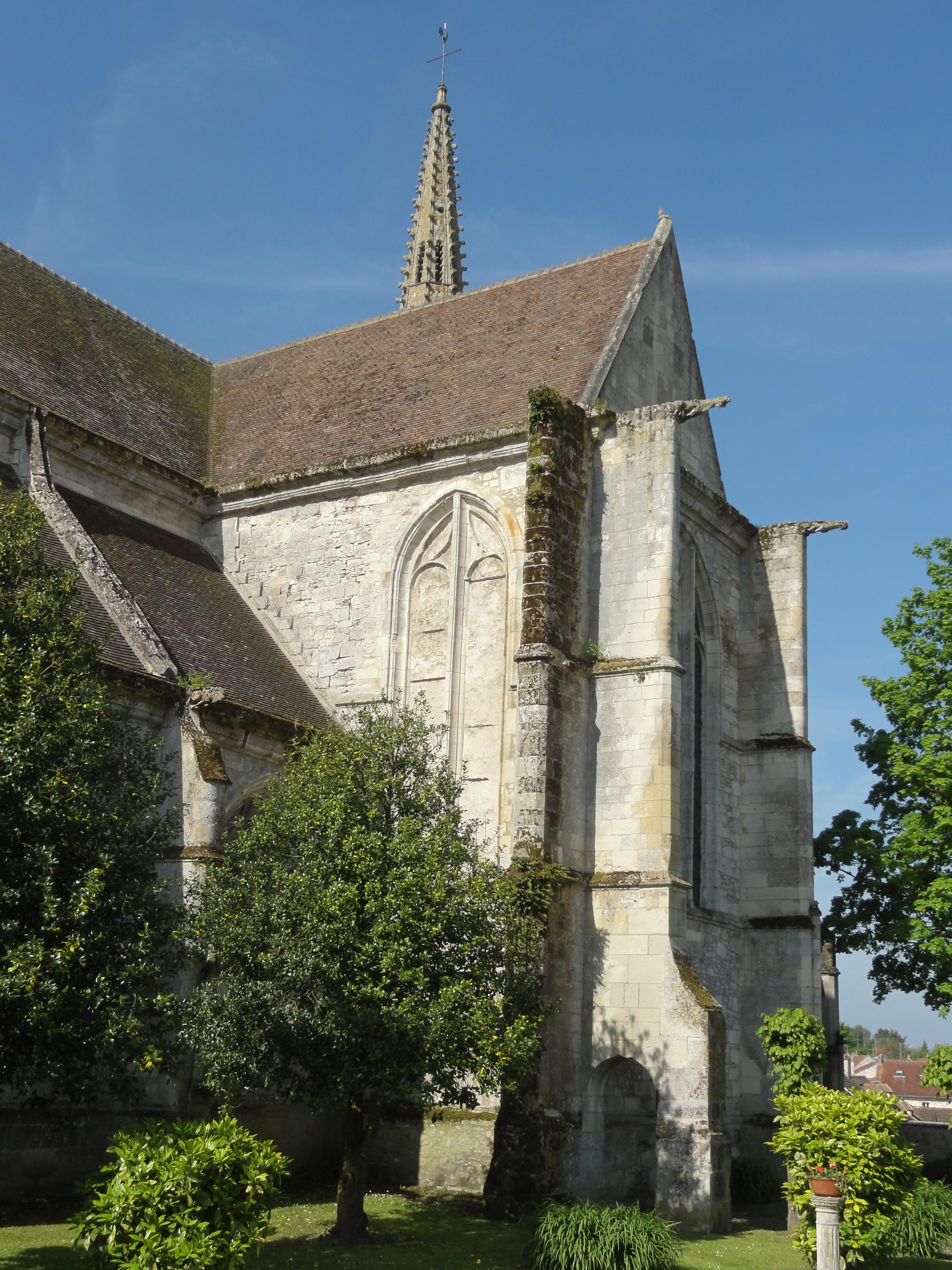
Croisillon nord.

### Intérieur

#### Nef et bas-côtés

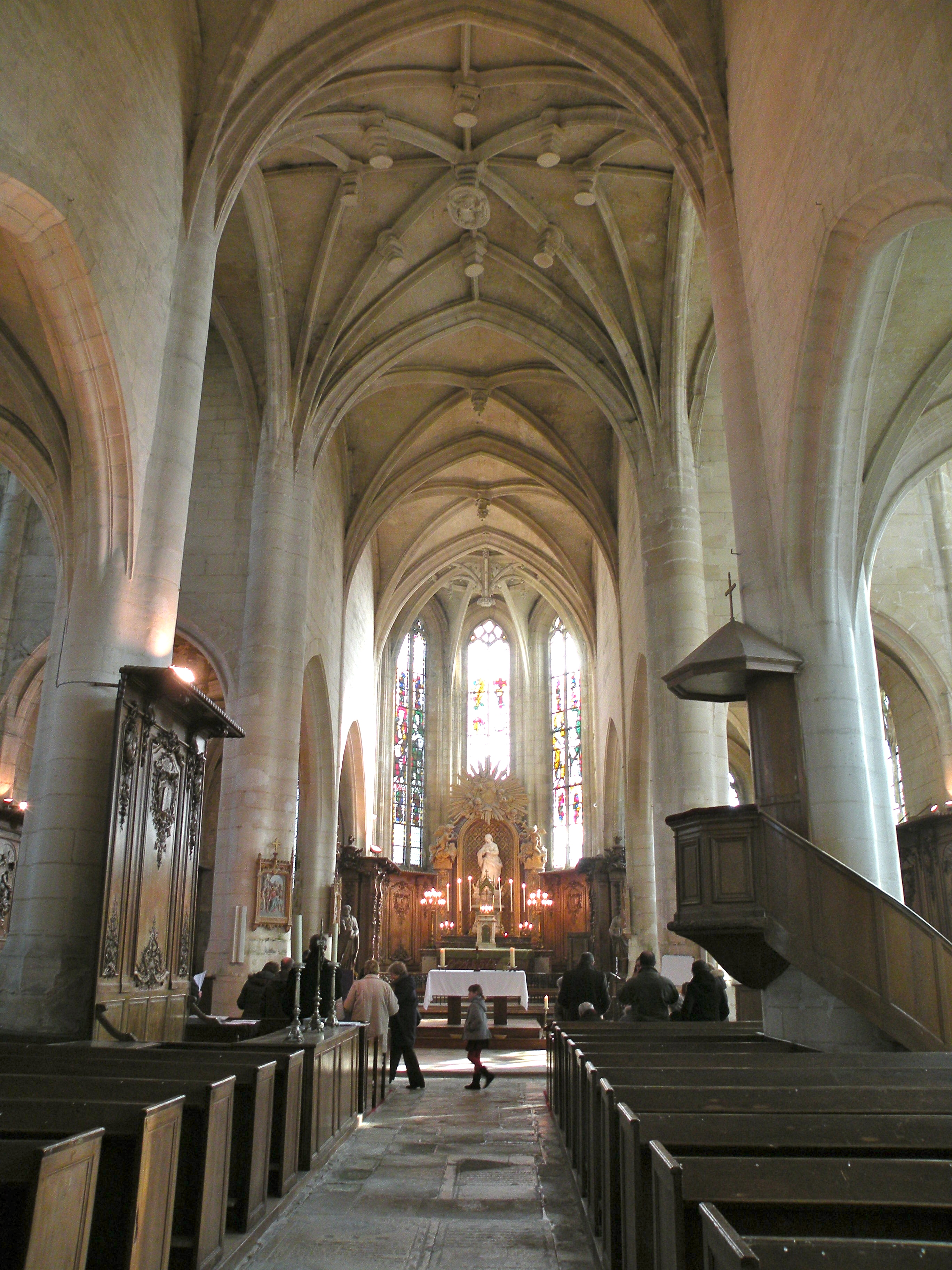
Vue générale intérieure.

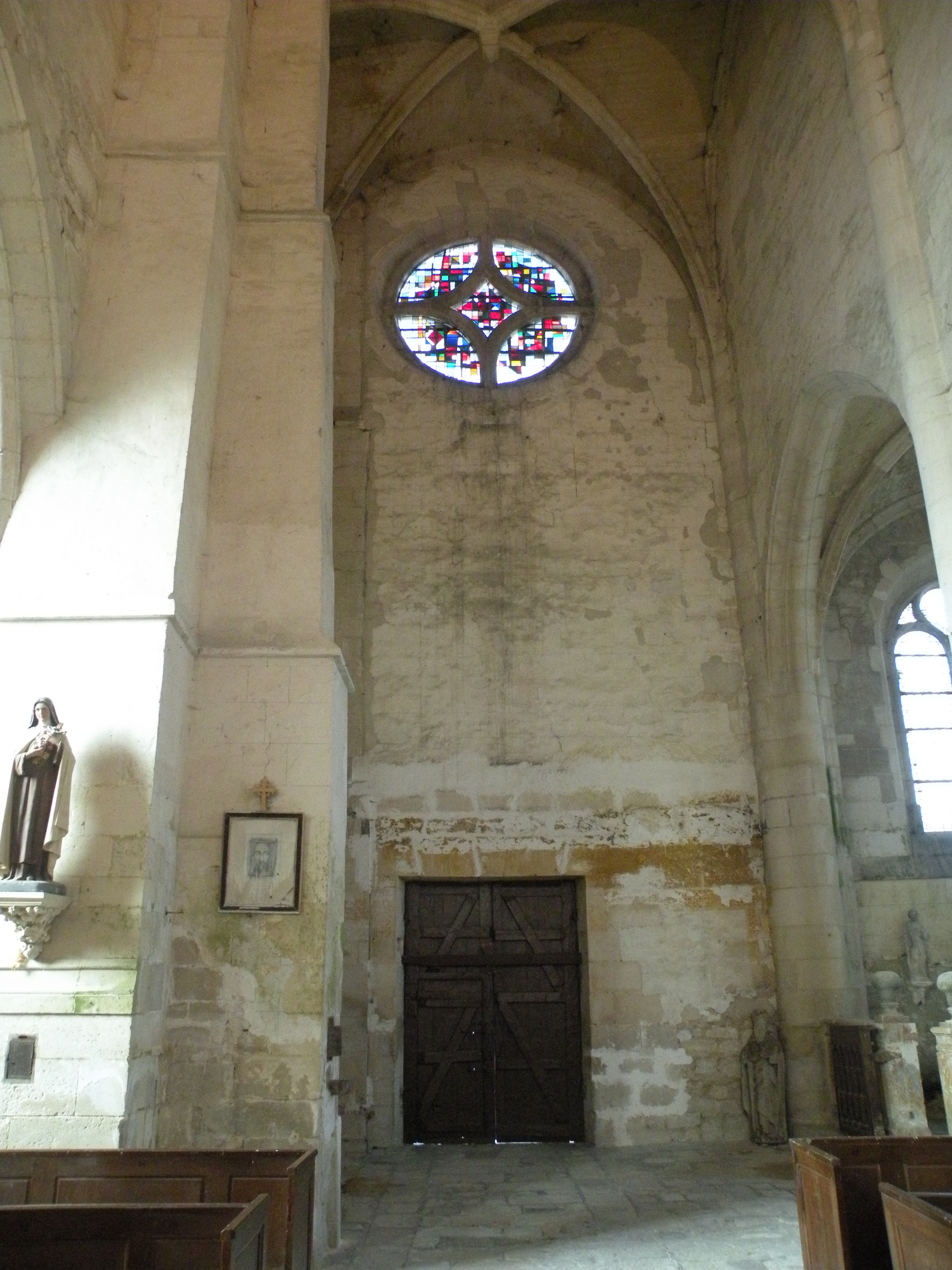
Extrémité occidentale.

Encore davantage que l'extérieur, tout l'intérieur de l'église est stylistiquement homogène. L'ensemble du vaisseau central et du transept sont voûtés à la même hauteur. Ils se caractérisent par une belle ampleur et un certain élancement, rare pour les églises flamboyantes en milieu rural. La hauteur sous le sommet des voûtes correspond à deux fois la largeur entre les piliers. D'autre part, comme d'usage dans la région à la période flamboyante, les murs hauts de la nef sont aveugles, à l'exception d'un oculus dans le mur occidental, qui est muni d'un remplage inhabituel d'un losange formé par quatre quarts-de-cercle juxtaposés. L'éclairage par la lumière naturelle est donc presque exclusivement assuré indirectement par les bas-côtés, les croisillons du transept et l'abside. Grâce à l'emploi de pierres d'un teint claire, l'intérieur est toutefois assez lumineux, et la faible profondeur de la nef évite aussi une ambiance trop sombre, puisque les croisillons disposent de fenêtres hautes. Des lignes claires en lien avec des proportions harmonieuses rendent l'intérieur élégant en dépit de sa grande sobriété. L'absence totale de chapiteaux, le recours systématique à des piliers ondulés, et la mouluration savante de l'intrados des grandes arcades en arc brisé, soulignent cette impression,.
Les piliers ondulés, d'un fort diamètre, présentent seulement quatre renflements, comme à Borest, Ève, Montagny-Sainte-Félicité, Saint-Sauveur et Versigny. Ce sont des édifices moins ambitieux, et les églises de l'ampleur de celle de Baron possèdent généralement des piliers à huit renflements, ou d'un plan plus complexe. Sur les premières assises, les très hauts socles sont du même plan que les piliers, puis succède une section polygonale, avec quatre faces plates et des plans inclinés dans les angles rentrants. La base prend la forme d'une simple plinthe moulurée. Au début des grandes arcades du nord, un pilier ondulé est engagé dans le mur occidental. Ce pilier et celui qui suit forment exception, et ont perdu leurs socles polygonaux et leurs bases. En face au sud, il n'y a pas du tout de piliers ni de grande arcade, et les deux contreforts d'angle nord-est du clocher font saillie dans la nef. Ils sont scandés par deux niveaux de larmiers à équidistance, et s'apparentent aux contreforts du clocher visibles à l'extérieur. Le mur nord du clocher présente les mêmes larmiers, et est entièrement aveugle. La base du clocher communique seulement avec le bas-côté sud, moyennant une porte très basse à double vantail, qui correspond à la partie inférieure d'une arcade en tiers-point bouchée. Cette arcade n'était apparemment pas moulurée. Les grandes arcades de la nef sont en revanche profilées d'un boudin entre deux larges gorges et deux étroits cavets, et se fondent directement dans les piliers. L'on trouve des arcades semblables à Armancourt, Saint-Sauveur, Survilliers, Vauréal et Saint-Firmin, par exemple. Au-dessus de chaque pilier ondulé, le renflement tourné vers le vaisseau central se poursuit et monte sur les murs jusqu'à la retombée des nervures des hautes-voûtes, qui sont également pénétrantes. Les ogives, les arcs-doubleaux et les formerets sont en arc brisé, et adoptent un profil prismatique aigu, qui est assez simple pour les ogives, et complexe pour les doubleaux. Toutes les voûtes de la nef sont établies sur des croisées d'ogives simples, et les petites clés de voûte pendantes sont seulement décorées de moulures.
Du fait de la présence du clocher, le bas-côté sud ne compte que deux travées, barlongues dans le sens longitudinal. L'angle sud-ouest est par ailleurs occupé par deux faces de la tourelle d'escalier polygonale. L'on accède à l'escalier en colimaçon par une porte en anse de panier très basse. En face, la première travée du bas-côté nord est délimitée par des balustrades et sert de chapelle baptismale. Le long des murs gouttereaux, les nervures des voûtes se fondent dans des piliers ondulés engagés, qui sont de diamètre nettement moindre que les piliers des grandes arcades. Ils montrent trois ondulations, dont une correspond au doubleaux, et deux aux formerets, tandis que les ogives atteignent le pilier dans le creux entre deux renflements, comme sur les piliers de la nef. Les larges fenêtres prennent appui sur un mur-bahut délimité par un glacis en forme de doucine. Le remplage est constitué de trois formes en plein cintre, surmontées d'une forme en plein cintre plus basse au milieu, qui est flanquée de deux accolades. Ces réseaux annoncent la Renaissance, tandis que l'arc brisé des baies est encore gothique. Quant aux voûtes, elles sont également établies sur des croisées d'ogives simples. Les deux premières clés du bas-côté nord sont pendantes, mais sans intérêt, tandis que la clé des travées proches des croisillons possèdent des clés de belle facture, enveloppées de feuillages. La clé à l'est du clocher est bûchée.

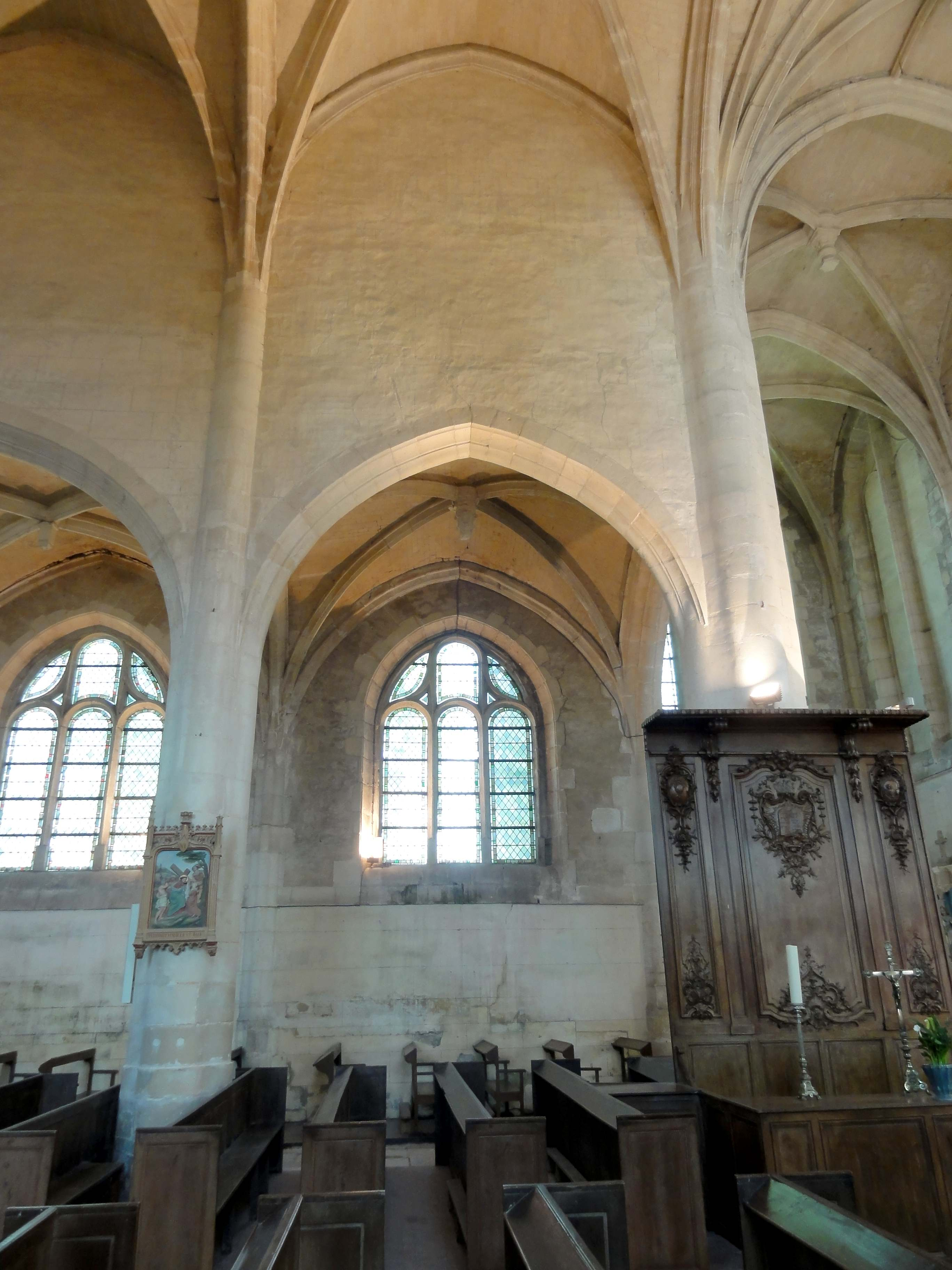
Nef, 2e travée, élévation nord.
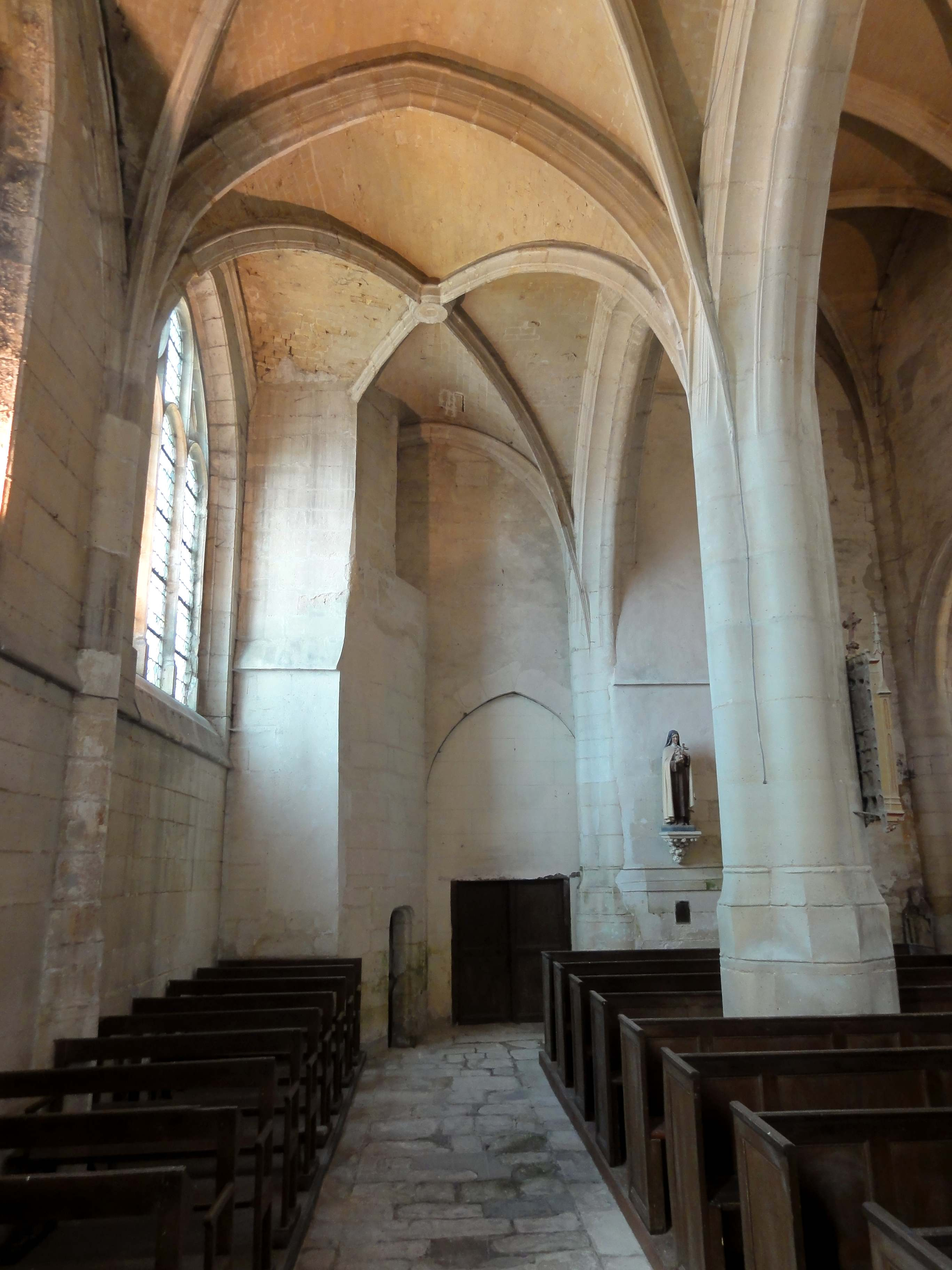
Bas-côté sud, vue vers l'ouest.
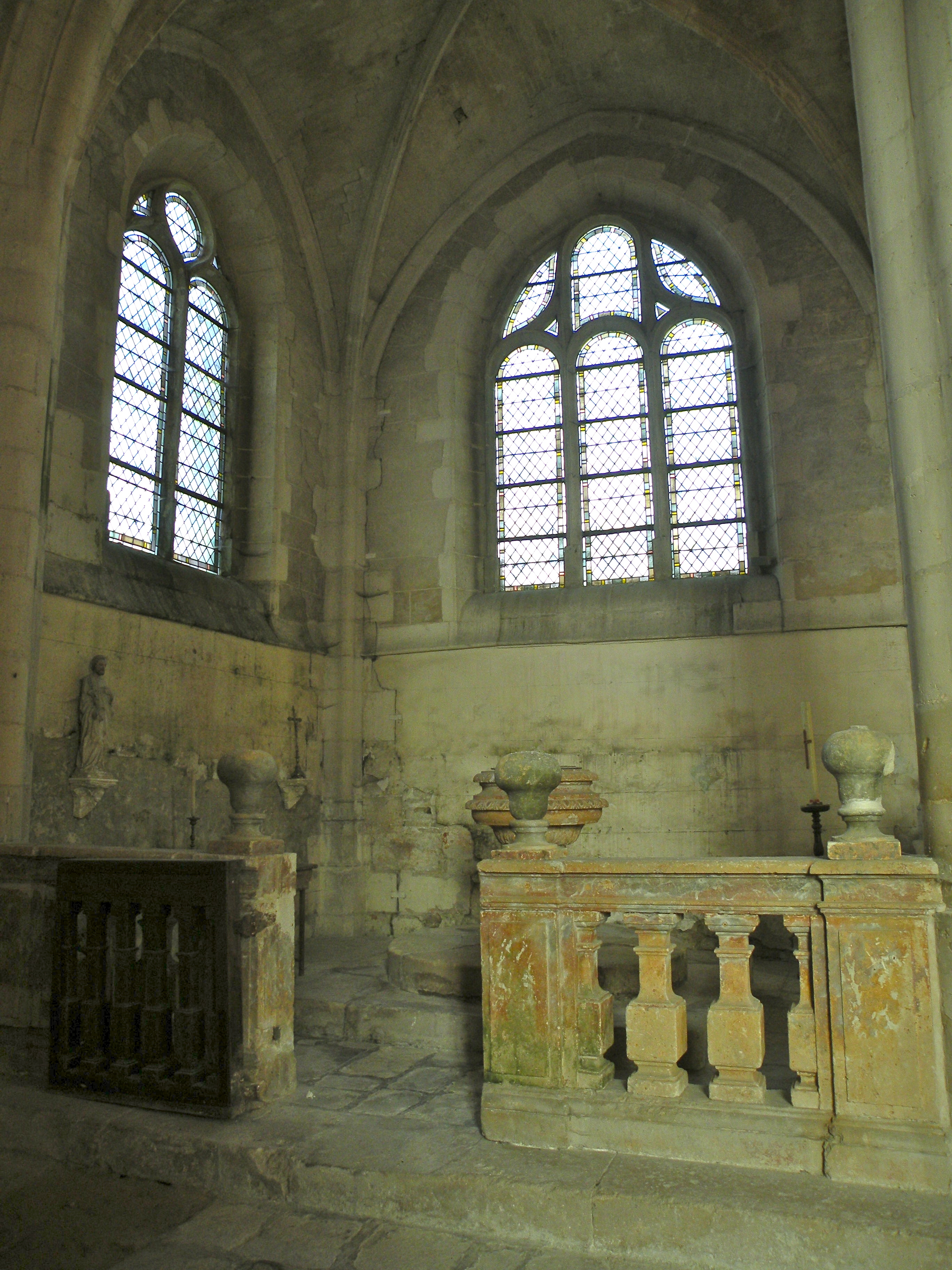
Bas-côté nord, 1re travée, chapelle baptismale.
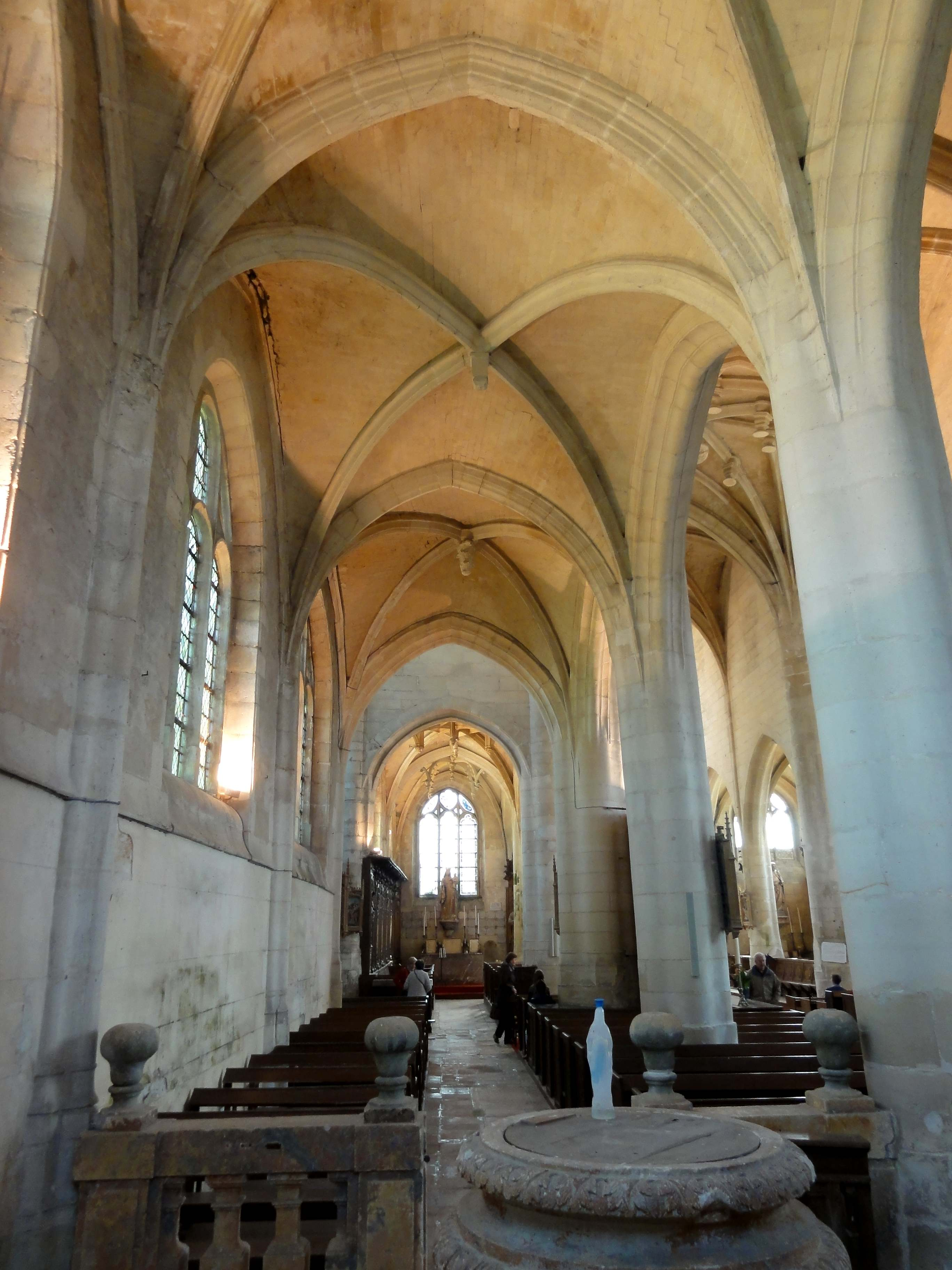
Bas-côté nord, vue vers l'est.
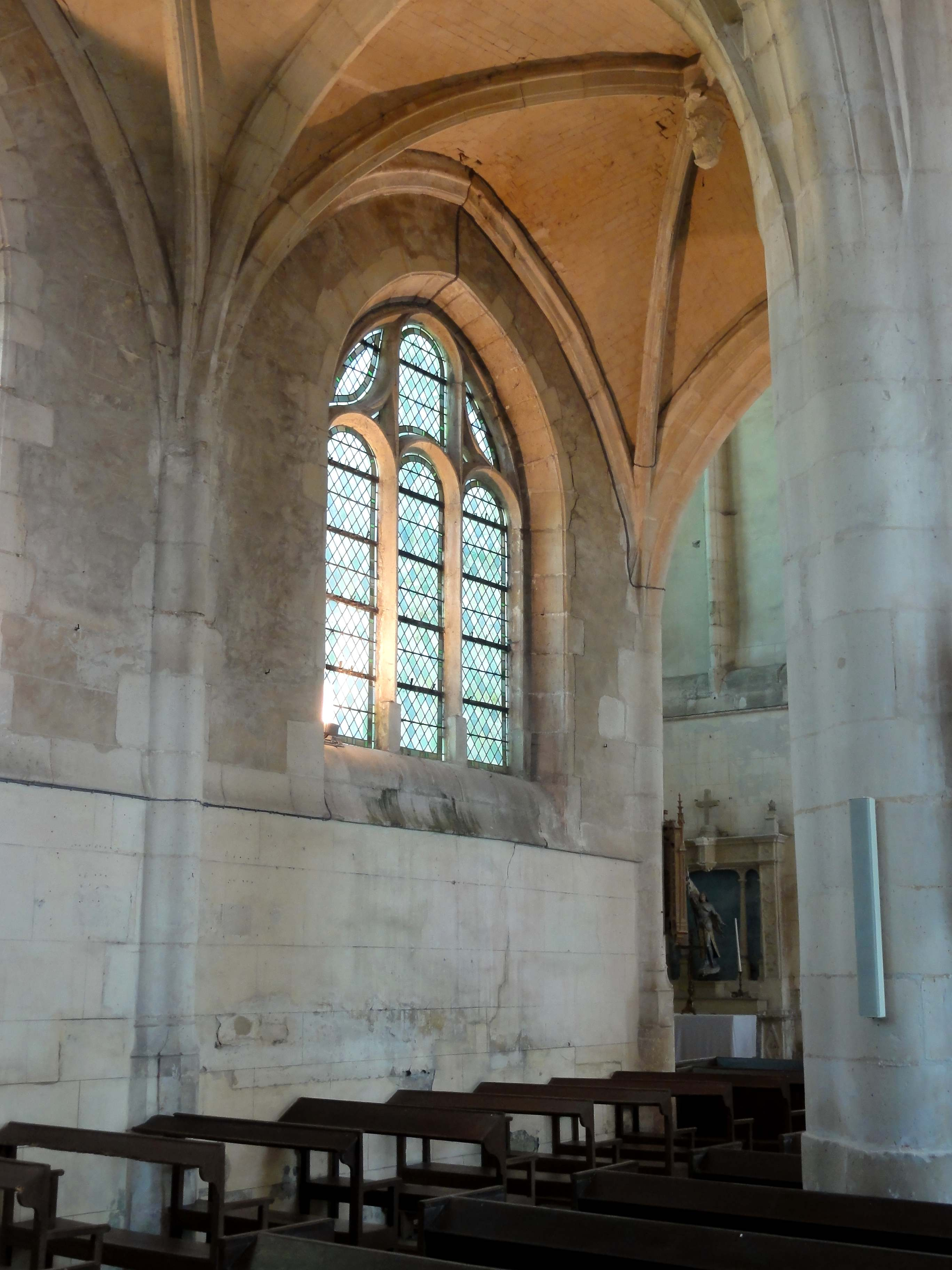
Bas-côté nord, 3e travée.
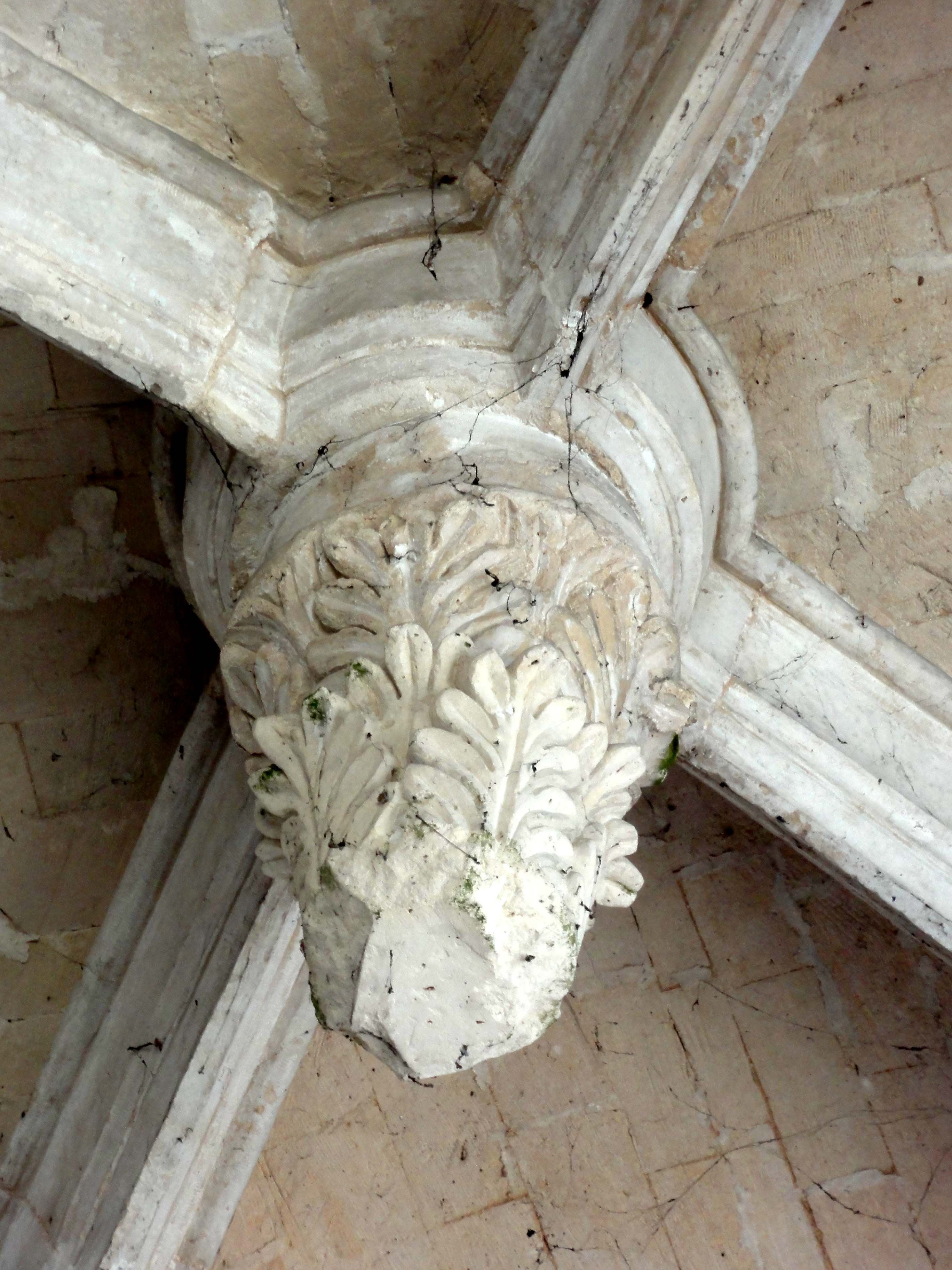
Bas-côté sud, 3e travée, clé de voûte.

#### Transept

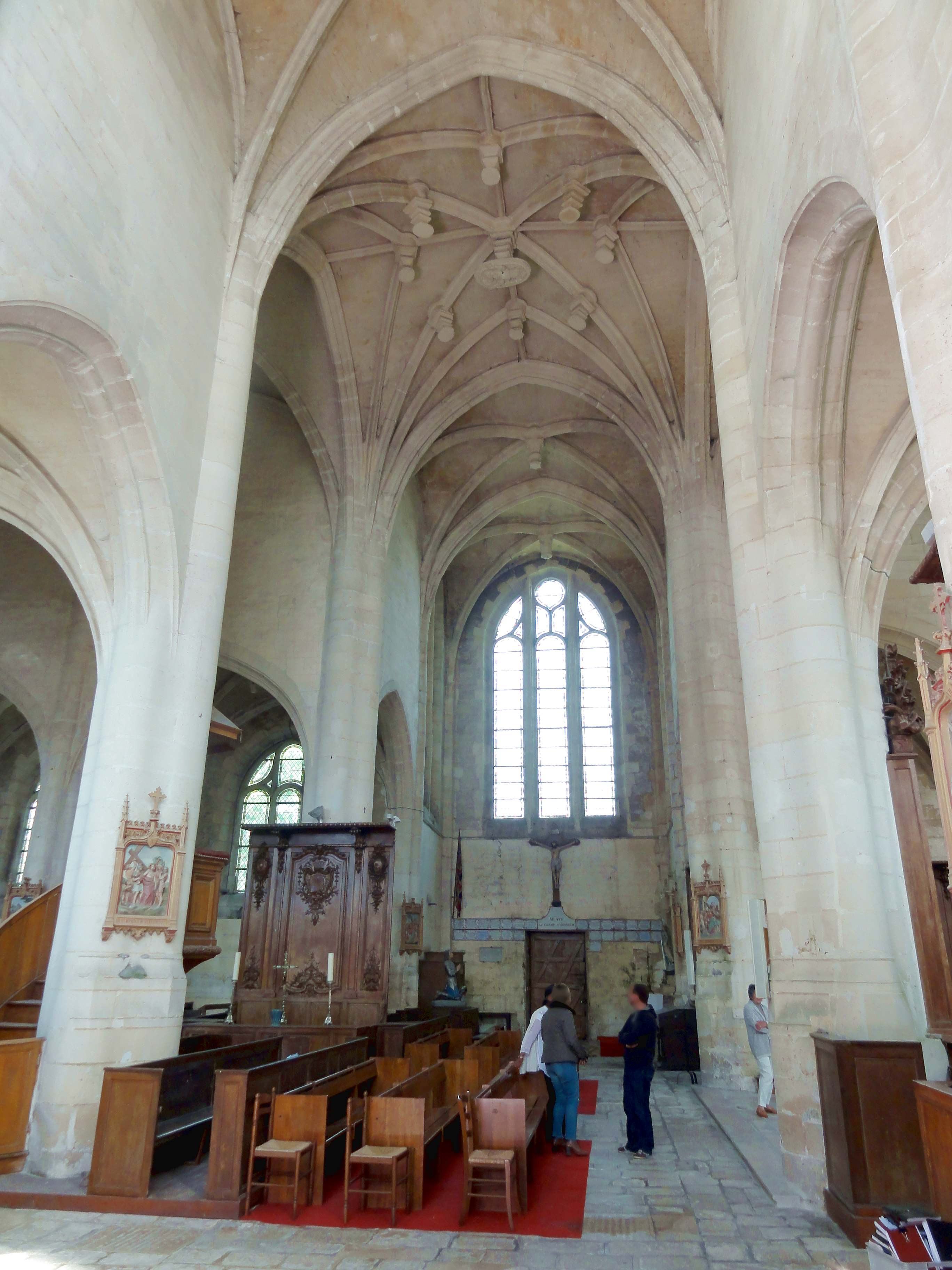
Transept, vue sud-nord.

Avec un total de cinq travées dans le sens nord-sud, dont une travée carrée et deux travées barlongues peu profondes que les croisillons, le transept dépasse en longueur la nef. Dans la région, les transepts débordants sont rares à la période flamboyante, et l'on n'en trouve guère à Armancourt et Barbery, édifices de dimensions très modestes. Les quatre piles de la croisée du transept sont analogues aux piliers des grandes arcades de la nef. Les piliers engagés dans les murs latéraux des croisillons adoptent le même plan, et ne suivent donc pas le disposition dans les bas-côtés, mais le diamètre se trouve réduit. Un unique renflement reçoit les ogives et formerets dans les quatre extrémités du transept. La voûte de la croisée du transept est la seule du vaisseau central à être agrémentée de liernes et tiercerons, comme fréquemment à la période flamboyante. Les tiercerons vont jusqu'aux clés d'arc. Aux quatre points de contact avec les liernes, et à l'intersection des ogives, l'on trouve des clés de voûte secondaires, qui sont pendantes, et décorées pour l'essentiel de moulures. En bas, chaque clé arbore en plus un médaillon ovale, dont le motif sculpté en bas-relief a malheureusement été bûché à la Révolution. La clé de voûte centrale est intacte, et a probablement été refaite lors d'une restauration. Son grand médaillon ovale représente le Christ ressuscité, entouré de nuées et de têtes de chérubins flanquées d'ailes.
Les croisillons n'ont que des voûtes ordinaires. La première travée de chacun des croisillons ressemble aux travées de la nef, sauf que les grandes arcades et les travées elles-mêmes sont un peu moins larges. Les secondes travées possèdent des fenêtres latérales, qui ne commencent qu'au niveau des impostes des grandes arcades. Sauf la baie orientale du croisillon sud, qui est une lancette unique en raison de la présence d'une tourelle d'escalier à l'extérieur, elles sont subdivisées en deux lancettes par un fort meneau central, qui évoque un contrefort pour le chanoine Pihan. En haut, les lancettes possèdent un réseau secondaire formé d'un arc en plein cintre surmontée d'une accolade. Dans le croisillon nord, les fenêtres latérales sont actuellement bouchées. Les murs d'extrémité des croisillons sont différents tous les deux. Au nord, l'élévation correspond largement à celle des murs latéraux. La seule différence est l'existence d'une porte rectangulaire dans le soubassement de la fenêtre, et la largeur plus importante de celle-ci. Par conséquent, son remplage compte une lancette de plus. Au sud, l'élévation est à trois niveaux. Comme l'indique déjà le portail, les deux portes en anse de panier sont surmontées d'une fenêtre à quatre formes en plein cintre, et une seconde fenêtre présentant exactement le même réseau s'ouvre en hauteur. C'est par ailleurs l'unique fenêtre en plein cintre de l'église.

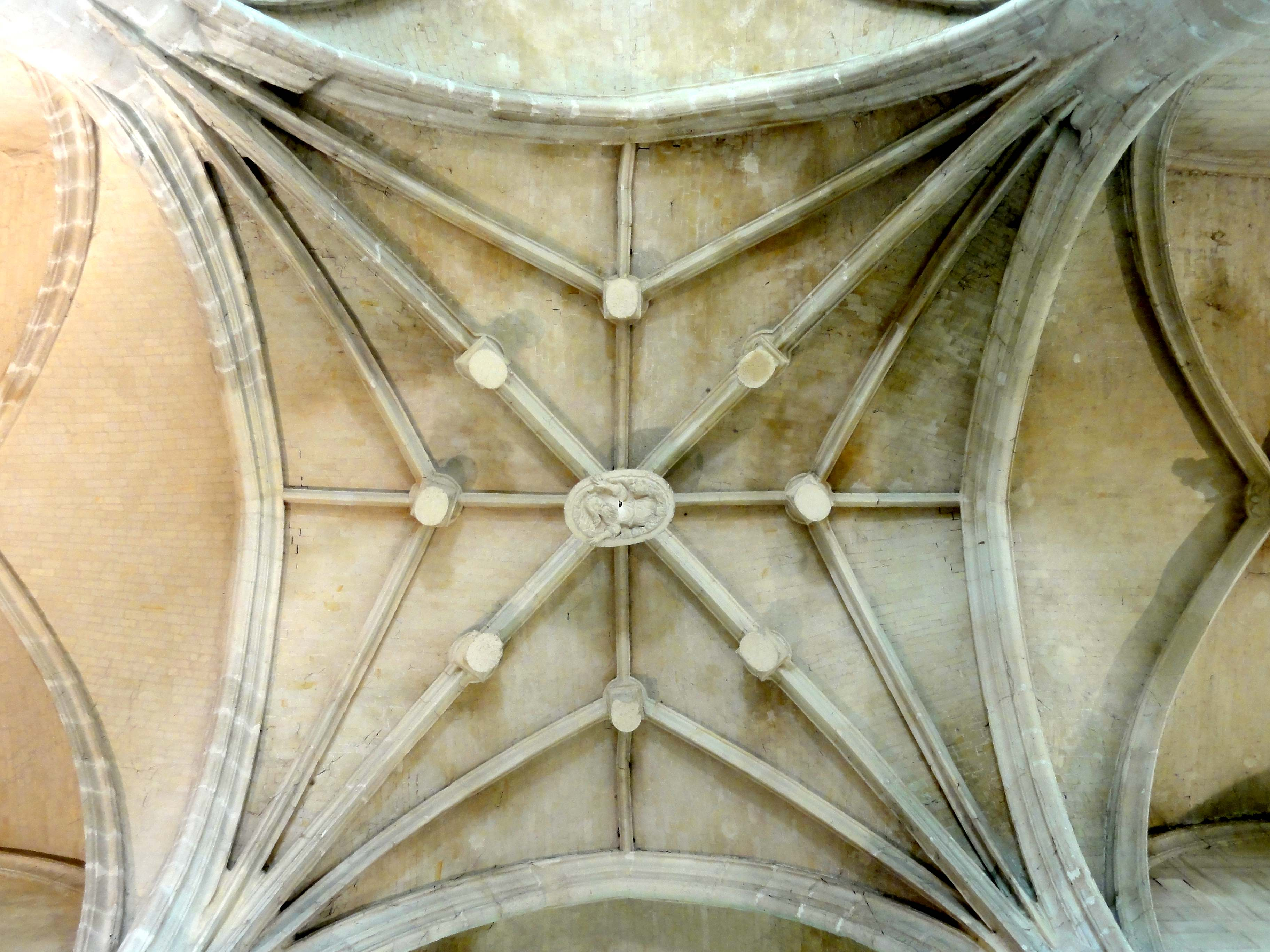
Voûte de la croisée du transept.
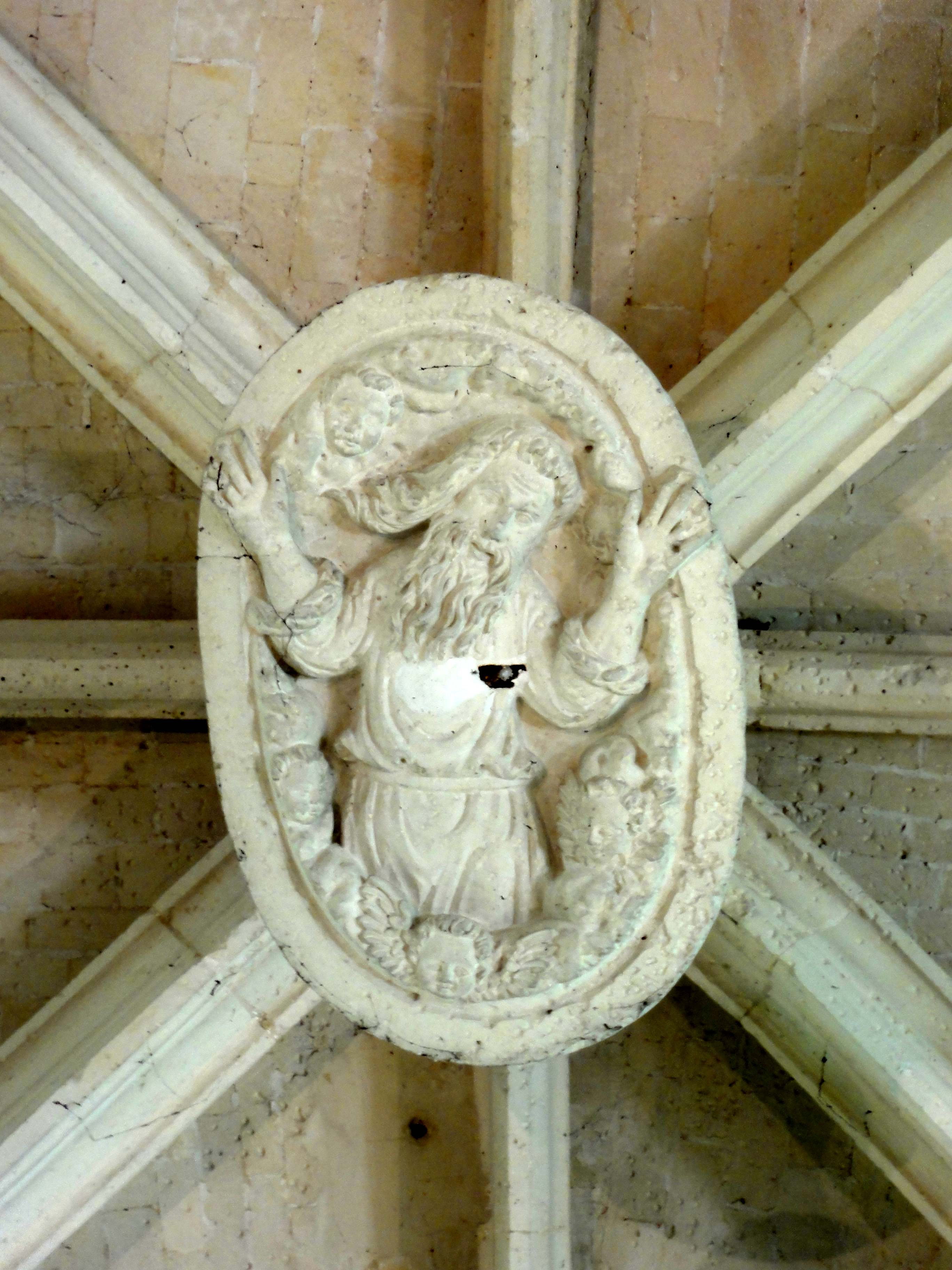
Clé de voûte centrale de la croisée.
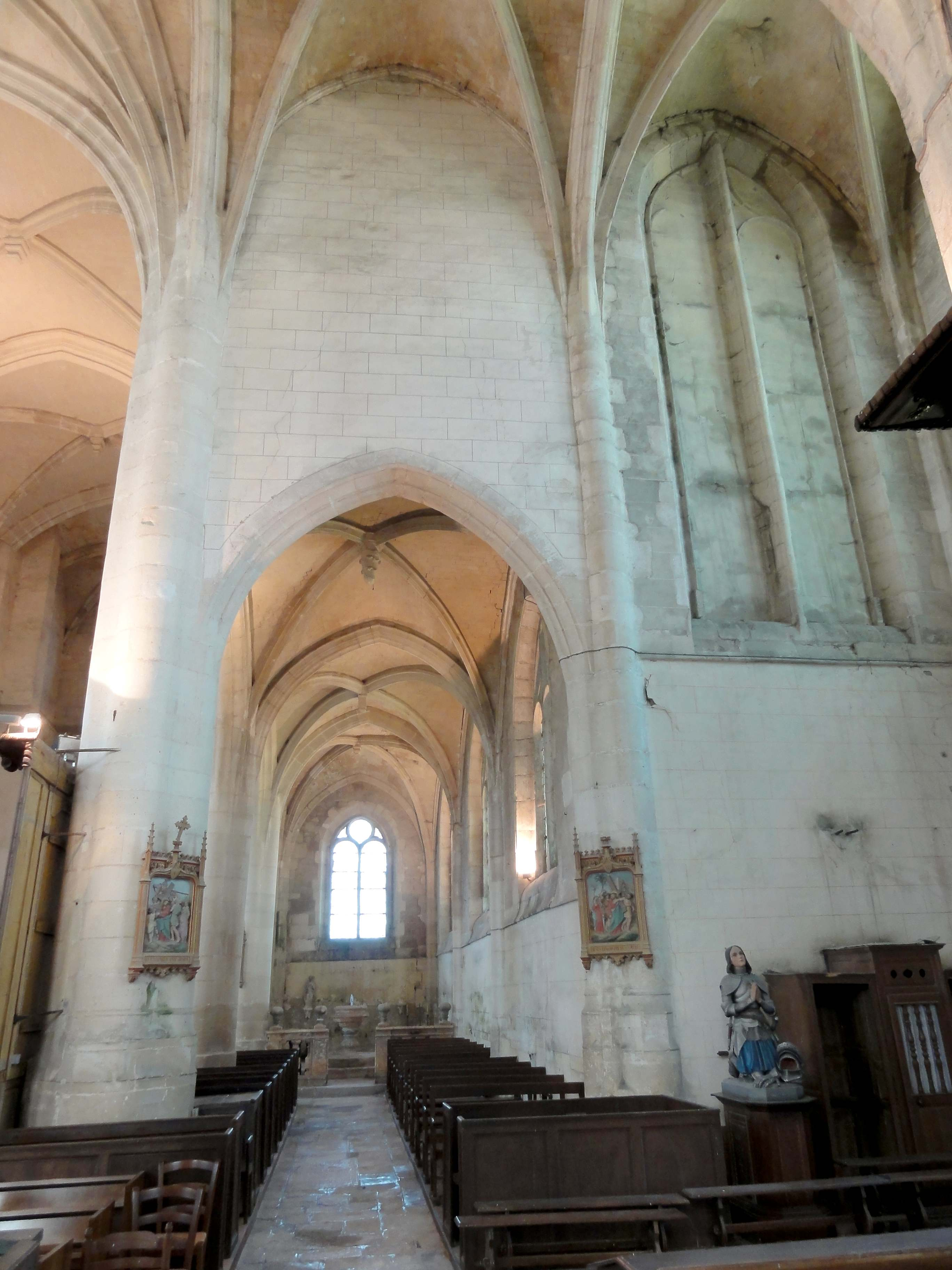
Croisillon nord, vue vers l'ouest.
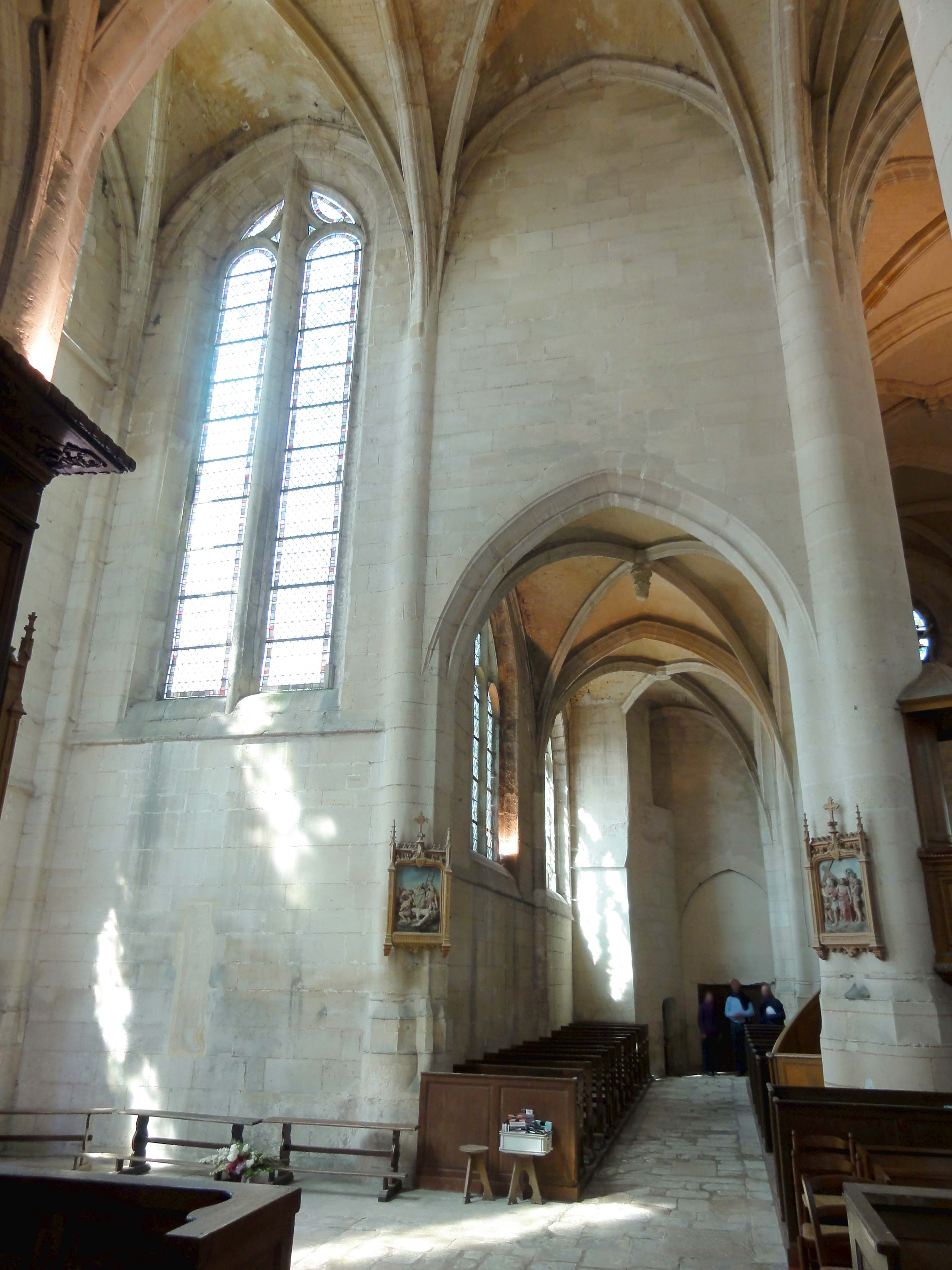
Croisillon sud, vue vers l'ouest.
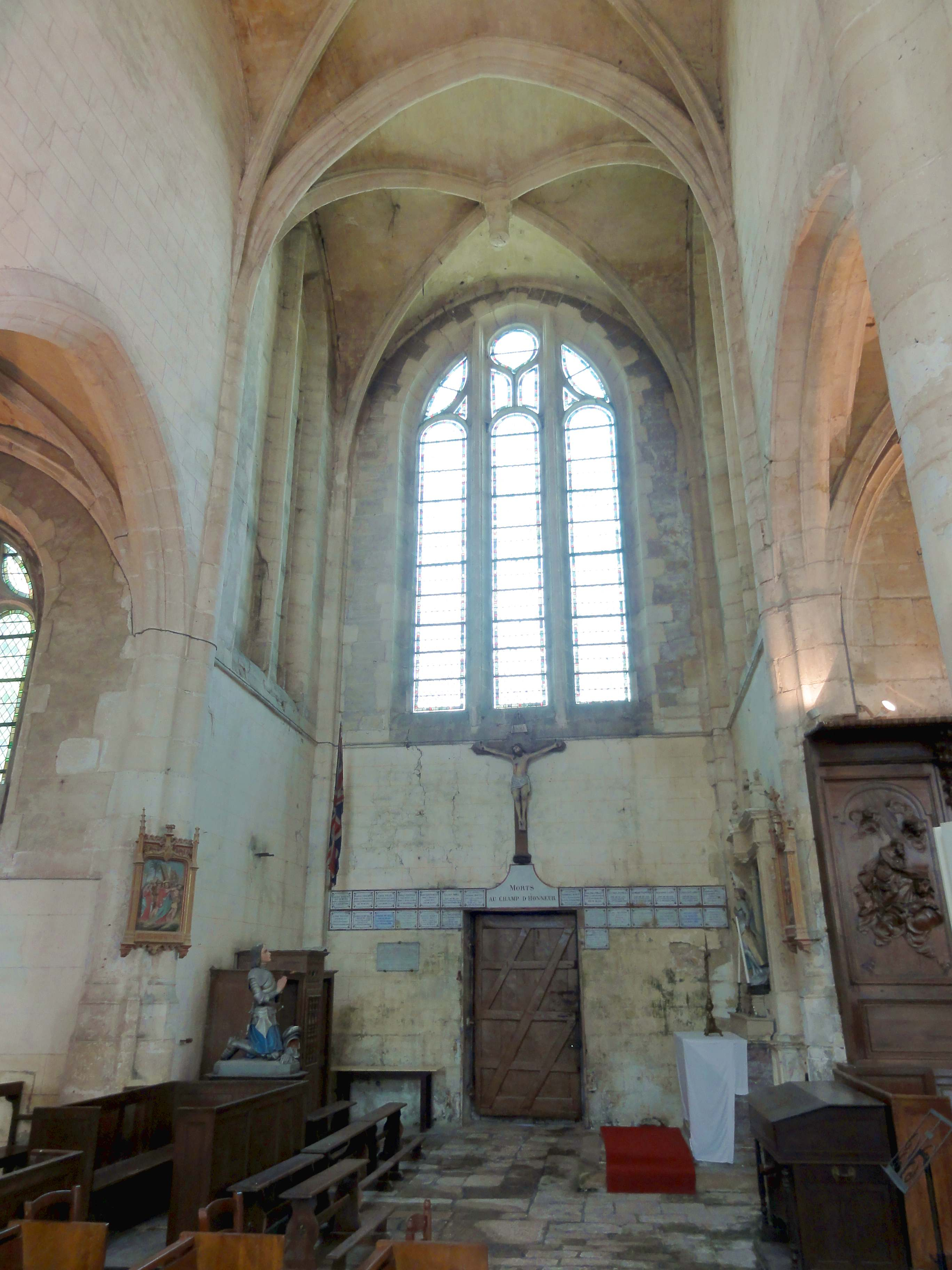
Croisée du transept, vue vers le nord.
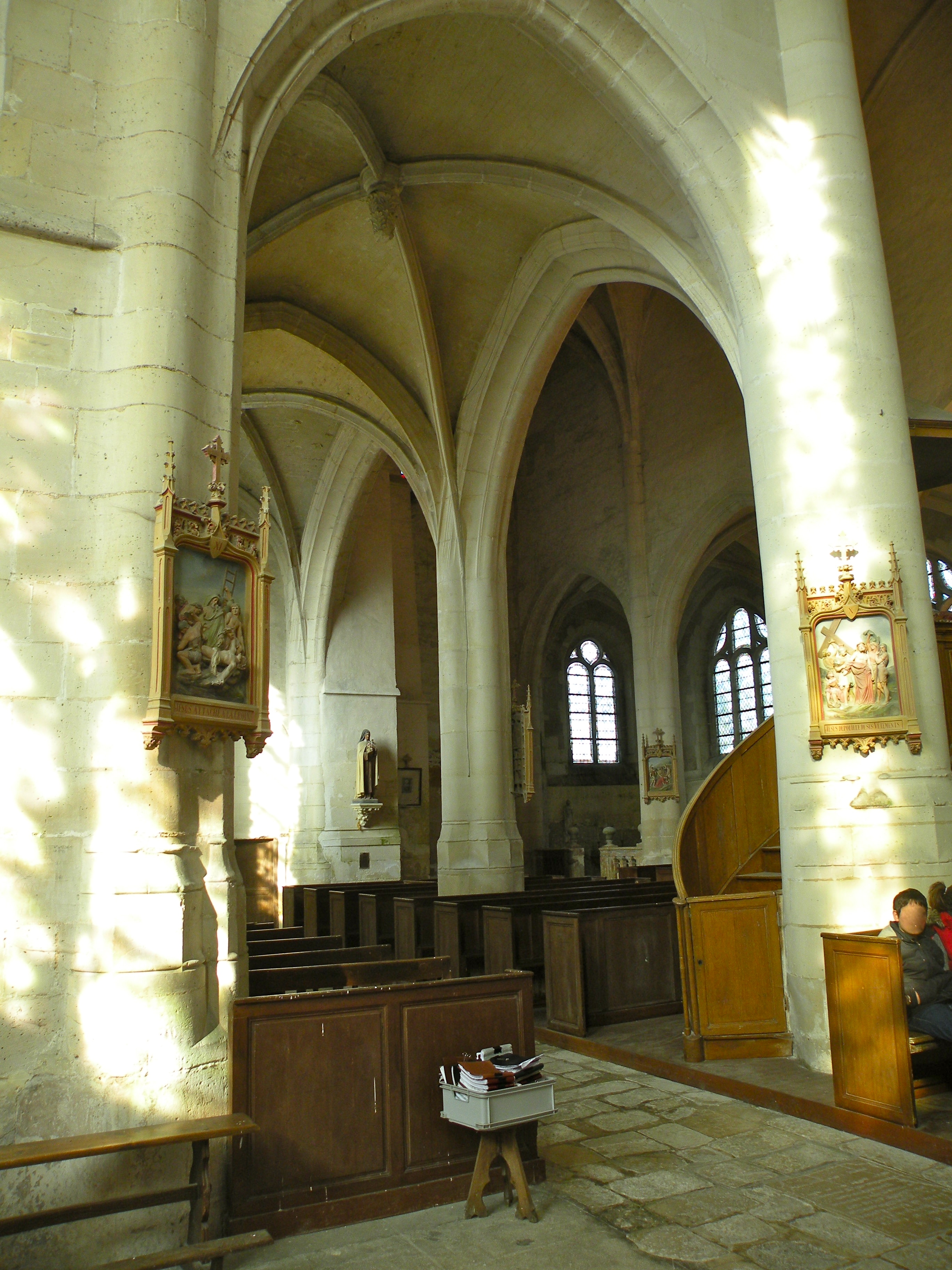
Croisillon sud, vue vers l'ouest dans le bas-côté.

#### Chœur et collatéraux

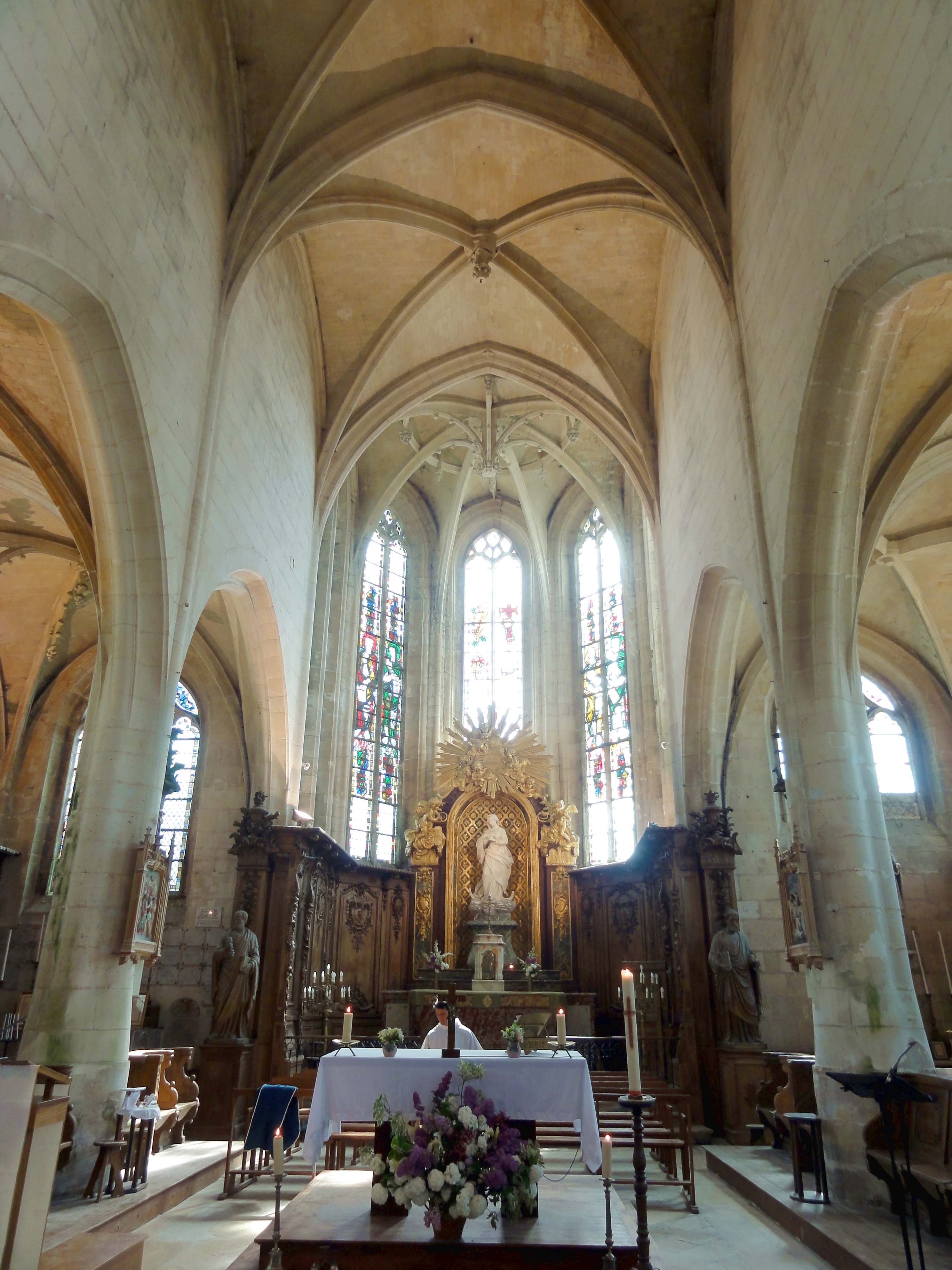
Chœur, vue vers l'est.

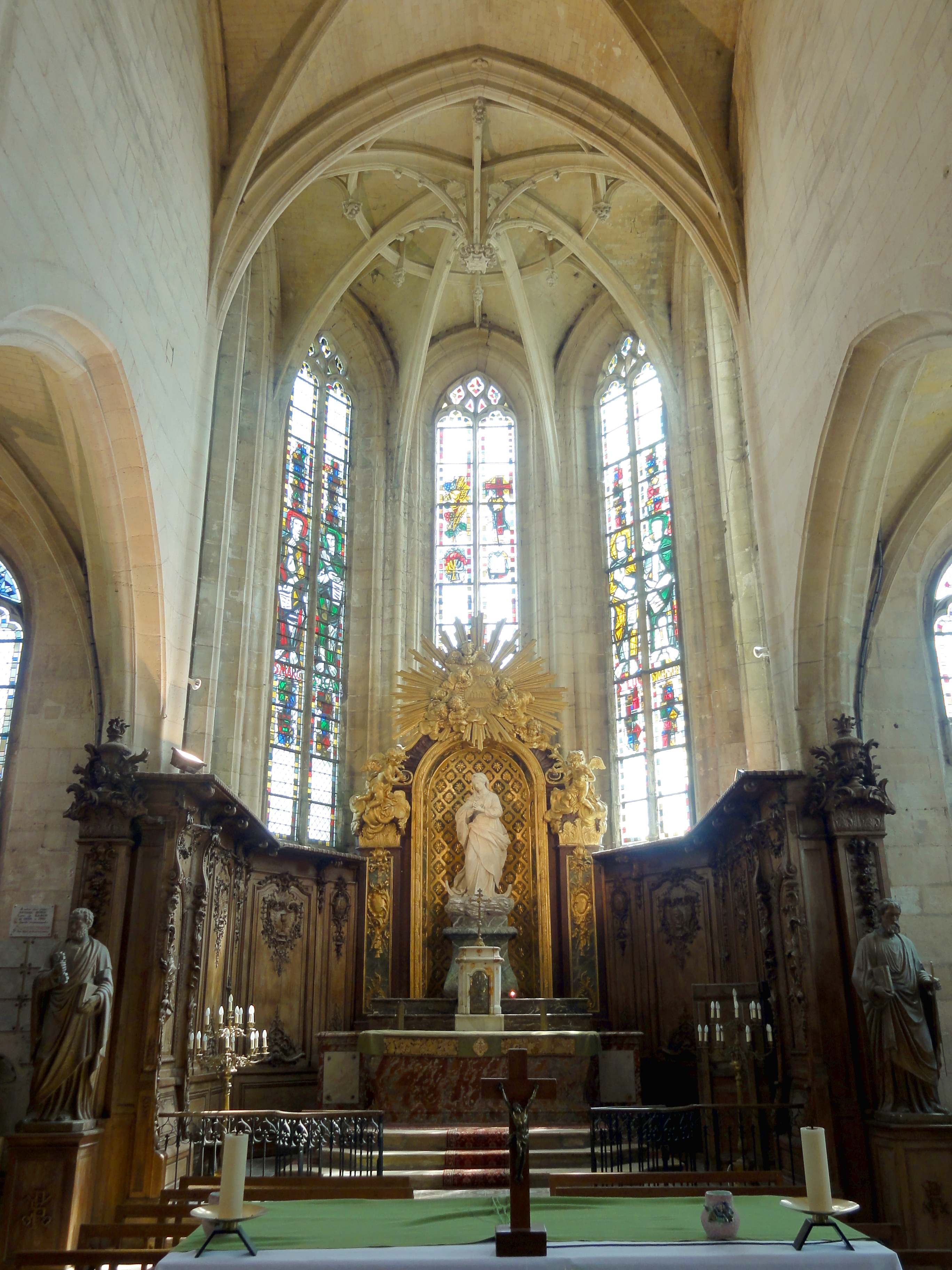
Vue dans l'abside.

En comptant l'abside, le chœur est aussi long que la nef. Les deux travées droites ne montrent par ailleurs aucune différence avec la nef, si ce ne sont les clés de voûte plus soignées. Les grandes arcades se terminent par des piliers engagées, qui sont du même type que les piliers libres. La clé d'arc du doubleau à l'entrée de l'abside est ornée d'une petite tête de chérubin. Cet élément peut être considéré comme faisant partie du décor de la voûte de l'abside, qui possède une clé de voûte pendante fortement proéminente. Elle arbore une étoile à sept branches. Des nervures suspendues garnies de crochets végétaux relient la clé aux six branches d'ogives, et à la lierne qui subdivise le voûtain occidental en deux segments. Ces sept nervures expliquent donc l'étoile à sept branches. Sous les ogives et la lierne, passe une nervure supplémentaire décrivant un cercle. Elle est strictement horizontale, et ne suit pas l'incurvation des voûtains, si bien qu'elle s'en détache assez nettement entre deux ogives, et est donc en grande partie suspendue, comme les nervures confortant la clé de voûte. Sauf sous le voûtain occidental, des clés de voûte secondaires agrémentent le cercle à l'intersection entre deux ogives. Elles sont sculptées de feuilles grasses, dans le goût flamboyant. De courts piliers relient les clés secondaires aux voûtains, et des liernes établissent le raccordement avec les clés d'arc des formerets. Sous ces liernes, des nervures suspendues confortent les piliers des clés secondaires. Dans son ensemble, cette voûte est tout à fait remarquable pour ses nervures « à trois dimensions », même si les clés secondaires ne paraissent pas justifiées en l'absence de toute interaction avec la clé centrale. Les ogives et formerets sont pénétrants, et se fondent dans de petits piliers ondulés, du même type que le maître d'œuvre a adopté pour les bas-côtés.
L'abside est généreusement éclairée par cinq baies en arc brisé. À l'instar des baies des croisillons, elles ont de très hautes allèges, qui correspondent au niveau des impostes des grandes arcades. Les baies latérales sont légèrement plus larges que les autres, et sont subdivisées par le même meneau central renforcé qui s'observe sur les baies du transept. Mais contrairement à cette partie de l'église, les lancettes ne sont pas en plein cintre, et se terminent en accolades. Les sommets des deux accolades sont reliés par un hémicycle, qui est interrompu par le meneau central. Avec l'une des branches de l'accolade, un cercle complet apparaît ainsi en haut de ces fenêtres. Le remplage des trois baies du chevet est plus représentatif du style flamboyant, et fait appel à des meneaux très fins. Il est constitué de deux lancettes à têtes tréflées, qui sont surmontées d'un soufflet au milieu et deux soufflets dissymétriques placés à l'envers, avec un total de quatre petits écoinçons ajourés. Cette multiplication des compartiments est toutefois inhabituelle. Les six baies des collatéraux sont d'une facture plus conventionnelle. Comme au chevet, les réseaux purement flamboyants ne présentent encore aucun arc en plein cintre, ce qui montre que la construction de l'église a dû commencer par le chevet. L'on trouve deux types de remplages, toujours sur la base de trois lancettes à têtes tréflées. Sur les baies latérales, elles sont surmontées de trois soufflets trilobées, et au chevet, elles sont surmontées d'un soufflet trilobé entre deux mouchettes obliques. La clé de voûte de la première travée du collatéral sud est pendante et revêtue de feuillages, comme dans la dernière travée des bas-côtés de la nef. La clé suivante est fruste. Dans le collatéral nord, l'on trouve deux voûtes particulières. Dans la première travée, un losange s'ajoute aux ogives, et ses extrémités sont reliées aux clés d'arc par des liernes. La clé centrale est pendante, et sculptée de feuillages et crochets sur quatre rangs. Les quatre clés secondaires sont du même type que dans l'abside, et l'on trouve le même dispositif de nervures suspendues. Dans la seconde travée, il n'y a ni liernes, ni tiercerons, mais une clé centrale pendante très gracieuse, et des clés secondaires au milieu des ogives, qui sont reliées à celles-ci par deux contre-courbes suspendues, garnies de crochets.

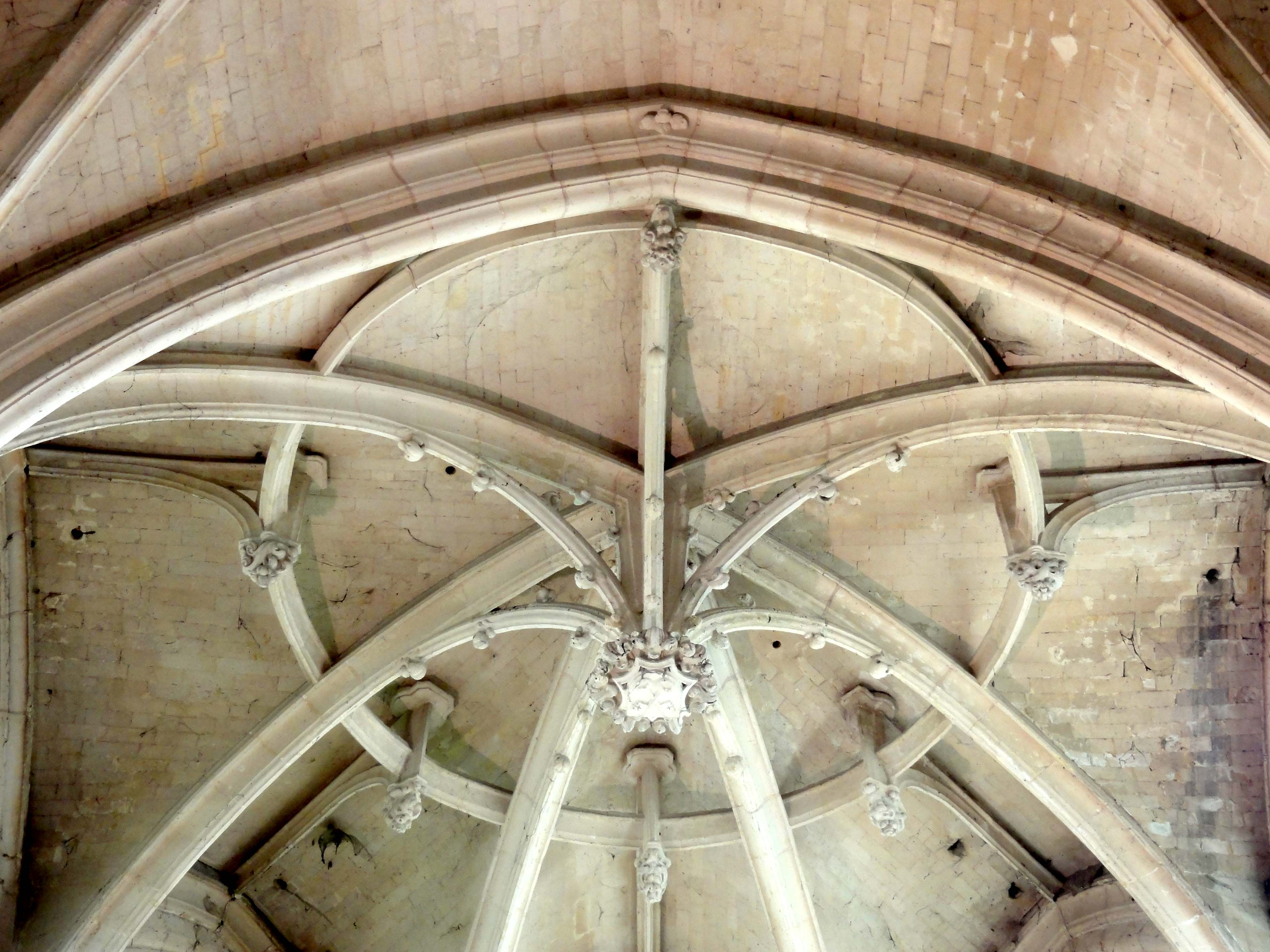
Voûte de l'abside.
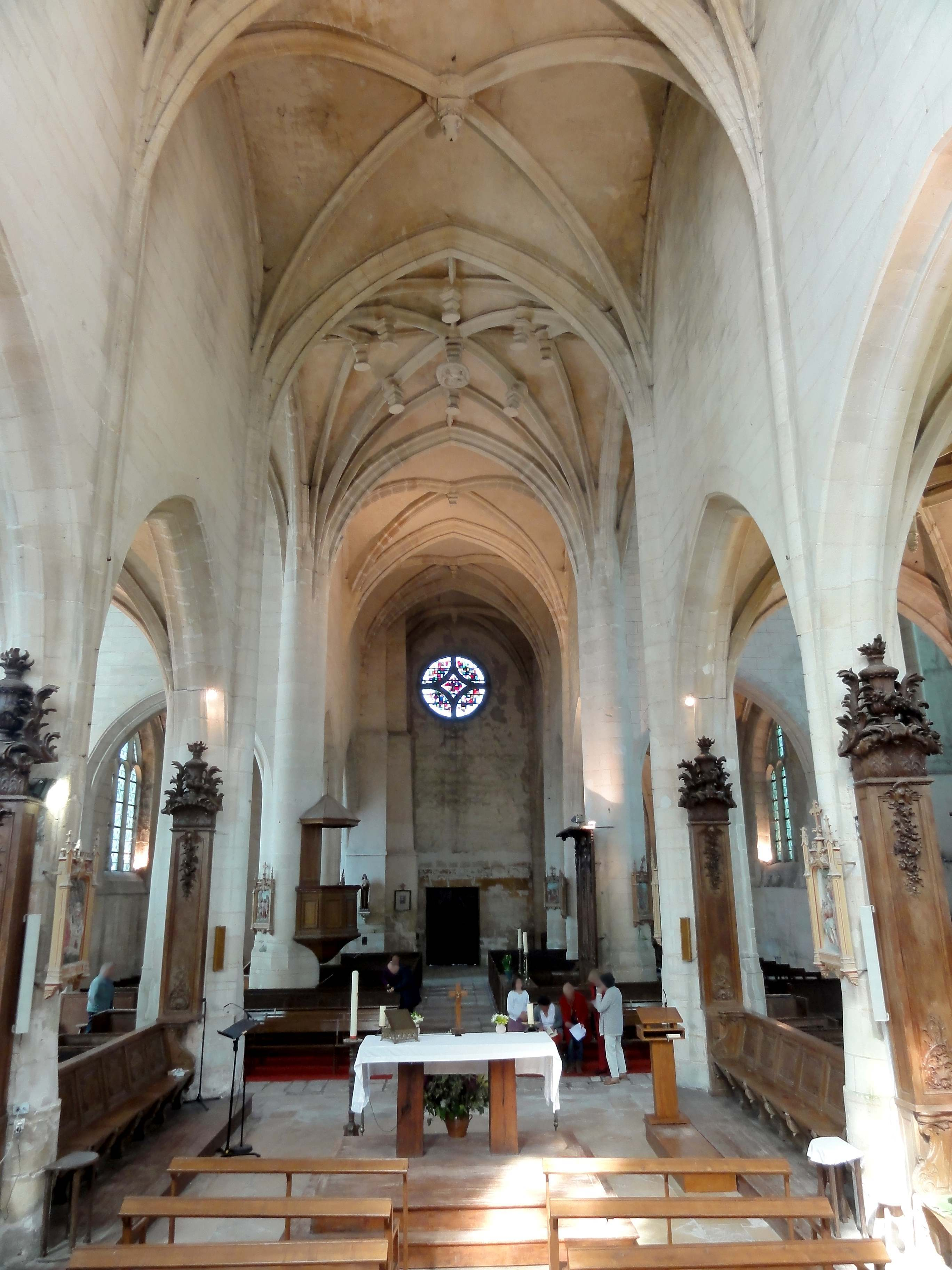
Chœur, vue vers l'ouest.
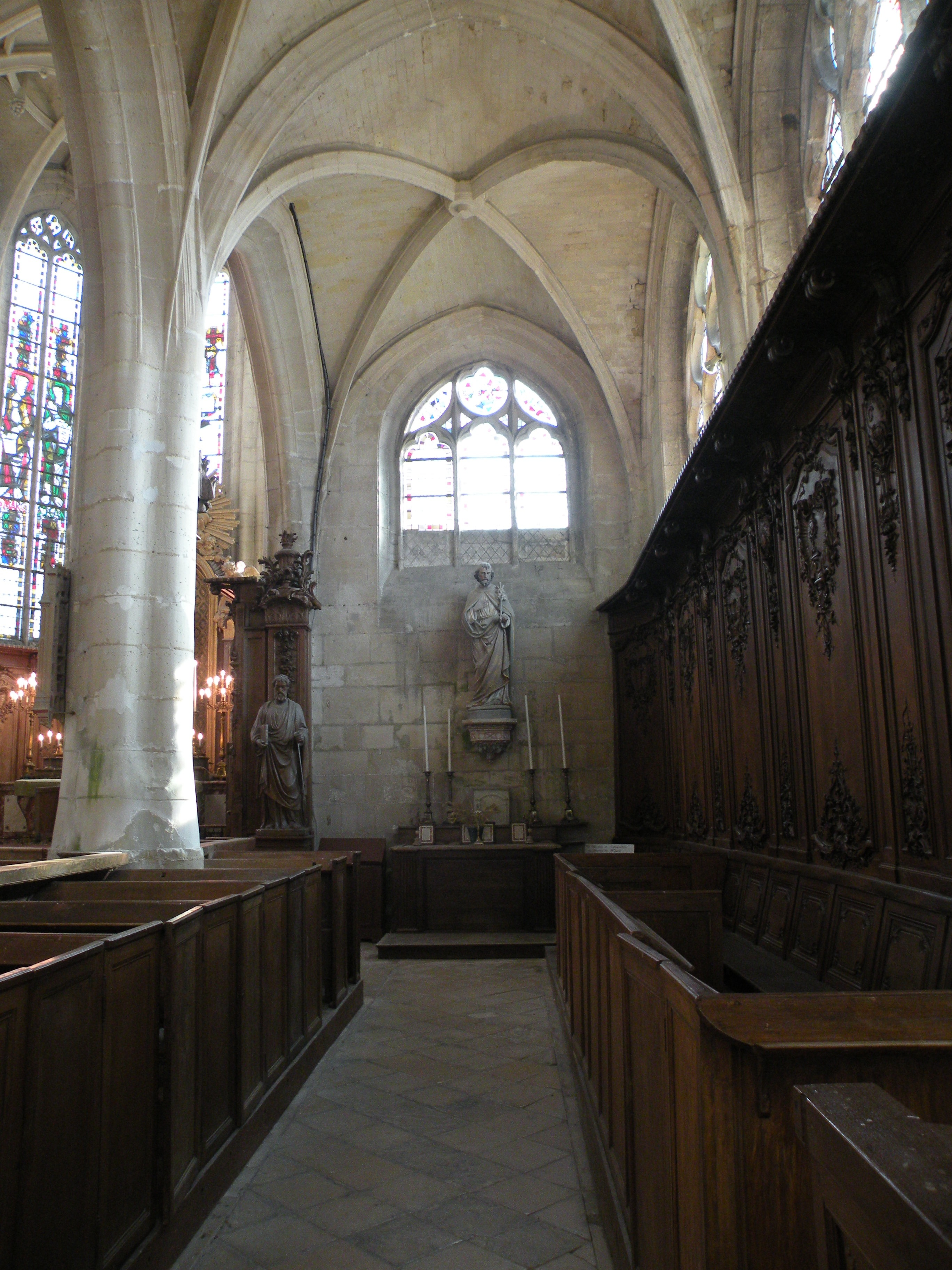
Collatéral sud.
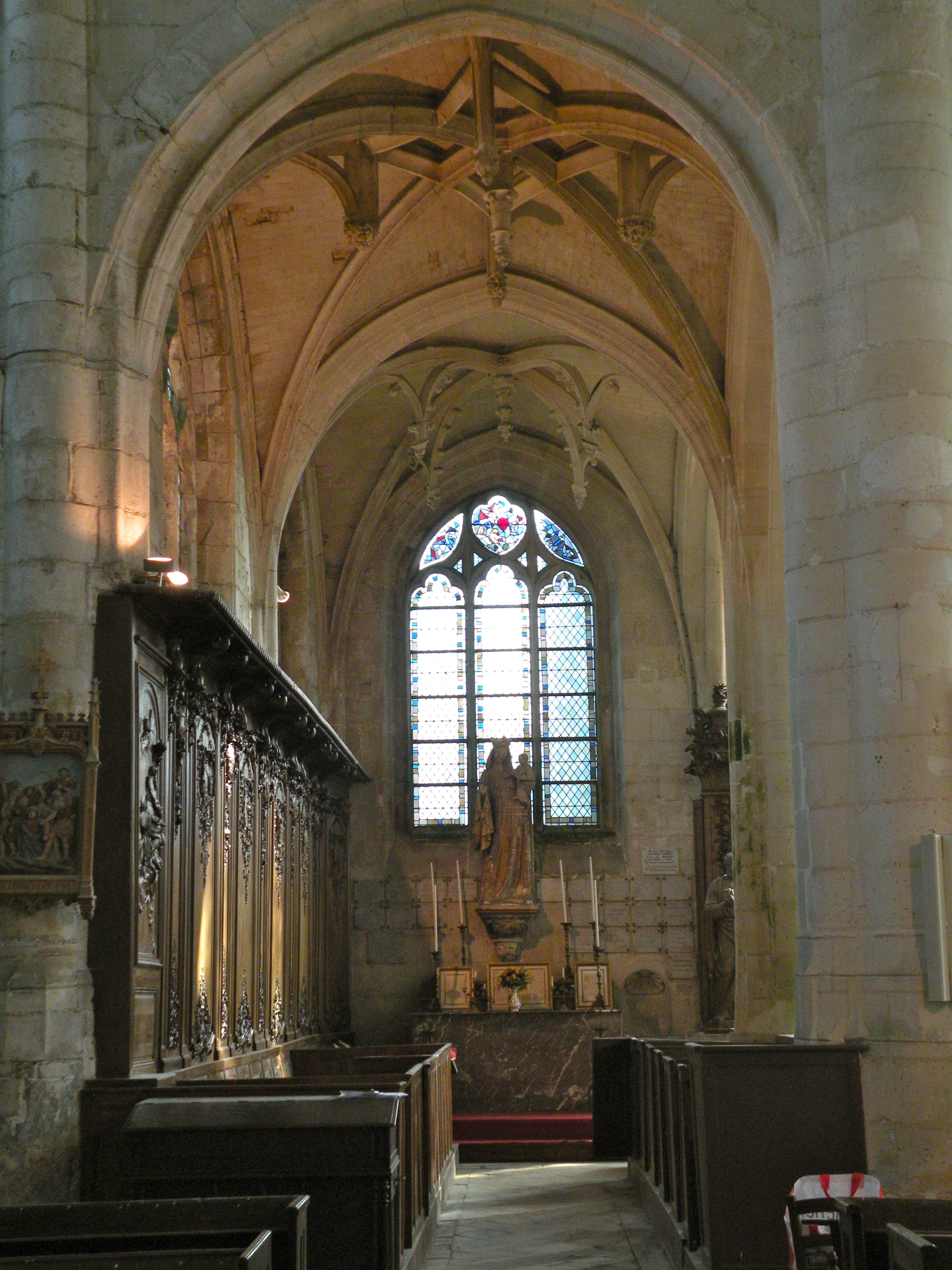
Collatéral nord.
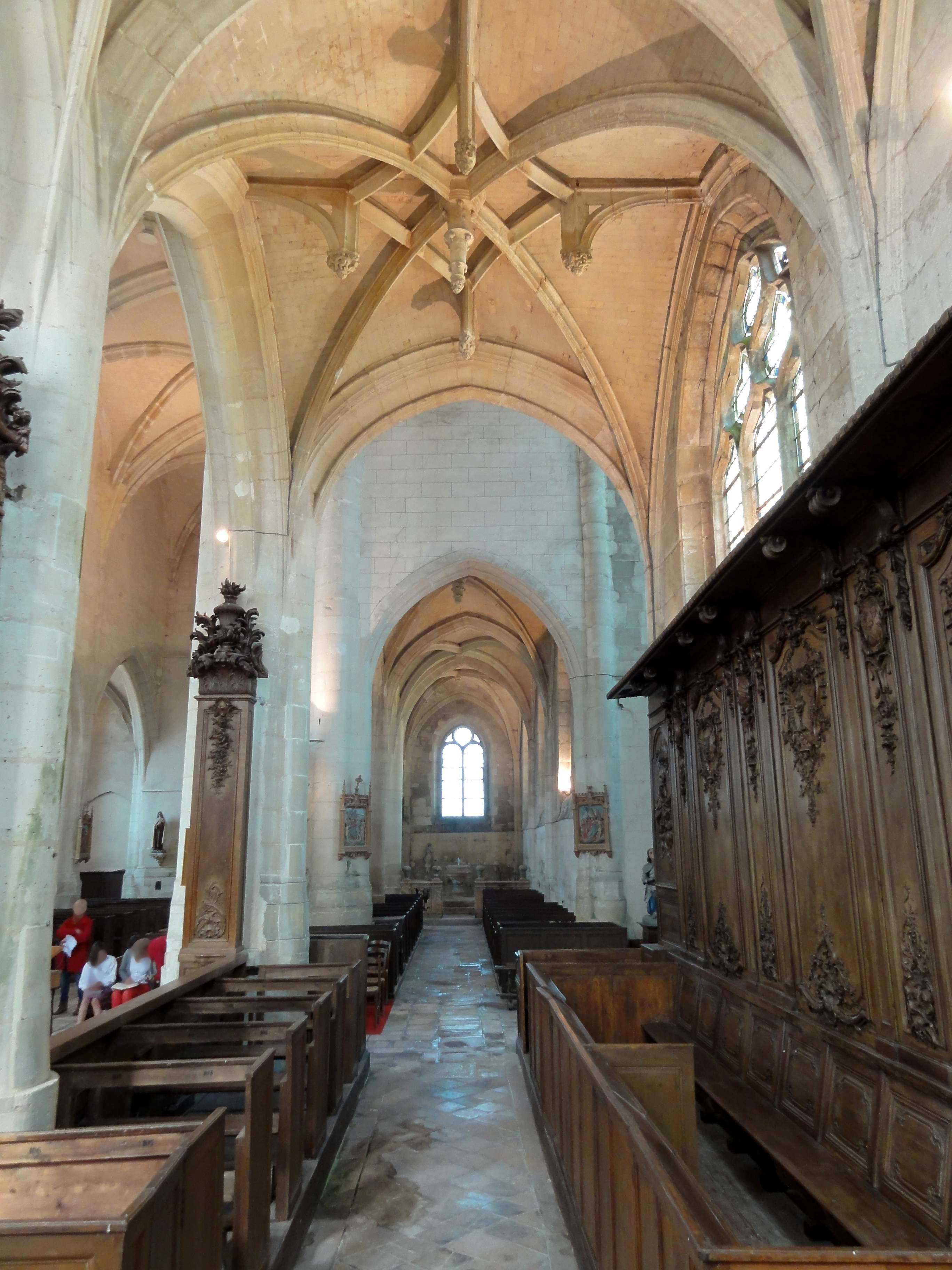
Collatéral nord.
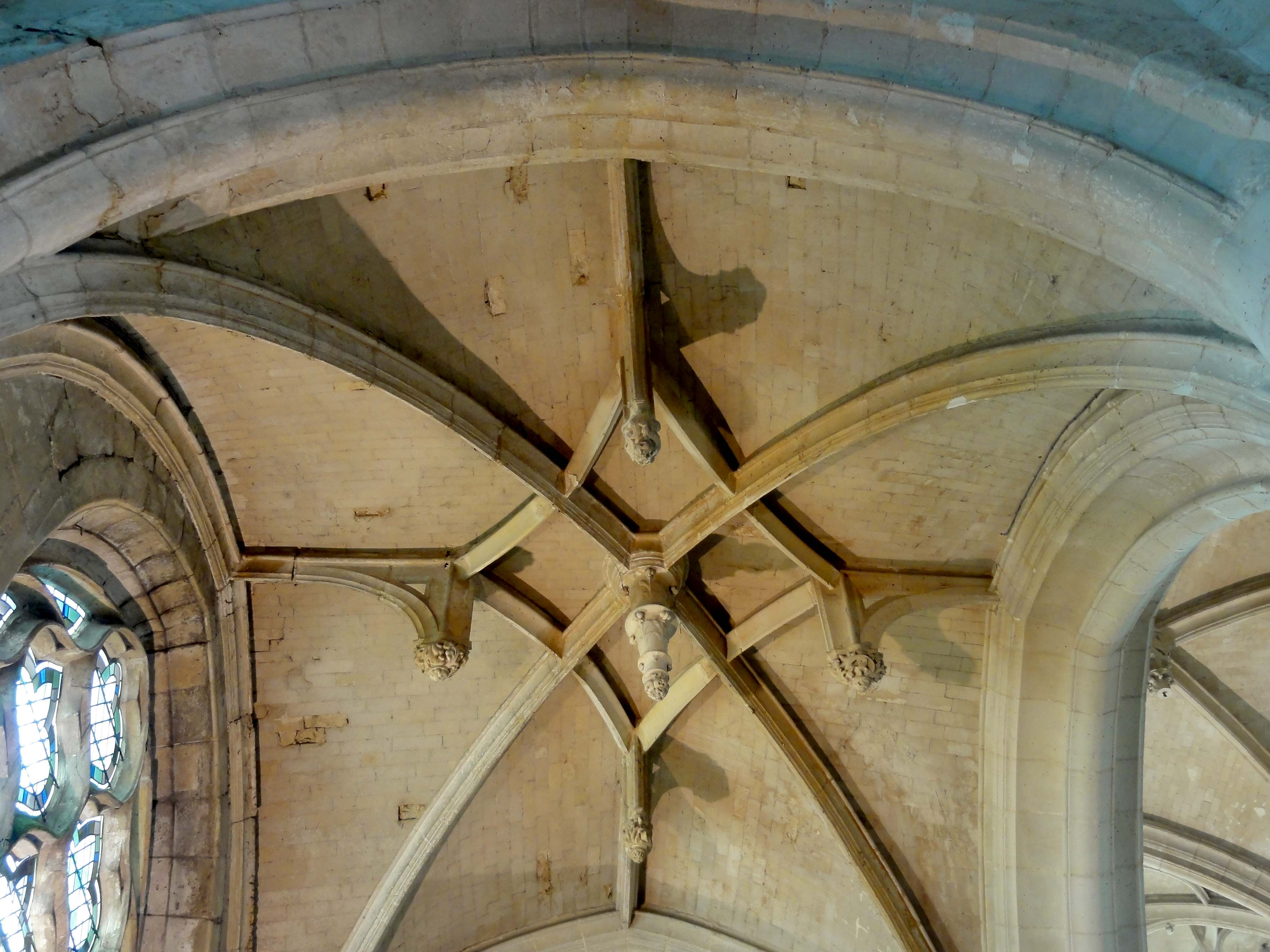
Voûte du collatéral nord.

## Mobilier
L'église Saint-Pierre-et-Saint-Paul de Baron renferme cinq éléments de mobilier classés monuments historiques au titre objet. Un sixième n'est actuellement pas conservé dans l'église ; il s'agit du tableau.

### Boiseries

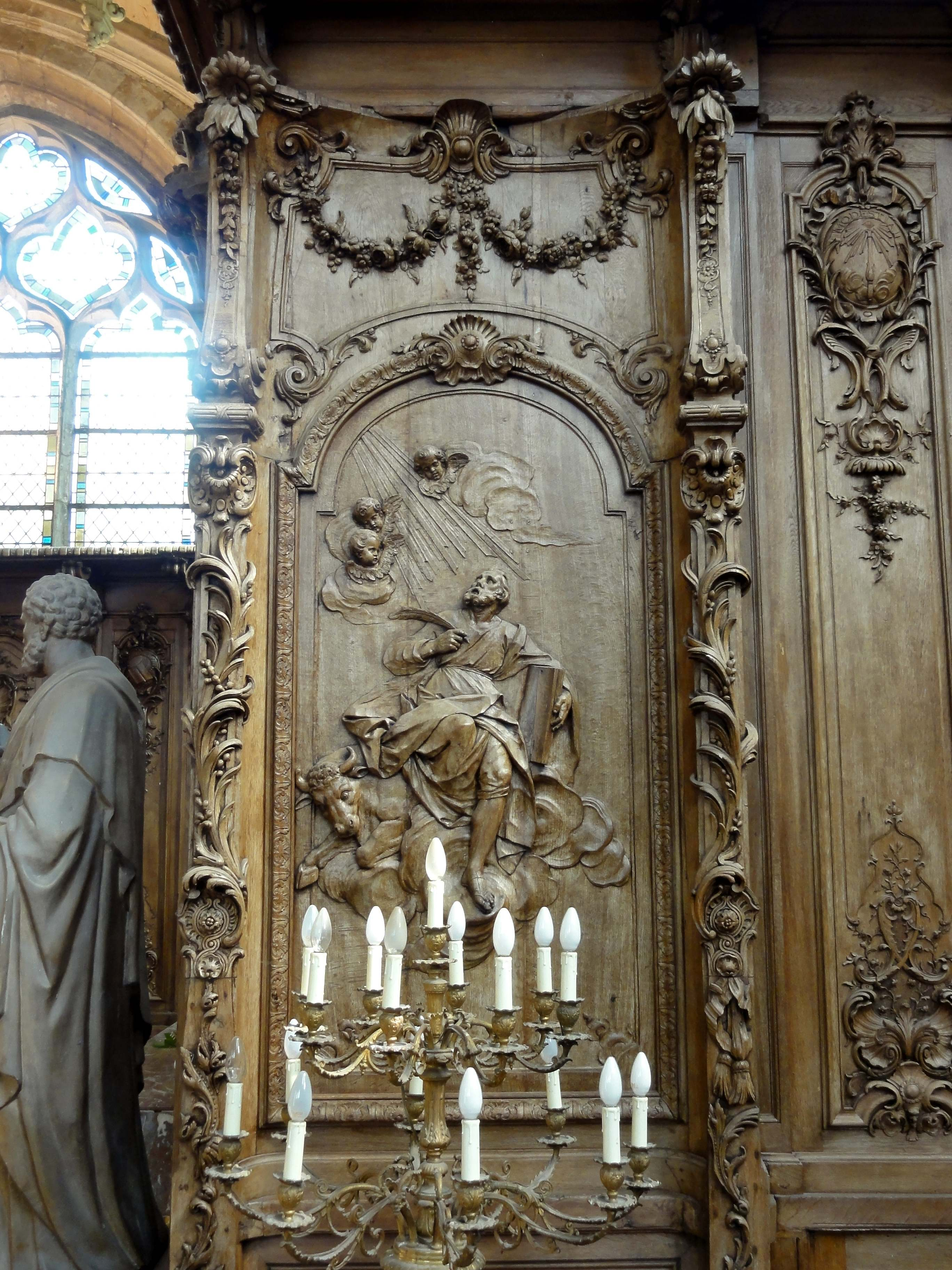
Saint Luc.

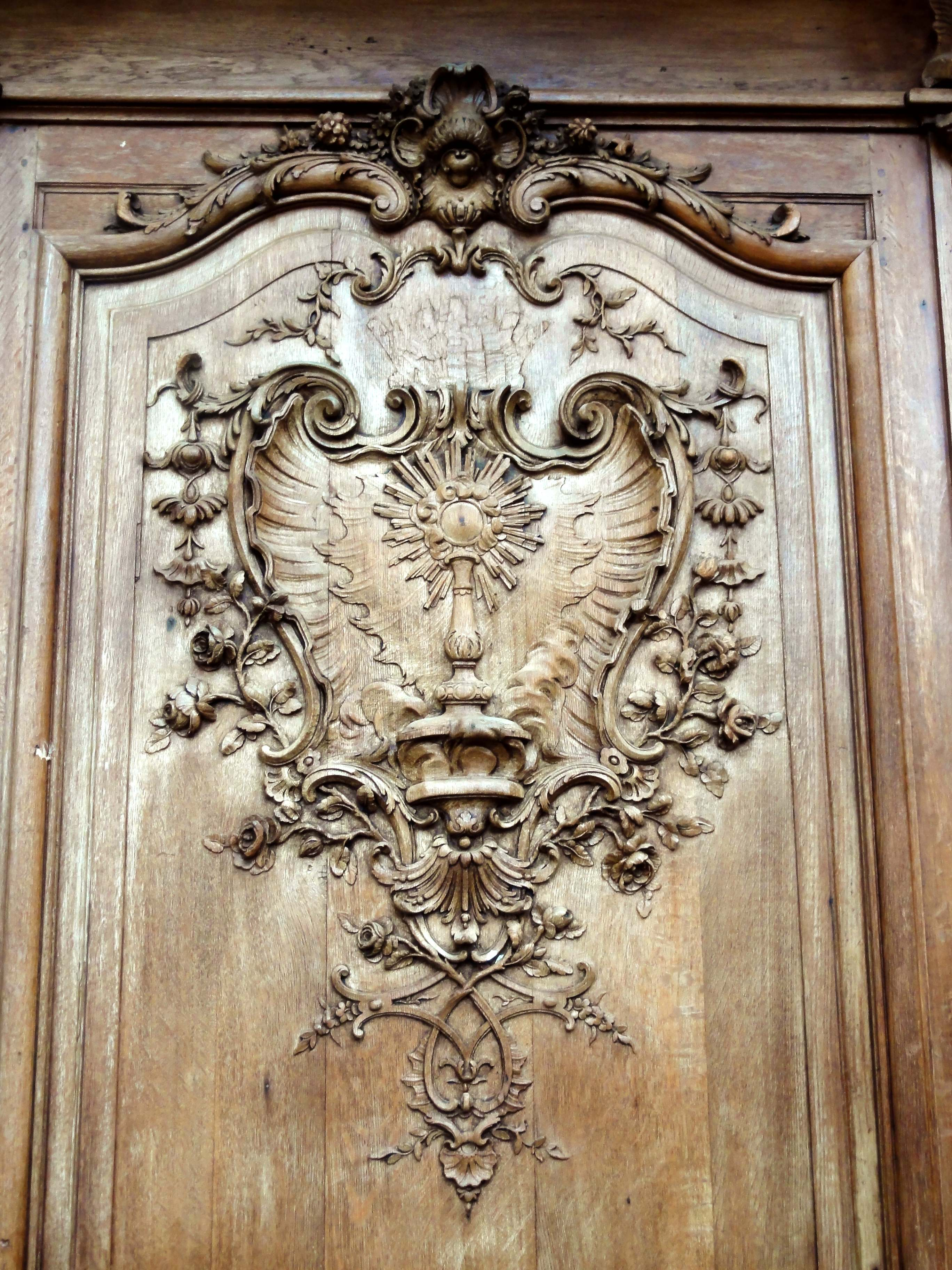
Monstrance.

Le lambris de hauteur du chœur de la première moitié du XVIIIe siècle se compose, pour l'essentiel, de dix-huit grands panneaux et de vingt pilastres en bois de chêne taillé, tous sculptés en bas-relief. Six grands panneaux sont montés dans chacun des collatéraux du chœur, contre les murs latéraux. Ils sont séparés de pilastres. Trois grands panneaux sont montés au nord de l'abside, et autant au sud. Ils sont également séparés de pilastres. Les six pilastres restants sont montés, de façon isolé, à l'est des piles orientales de la croisée du transept et des piliers intermédiaires du chœur, et deux se trouvent à la fin des grandes arcades du chœur, en équerre avec les panneaux de l'abside. Ces six pilastres sont les seuls à être couronnés de sortes de chapiteaux revêtus de feuillages, et de pots-à-feu sculptés en ronde-bosse. Ils se distinguent également par leur décor uniquement végétal de chutes de fleurs et de palmettes. En plus des éléments signalés, il y a un entablement ébauché, devant lequel des consoles supportant une corniche font saillie, et un soubassement, qui se compose de simples panneaux à fenestrages sans aucun décor sculpté, à l'exception toutefois du premier panneau au nord et au sud de l'abside. Ces panneaux sont flanqués de rinceaux, et intègrent des sièges de la même facture que les stalles au niveau du registre inférieur. Aux panneaux et pilastres du lambris du chœur, s'ajoutent un grand panneaux et deux pilastres remployés pour la confection d'un banc d'œuvre, devant la pile nord-ouest de la croisée du transept, face à la chaire, qui est sans caractère.
Les grands panneaux comportent des motifs de quatre ordres : les Évangélistes avec leurs attributs ; des symboles religieux associés à l'Ancien Testament ; des objets utilisés pour la célébration eucharistiques ; et quelques motifs isolés, dont une mitre et le Sacré-Cœur de Jésus-Christ. Du nord au sud, dans le sens des aiguilles d'une montre, les motifs sont les suivants : saint Marc, la Sainte-Face sur le voile de Véronique, un ostensoir oval, l'Arche d'alliance, un bénitier portatif avec goupillon, une mitre, saint Luc, une seconde monstrance, un calice, un ciboire, la table d'Alliance, saint Jean, un christ en croix, une menorah, deux burettes, un autel portatif, le Sacré-Cœur percé d'une flèche, et saint Matthieu. Les Évangélistes sont accompagnés des symboles du Tétramorphe qui leur sont associés comme attributs. Sur le banc d'œuvre, l'on voit les Tables de la Loi. Ces motifs s'inscrivent généralement dans des cartouches formés par des rinceaux végétaux et des palmettes. Les pilastres arborent des médaillons avec des représentations allégoriques, qui symbolisent les quatre vertus cardinales, les trois vertus théologales et d'autres valeurs ou maximes chrétiennes, telles que l'humilité, la méditation ou la modestie. De courtes légendes en latin permettent aisément de comprendre le sens des différents motifs (ancre pour l'Espérance, agneau pour l'humilité, balance pour la Justice, livres pour la méditation, miroir pour la Prudence, etc.).
Le lambris mesure 400 cm de hauteur, dont 105 cm incombent au soubassement. Le développement en longueur est de 48,00 m. Les grands panneaux mesurent 210 cm de hauteur et 94 cm de largeur à l'ouverture du cadre, sauf les panneaux de saint Luc et saint Matthieu placés au début des collatéraux du chœur, qui mesurent seulement 158 cm de hauteur et 81 cm de largeur, et sont dépourvus de décor végétal. Sauf peut-être les panneaux du soubassement et le pupitre du banc d'œuvre, qui sont susceptibles de dater du XIXe siècle, et les pots-à-feu, qui sont rapportés, l'ensemble des boiseries provient de l'abbaye de Chaalis. Il a été racheté après la dissolution de cette abbaye sous la Révolution. Le couronnement des cartouches des grands panneaux a été bûché sous la Révolution, mais le reste de la sculpture a été laissé indemne. « D'un dessin élégant et d'un faire exquis, épaves très précieuses de Châalis » (Eugène Müller), les boiseries ont été classées en 1902. Une restauration a été effectuée entre 1978 et 1997,,.

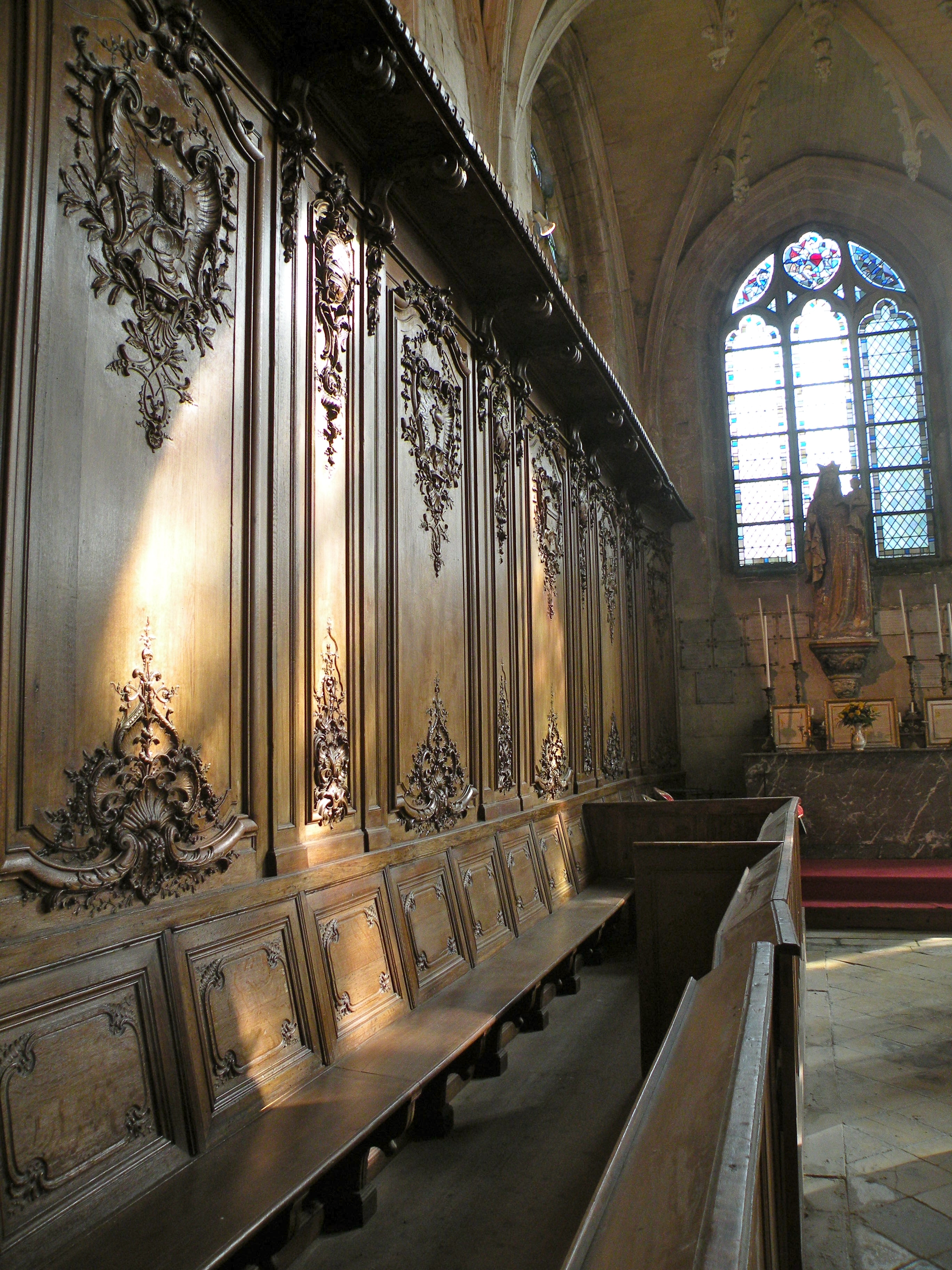
Lambris du collatéral nord.
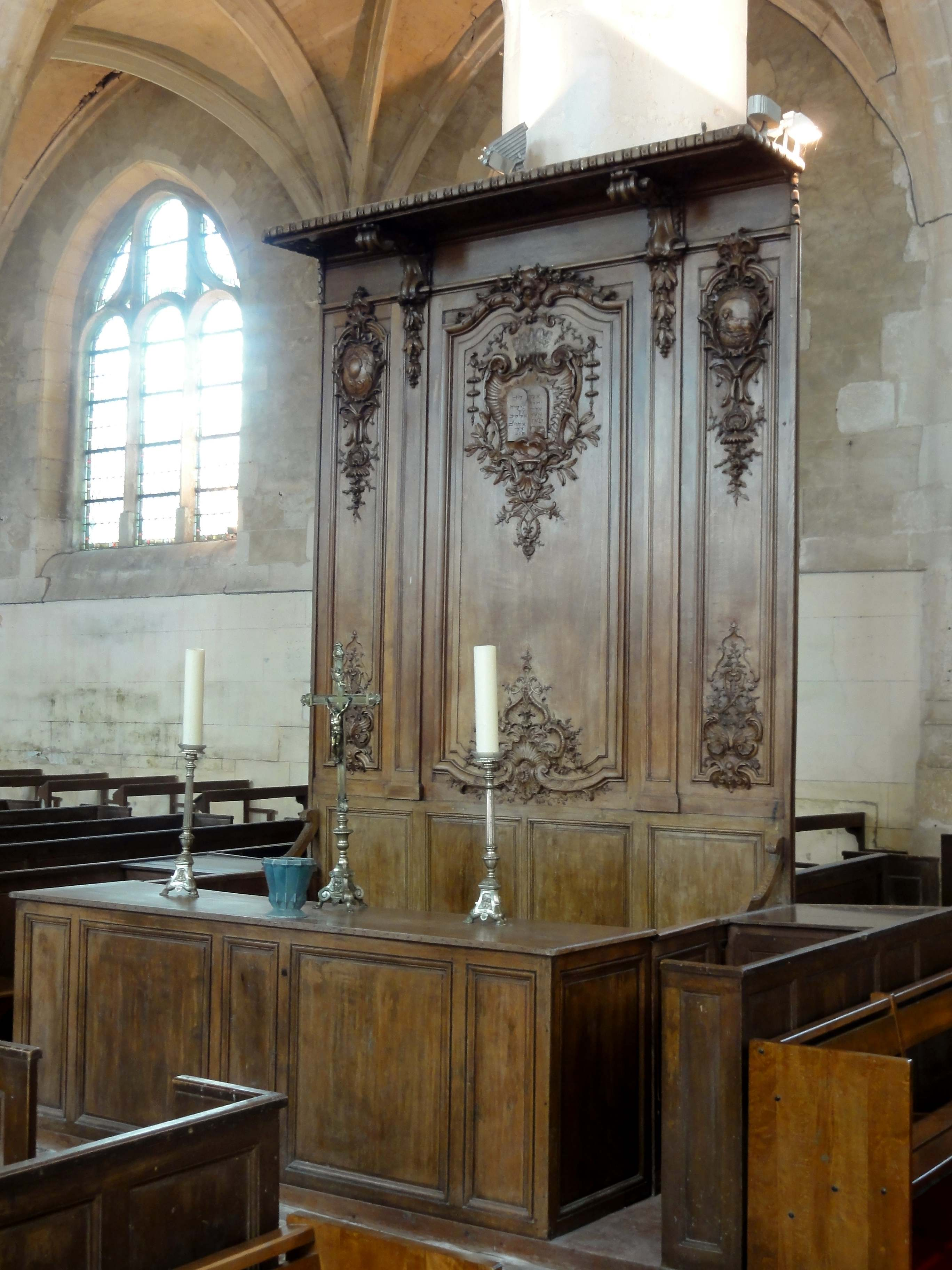
Banc d'œuvre.
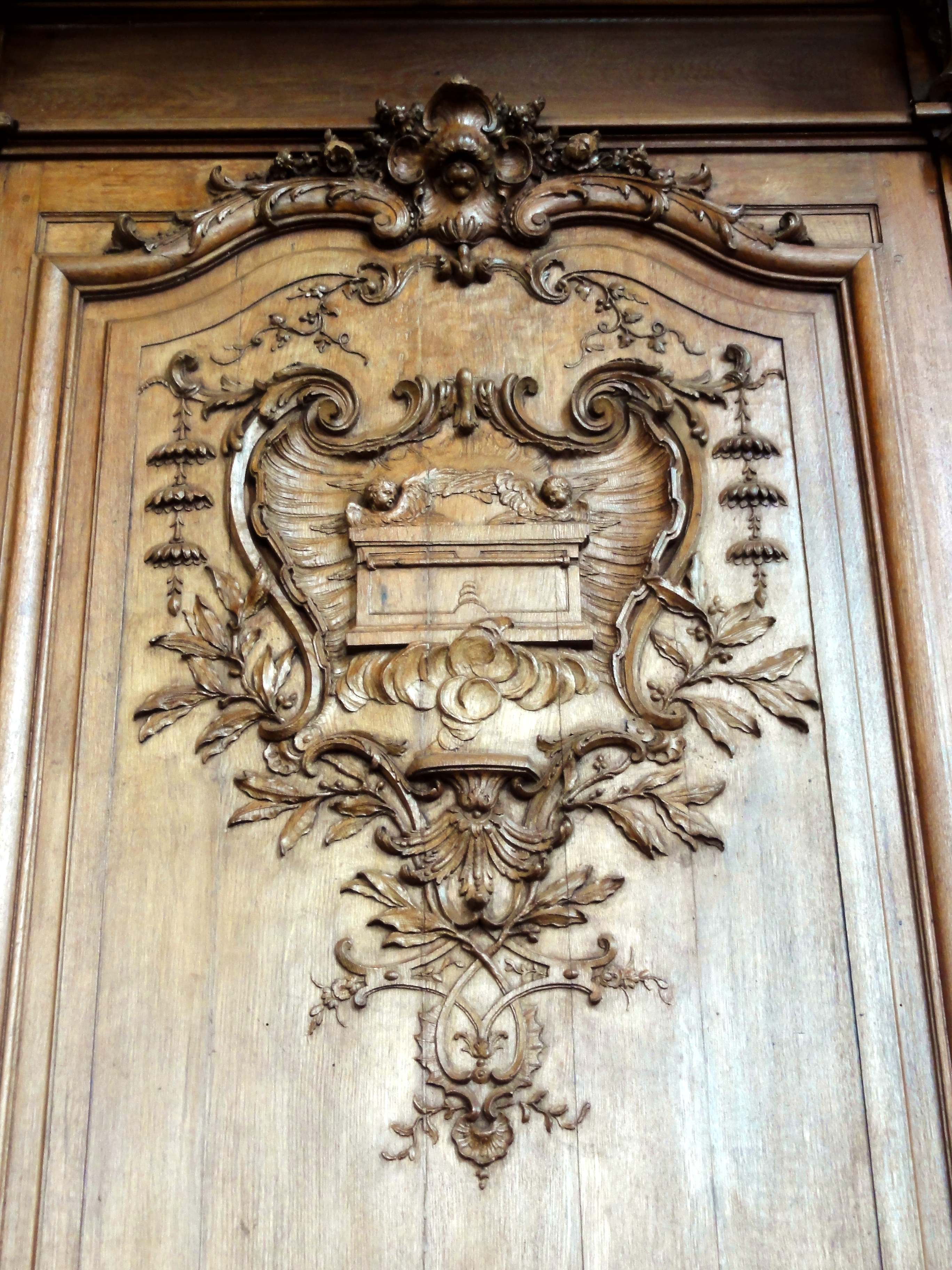
Arche d'Alliance.
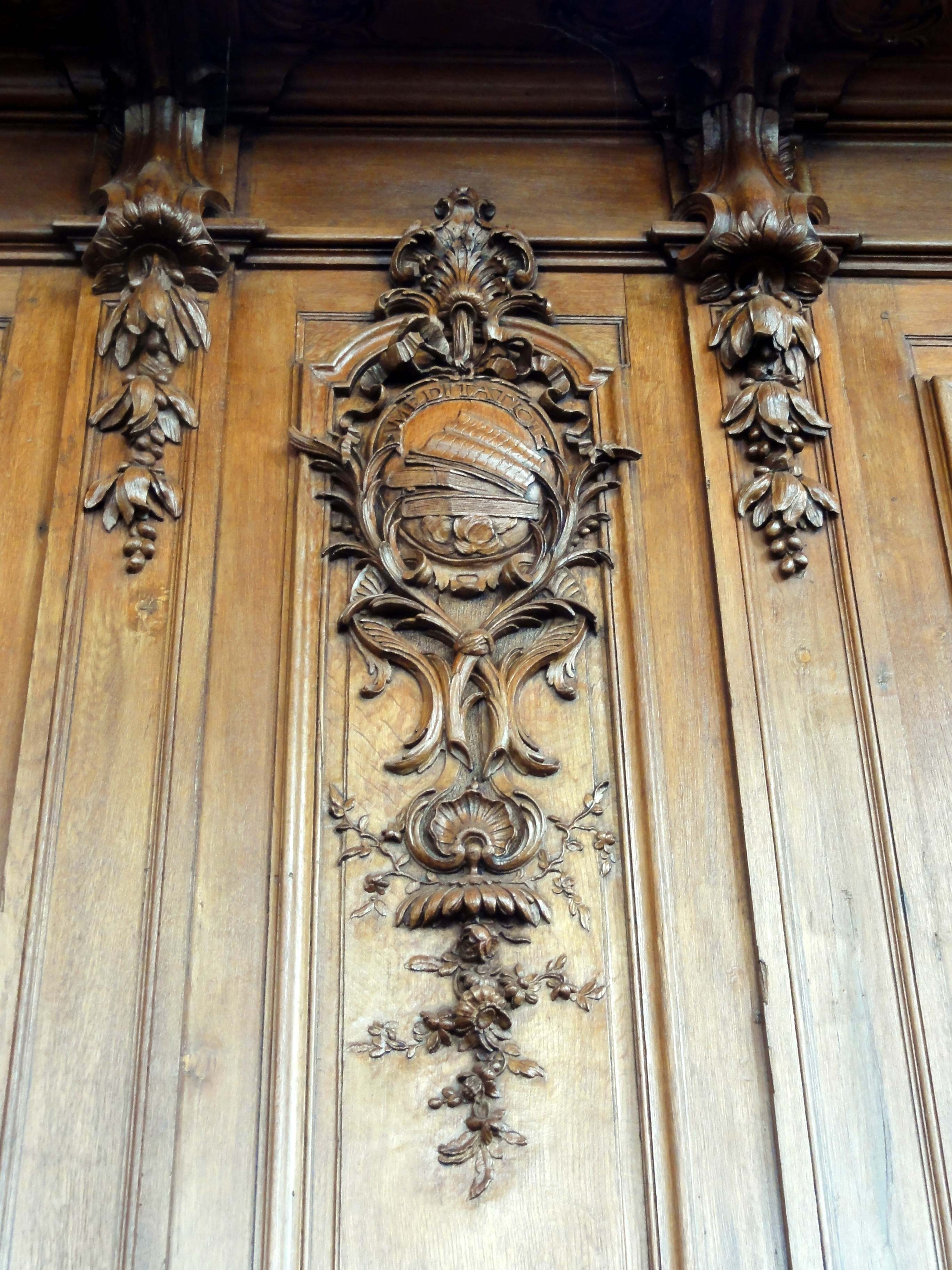
Médaillon - meditatio.
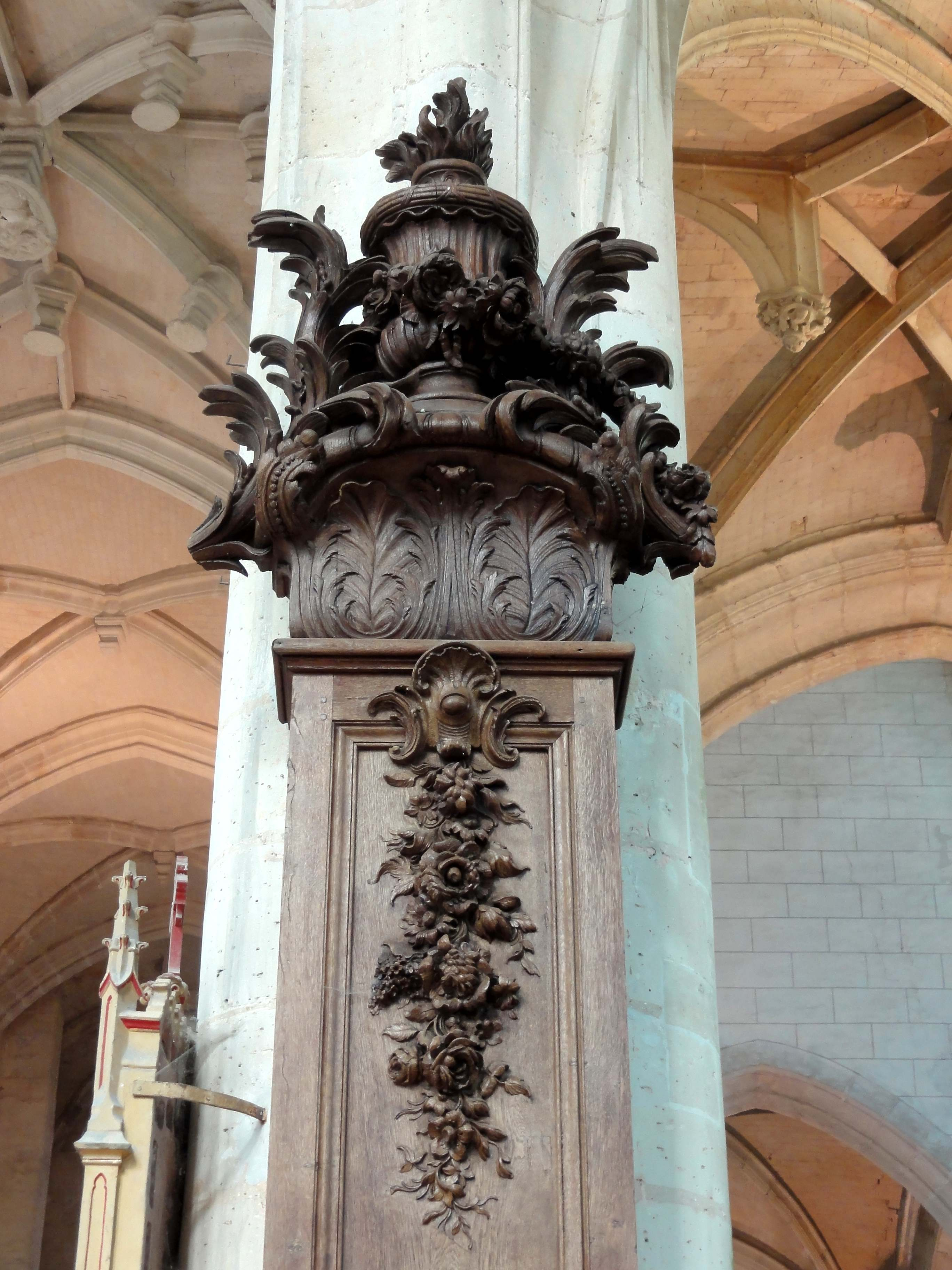
Pilastre avec pot-à-feu.
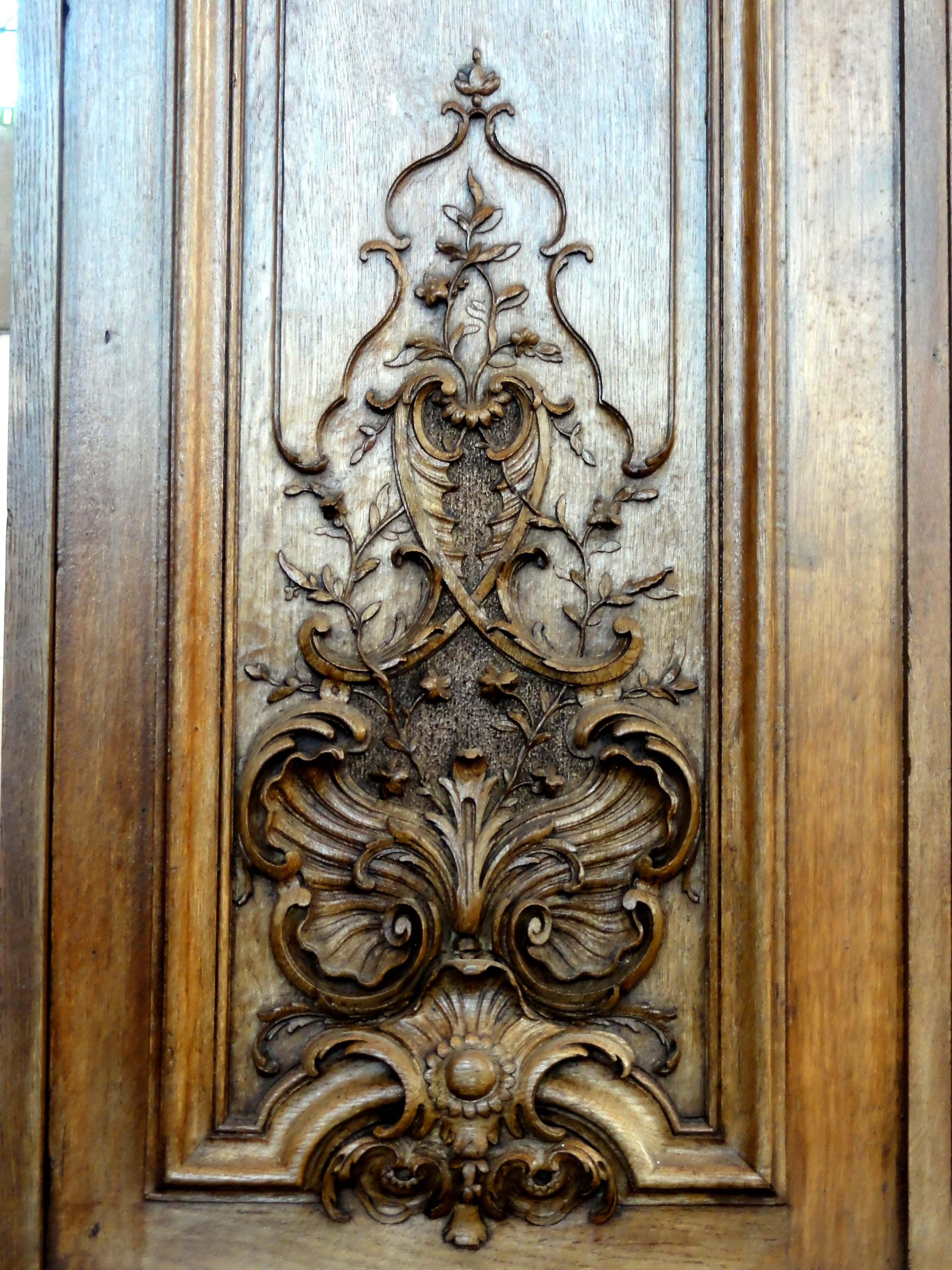
Décor en bas du pilastre.

### Retable du maître-autel

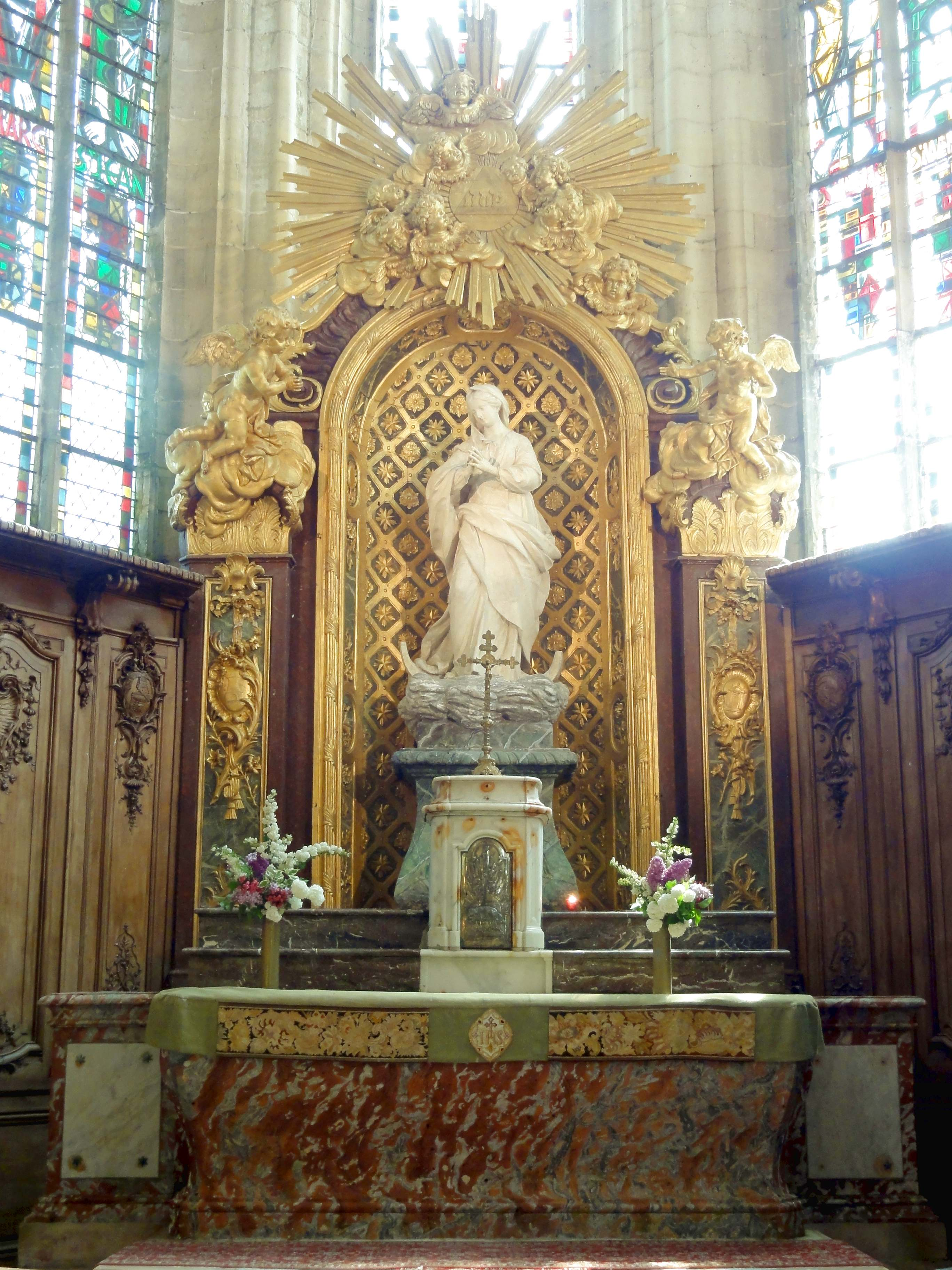
Maître-autel et retable.

Le retable du maître-autel, en bois taillé, partiellement doré ou traité en faux marbre, mesure 360 cm de largeur, et date du XVIIIe siècle. Il est constitué d'une niche centrale à voûte en cul-de-four, qui est cantonnée de pilastres portant deux angelots sculptés en ronde-bisse, et délimitée supérieurement par une corniche en plein cintre surmontée d'une gloire. La  abrite une statue de la Vierge de l'Immaculée Conception. Cette statue en plâtre date seulement du XIXe siècle et est inscrite aux monuments historiques. Son classement n'est pas prévu. Le fond de la niche est décoré d'une résille, dont les losanges inscrivent deux types de fleurs. L'intrados présente un décor différent, que l'on n'aperçoit pas en regardant de face. Il s'agit des différents attributs de l'Immaculée Conception sculptés en bas-relief, à savoir une aiguière, un miroir sans taches, la rose mystique, une fontaine d'eau vive, et des fleurs de lys. Au milieu d'un décor végétal comportant des branches de palmes et de laurier, les pilastres affichent chacun un médaillon, où figurent la Tour de David (à gauche) et la Porte du Ciel. Les chapiteaux corinthiens des pilastres sont analogues aux six pilastres portant des pots-à-feu décrites ci-dessus. Il faut en conclure que ces pilastres, dont deux sont intégrés dans le lambris de l'abside, ne proviennent pas de l'abbaye de Chaalis, ou tout au contraire, que le retable en provient aussi. La corniche de la niche retombe sur des enroulements à gauche et à droite, et est revêtue de feuilles d'acanthe. Le sommet de la corniche disparaît derrière la gloire, dont l'on remarque la disposition dissymétrique des neuf têtes de chérubins surgissant de nuées, qui entourent le tétragramme visible au centre. Le classement du retable remonte à 2012 seulement. Il a été restauré en 2014 par l'atelier Le Sciapode. En ce qui concerne l'autel-tombeau en marbre rouge et le tabernacle en marbre blanc, ils sont classés au titre objet avec l'église.

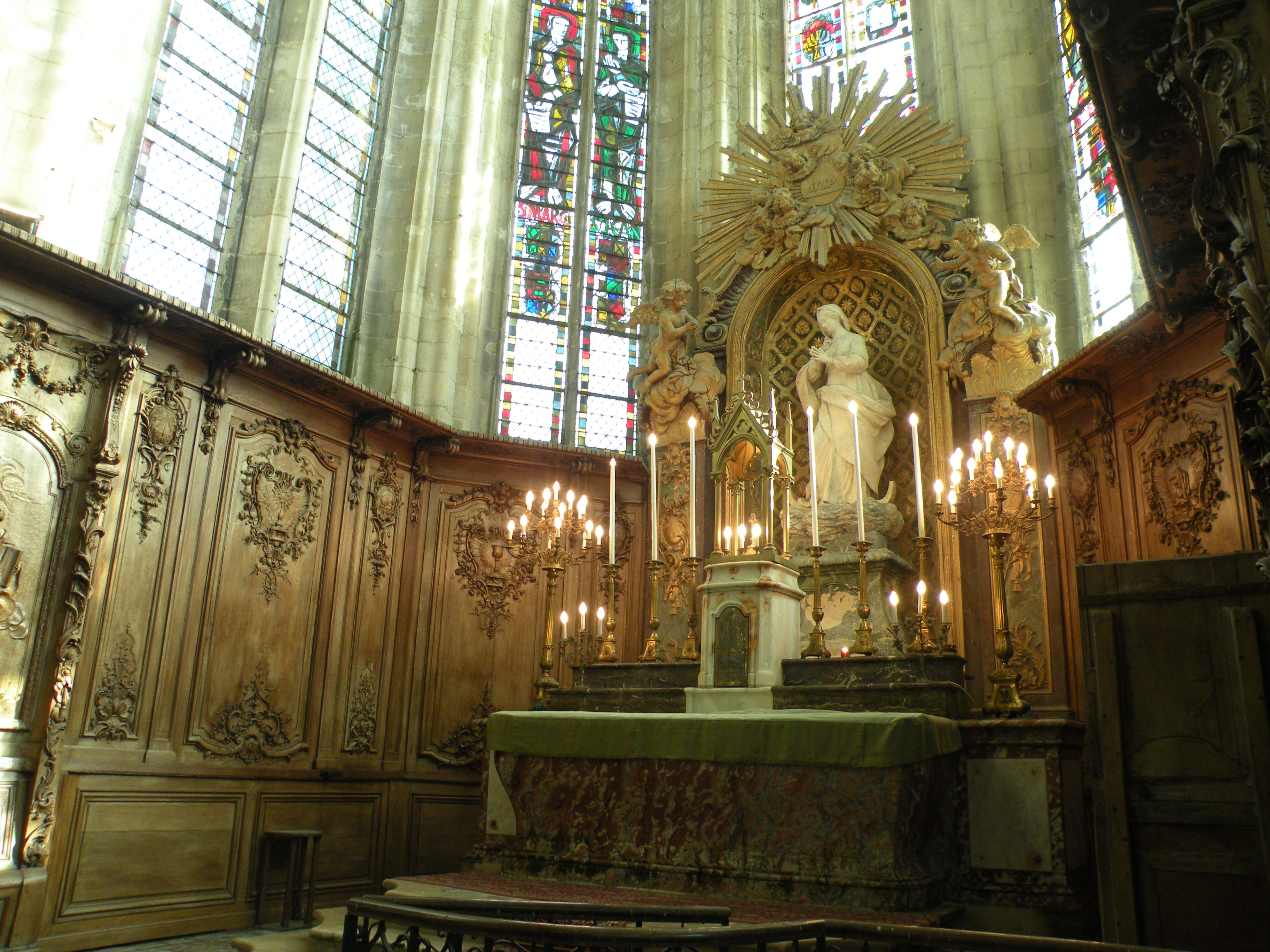
Boiseries et retable.
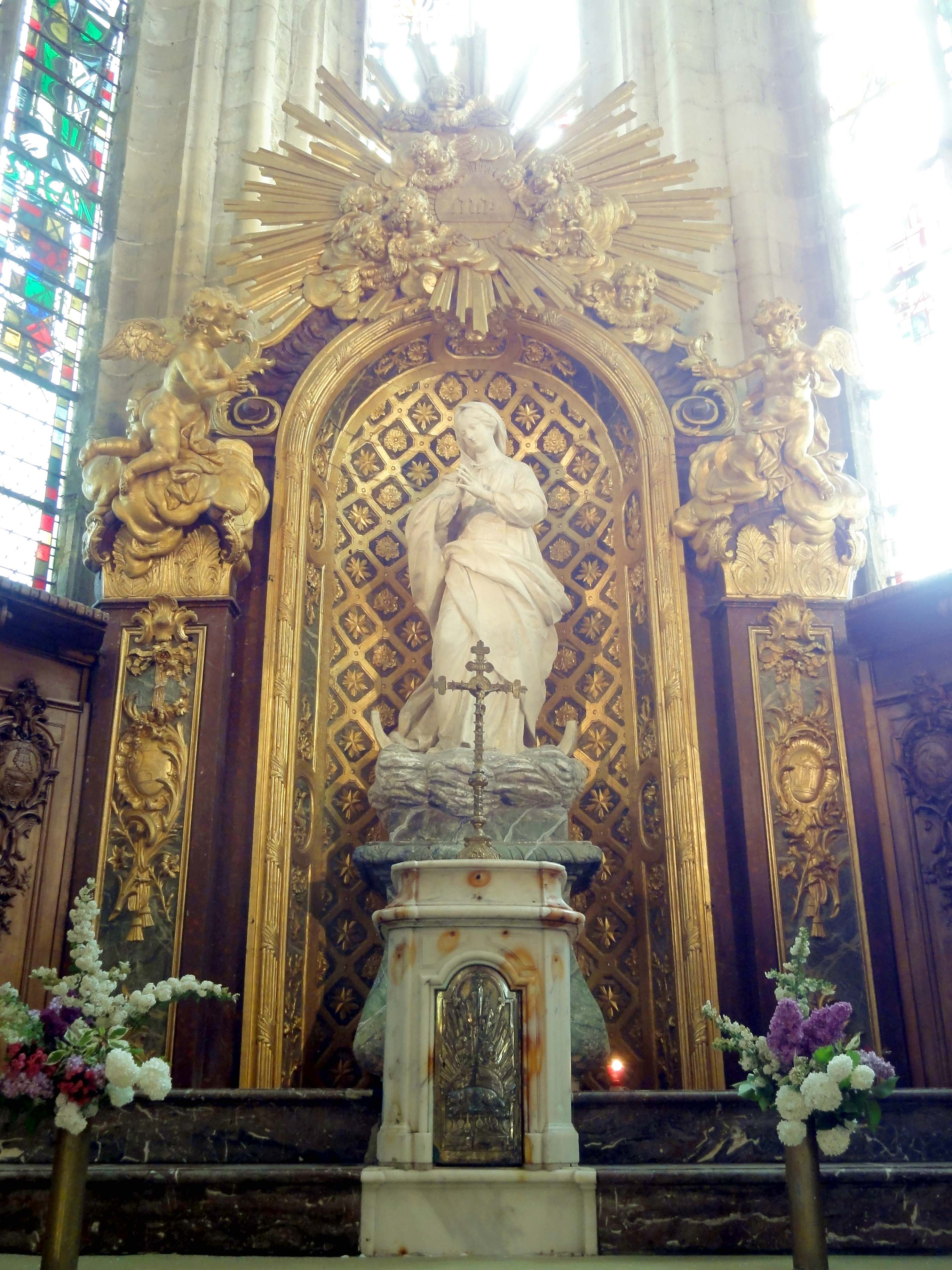
Retable et tabernacle.
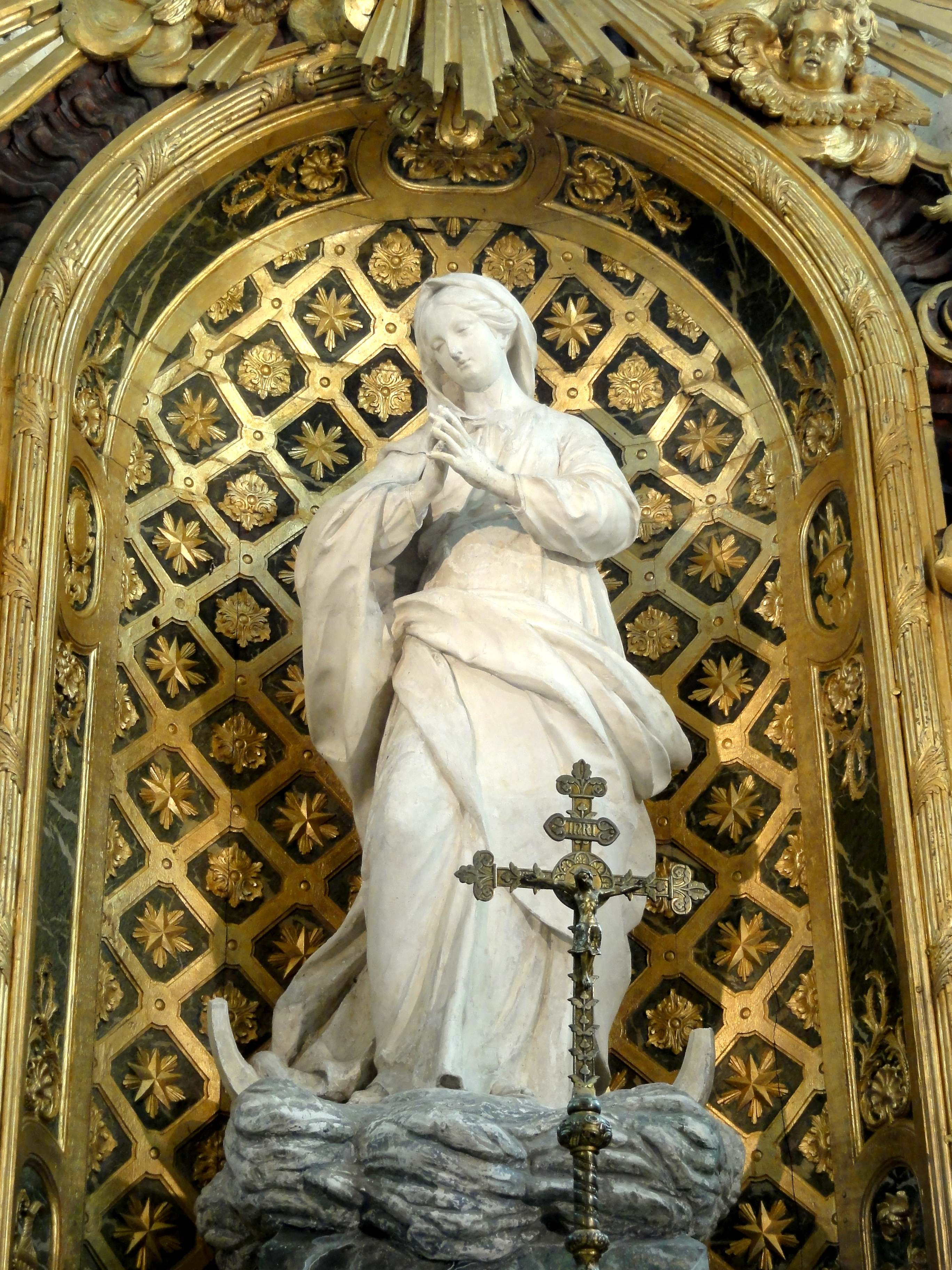
Immaculée-Conception.
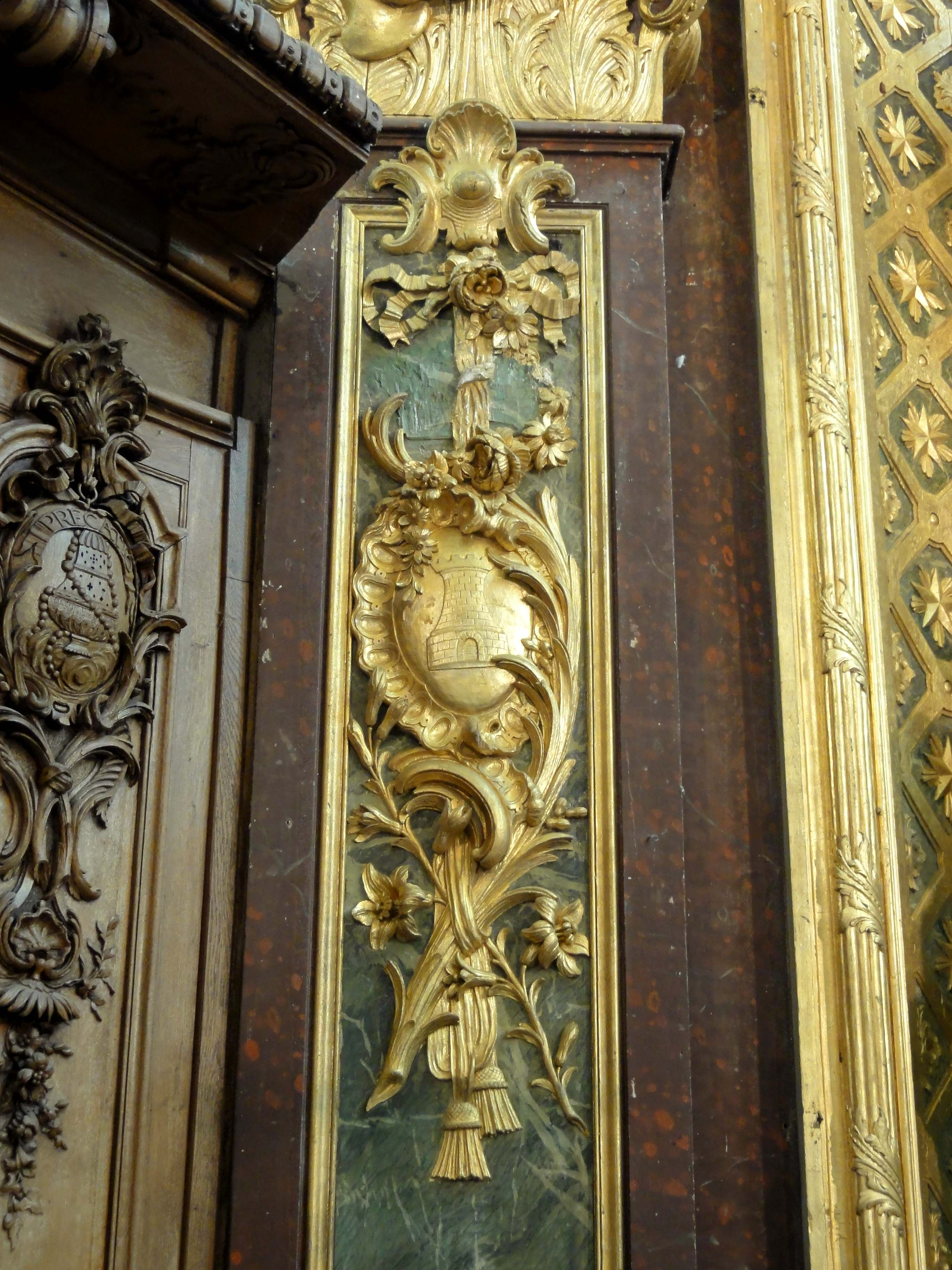
Pilastre - Tour de David.
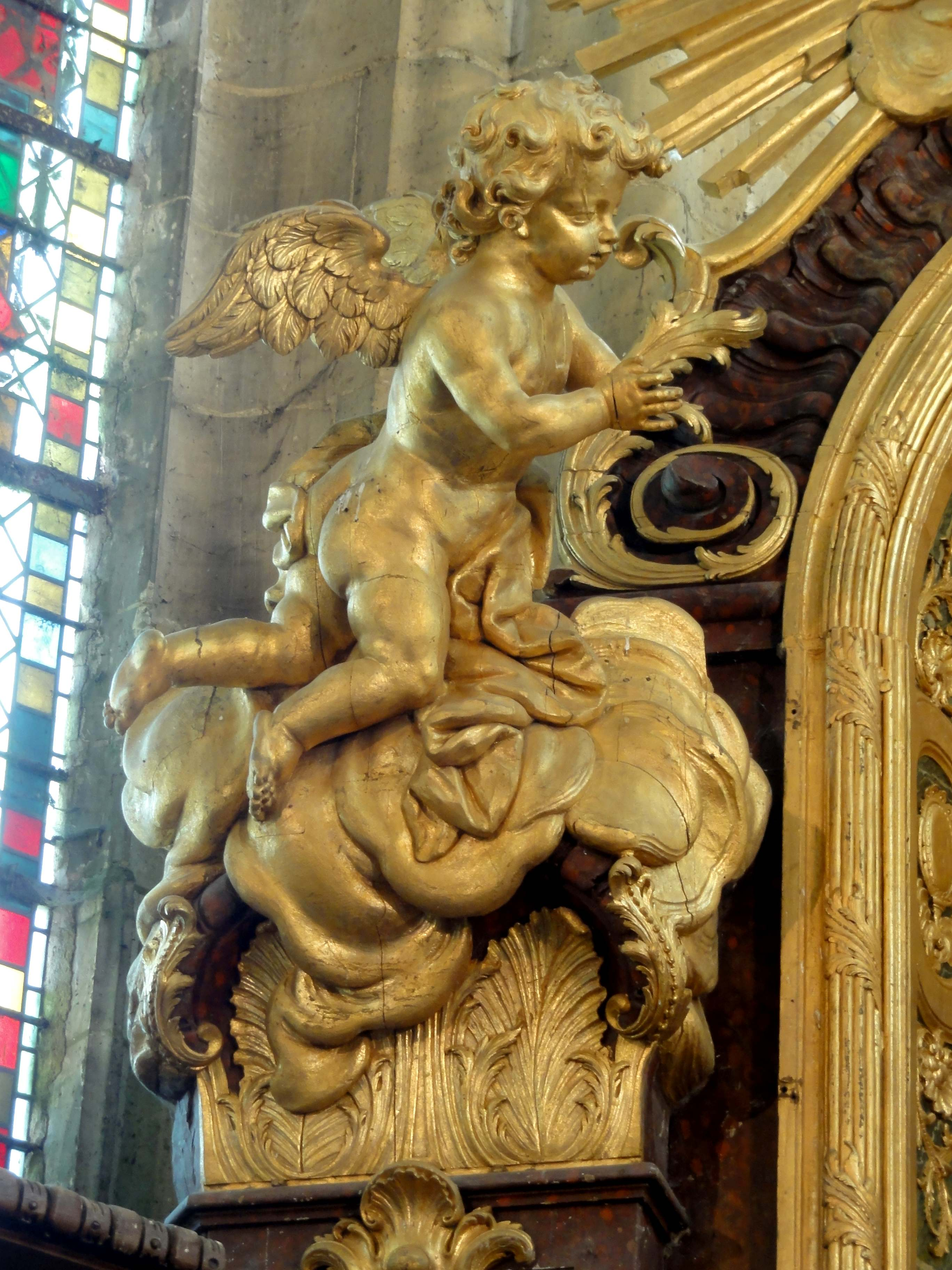
Angelot à gauche.
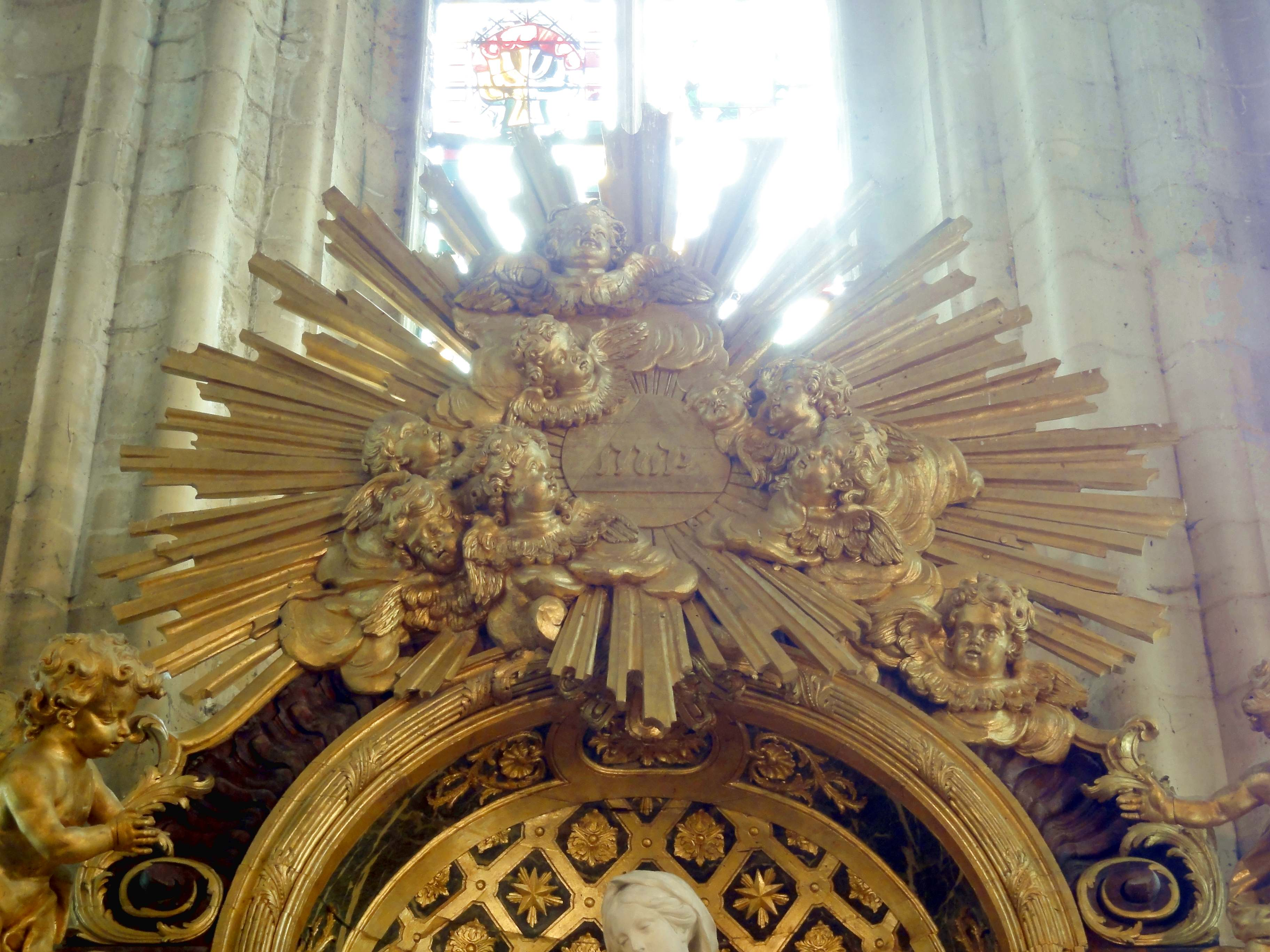
Gloire avec chérubins.

### Autres éléments du mobilier

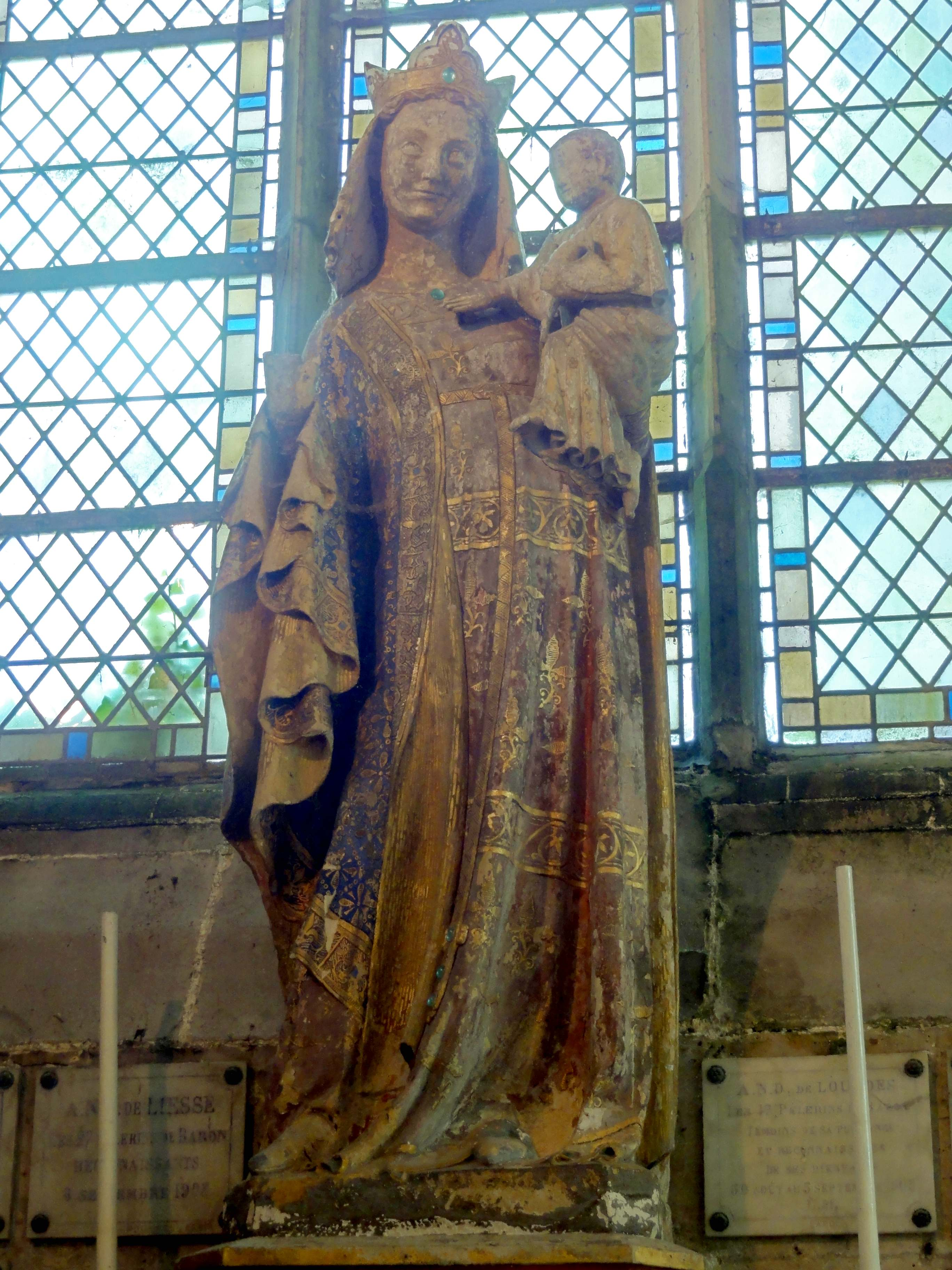
Vierge à l'Enfant.

- La statue colossale de la Vierge à l'Enfant en pierre calcaire polychrome mesure 187 cm de hauteur, et date du premier quart du XIVe siècle. Elle provient donc de la précédente église. On la trouve au chevet du collatéral nord, qui est la chapelle de la Vierge. La mère est couronnée, et baisse son regard vers le spectateur. Par son bras droit, elle tient l'Enfant Jésus, qui tient une colombe dans sa main gauche, et affleure la poitrine sa mère par sa main droite. Selon le dossier de classement, « la silhouette de la Vierge, le traitement des drapés souples (drapés fluides qui épousent le haut de la silhouette et coulent ensuite en quelques plis souples et rectilignes qui s'écrasent sur les pieds), la ceinture placée très haut sous la poitrine, le visage de la Vierge et celui de l'Enfant autorisent à dater l'œuvre vers 1300-1315/20 ». Eugène Müller parle d'une « œuvre d'un grand air du XIVe siècle ». La sculpture est en mauvais état. Les doigts de la main droite de la Vierge manquent. La statue a été repeinte, partiellement dorée et agrémentée de cabochons au XIXe siècle, ce qui cache les éventuelles traces de la polychromie ancienne. Le visage de Marie et l'Enfant Jésus ont été décapés un peu brutalement, et souffrent d'épaufrures[12],[16].
- La statue en pierre calcaire de saint Paul mesure 138 cm de hauteur, et date de la fin du XIVe ou du début du XVe siècle. Le patron de l'église se tient debout, et est caractérisé par un visage carré et une longue barbe. Sa main droite s'appuie sur une longue épée, et par sa main gauche, saint Paul tient un livre contre son corps. Son ample manteau retombe en drapés fluides et souples. La sculpture se trouve en mauvais état, car elle avait été déposée dans le jardin du presbytère à une date inconnue, et s'est détériorée sous l'influence des intempéries. Depuis le classement en 1925, l'œuvre a été rapatriée dans l'église, mais demeure dans un coin de la nef[17].
- Le tableau peint à l'huile sur toile et représentant un portrait de philosophe avec l'allégorie de la Vanité mesure 133 cm de hauteur et 100 cm de largeur. C'est une œuvre signée du peintre  Armand Laroche et datée de 1868. Elle est classée en 1925, et a été déplacée dans la mairie[18].
- Trois petits tableaux peints à l'huile sur bois représentaient La coupe retrouvée dans le sac de Benjamin, Sainte Véronique essuyant le visage de Jésus-Christ, et La prédication de saint Jean-Baptiste dans le désert. Signalés par les chanoines Müller et Pihan à la fin du XIXe siècle, ils ne se trouvent plus en l'église. Eugène Müller remarque également « un prétendu saint Paul, portrait ou représentation allégorique de la Mélancolie ou de cette fière et calme ironie dont Lucrèce a si puissamment décrit les joies insaisissables et le séjour infiniment surélevé »[12],[19]. Ce tableau a également disparu.
- Des vestiges de vitraux polychromes existaient encore à la fin du XIXe siècle, et représentaient notamment sainte Protaise, vierge et martyre de Senlis, ainsi que des anges musiciens[12].
- Les fonts baptismaux en pierre calcaire, dans la première travée du bas-côté nord, sont montés sur un piédestal de plan circulaire. Leur décor indiquent la Renaissance, et la seconde moitié du XVIe siècle, époque du portail occidental de la nef. La forme est assez inhabituelle par le fréquent changement des diamètres et la superposition de nombreuses moulures. Le pied évoque un balustre, avec un fort renflement garni de feuilles d'acanthe, séparé d'un boudin par deux rubans entrelacés enfermant des fruits. La partie inférieure de la cuve est également enveloppée de feuilles d'acanthe. Un rang d'oves alternant avec des dards fait le tour de la cuve en son milieu, tandis que la bordure affiche une frise de feuillages[12]. La clôture de la chapelle des fonts baptismaux, formée par quatre segments de balustrade, et assez remarquable, mais d'une facture lourde.
- À l'époque de la canonisation de Jeanne d'Arc, son culte est particulièrement vivace à Baron, car on lui dédie un autel avec retable, où on la voit en brandissant fièrement un étendard, et une seconde statue, plus grande, où la sainte est représentée en prière. Les habitants n'ont pas oublié la tradition selon laquelle Jeanne d'Arc aurait communié en l'église Saint-Pierre-et-Saint-Paul la veille de la fête de l'Assomption de 1429, en compagnie des ducs de Clermont et d'Alençon[12].

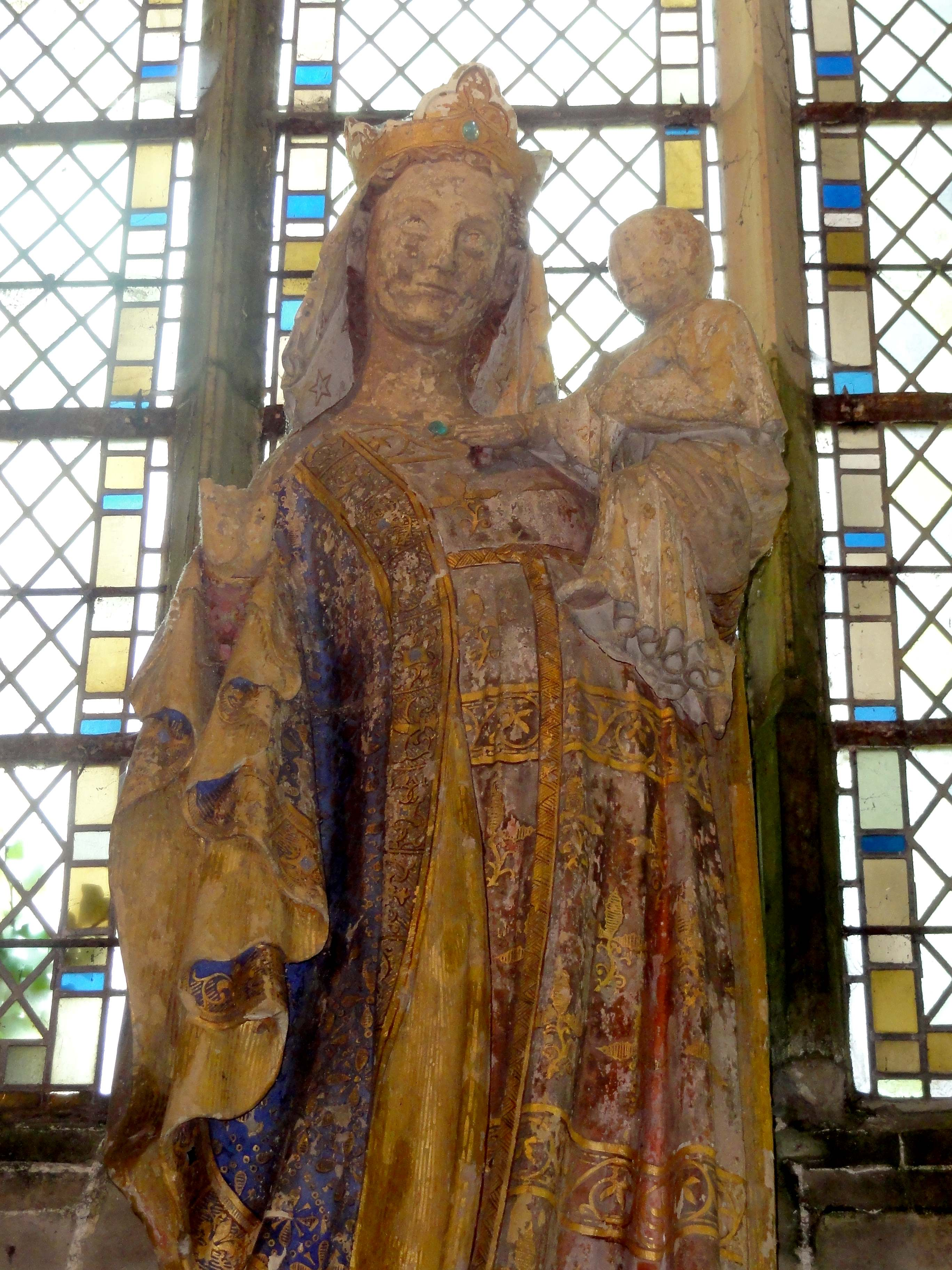
Idem, détail.
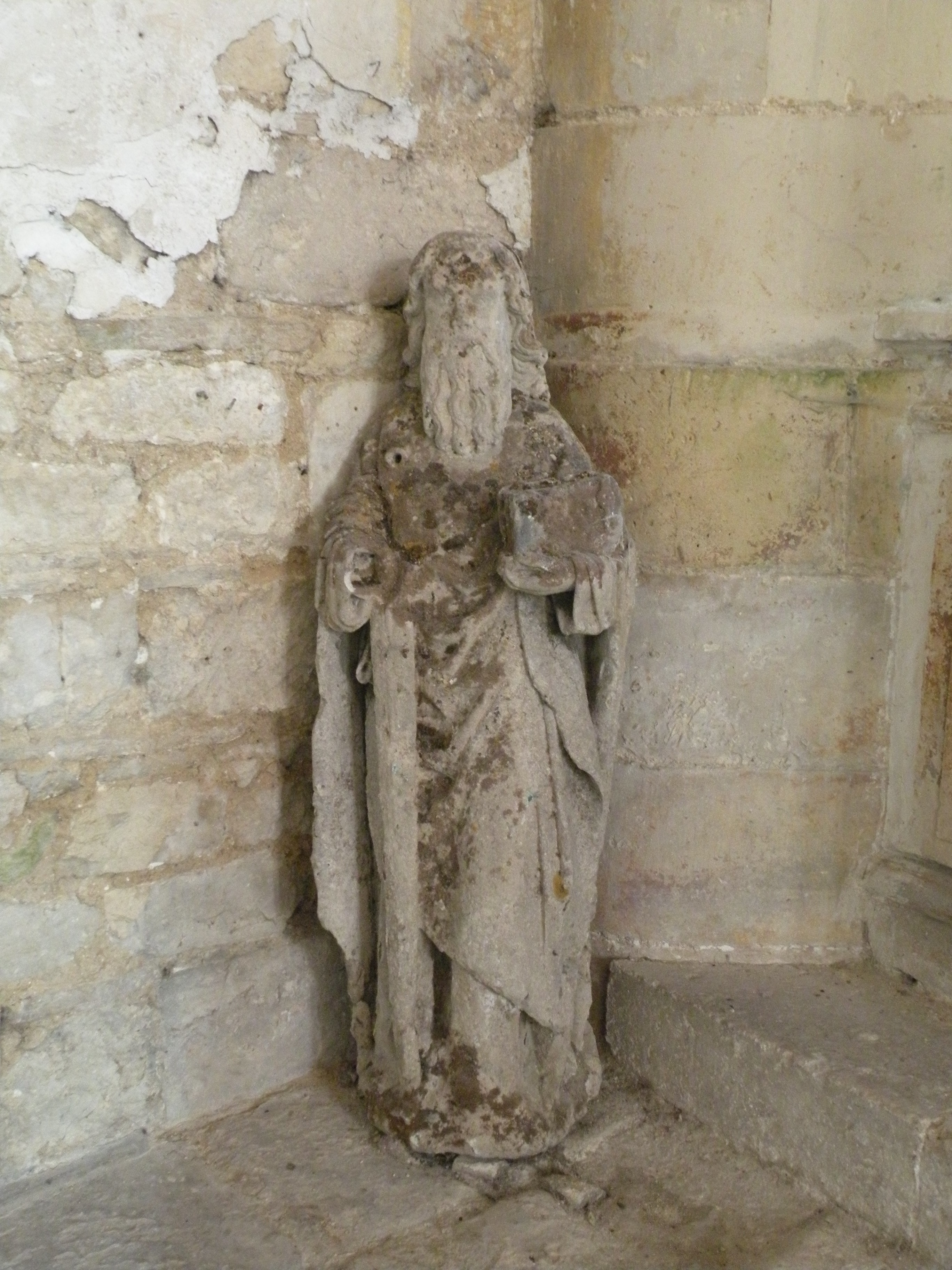
Statue de saint Paul.
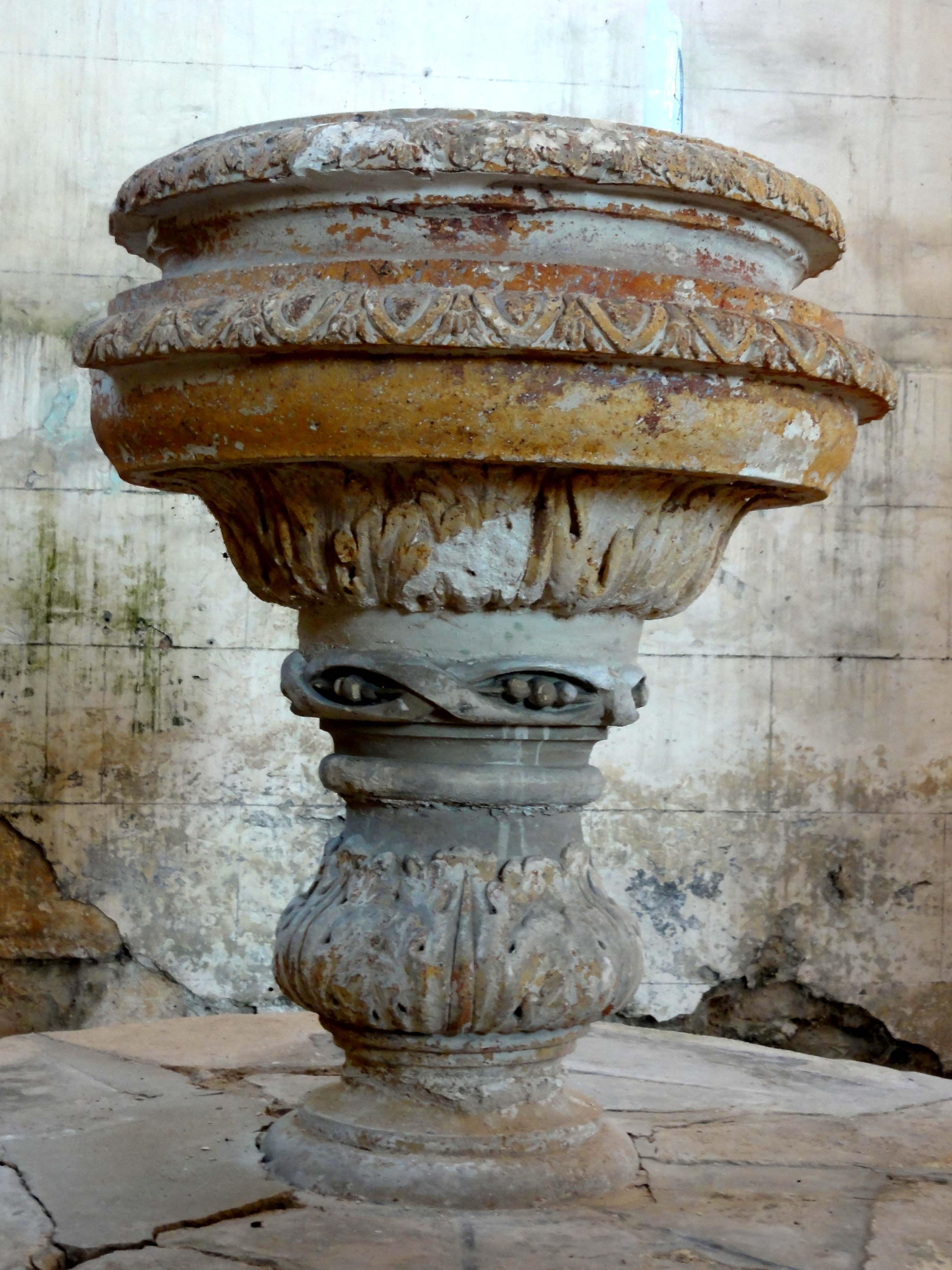
Fonts baptismaux.
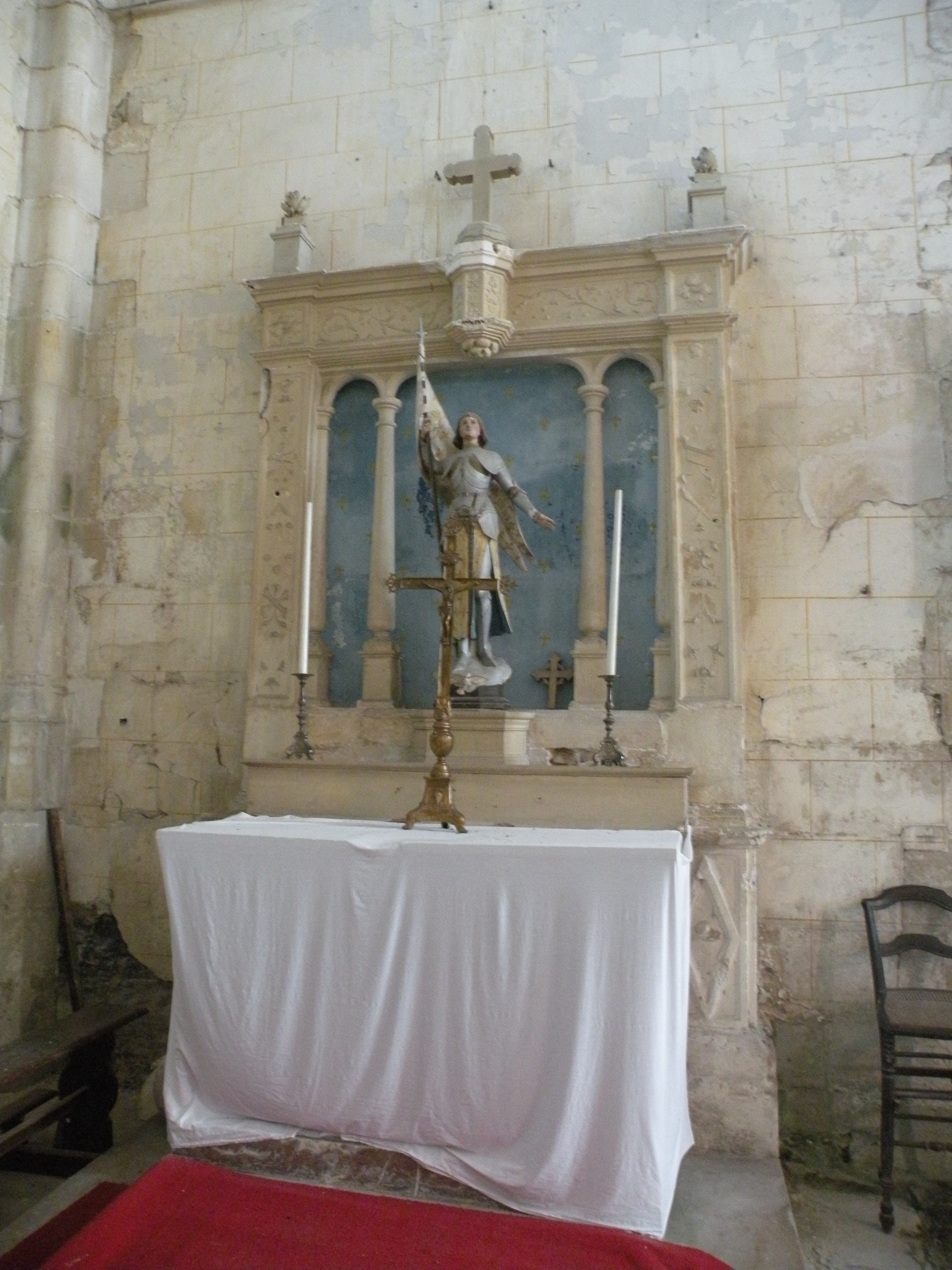
Autel de Jeanne d'Arc.
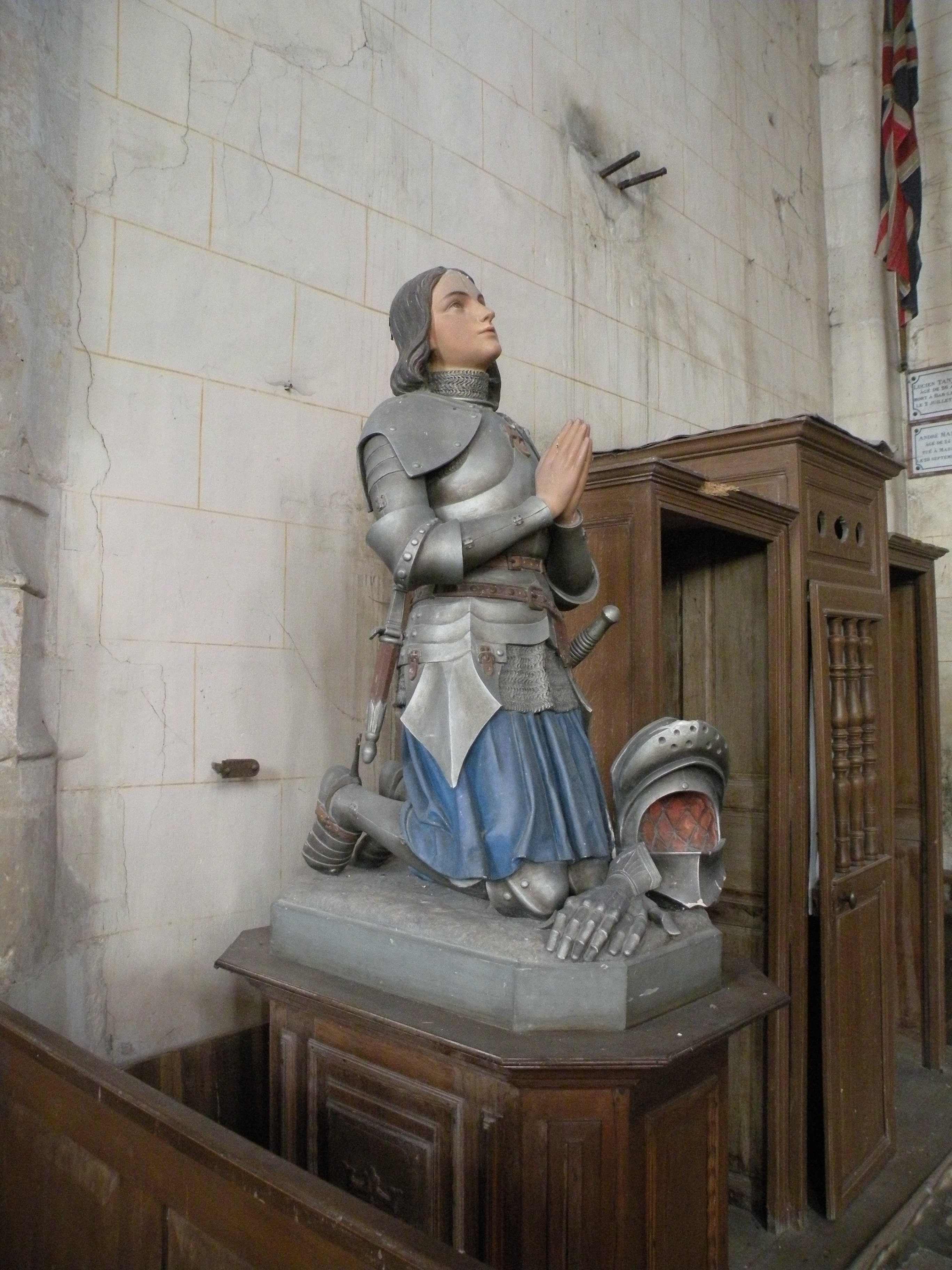
Jeanne d'Arc priant.